# 김구

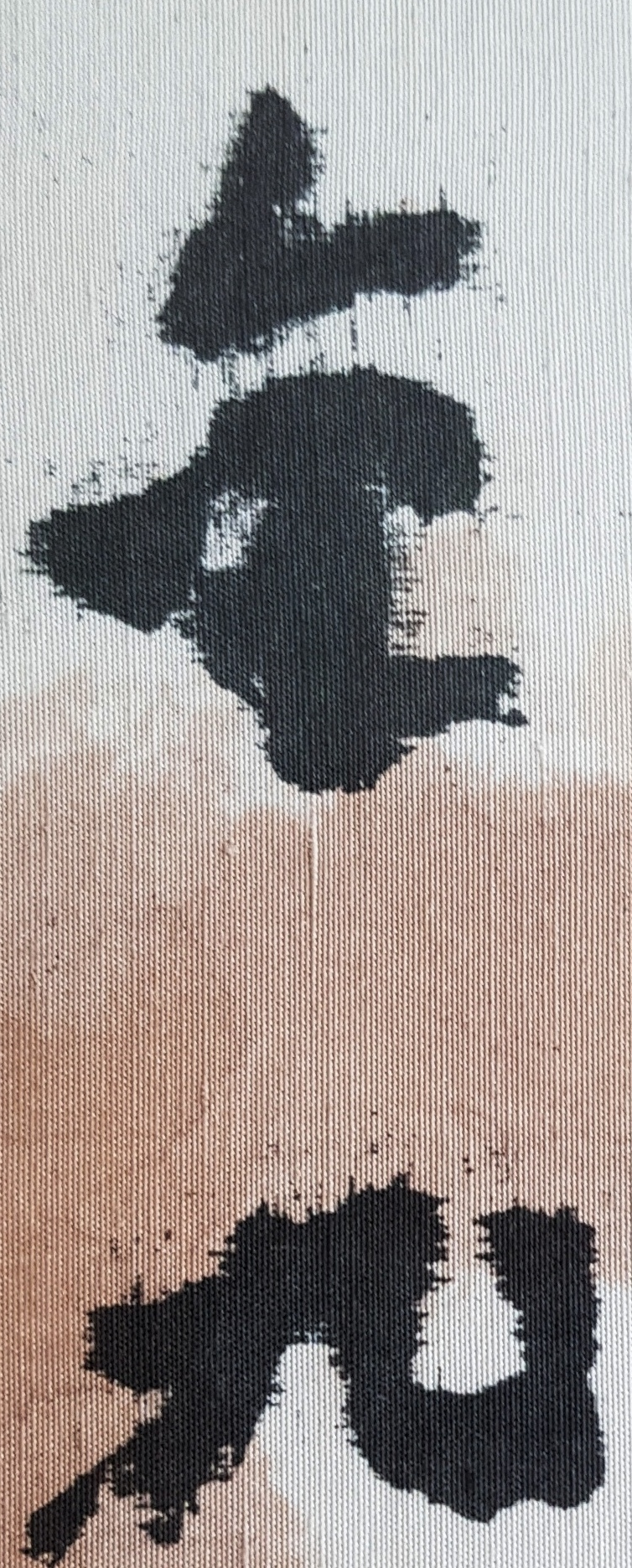
독립운동가 김구의 필체

김구(金九, 1876년 8월 29일 (음력 7월 11일) ~ 1949년 6월 26일)는 일제 강점기 한국의 독립 운동가이자 대한민국의 정치인으로, 자는 연하(蓮下), 호는 백범(白凡)·연상(蓮上)이다. 백범이라는 호는 미천한 백성을 상징하는 백정의 ‘백(白)’과 보통 사람이라는 범부의 ‘범(凡)’ 자를 따서 지었다. 처음 이름은 창암(昌巖)이었으며 19세 때 이름을 창수(昌洙)로 바꾸었다가, 36세(1912년)에 거북 '구'(龜)였던 이름을 아홉 '구'(九)로 바꾸었다. 그 밖에 환속 이후의 이름인 두래(斗來), 윤봉길 의거이후 중국 내륙으로 피난했던 시기에 사용한 가명인 장진(張震)·장진구(張震球)도 있었다.
김방경의 25대손으로 본관은 구 안동이며, 황해도 해주 출신이다.  17세에 과거에 응시했으나 낙방, 이후 동학농민혁명에 참가했고,  불교에 귀의해서 법명 원종(圓宗)을 얻은 승려생활을 하였으며, 28세 때 부친 탈상 후 기독교에 입문하였다. 양산학교, 보강학교 등에서 교육자로 교편을 잡기도 했고, 해서교육총회 학무총감으로도 활동했다. 교육·계몽 운동 중 일본 제국 경찰에 연행되어 수감되기도 하였다.
1919년 4월 11일 중국 상하이에 수립된 대한민국 임시정부에 참여하여, 의정원 의원, 경무국장, 내무총장, 국무총리 대리, 내무총장 겸 노동국 총판 등을 지냈다. 1920년대 초 대한민국임시정부의 국제사회에 일제강점의 부당함을 호소하는 외교적 노력이 가시적인 성과를 내기 어려운 상황이되고 일제에 의해 국내 연결조직인 연통제가 와해되어 경제적 어려움이 발생하고 임시정부 내 노선 갈등이 격화되면서 일부 독립 운동가가 임시 정부를 이탈하는 등 임시정부가 어려움에 처하자 김구는 1924년에는 만주 대한통의부 박희광 등을 통한 친일파 암살 및 주요공관 파괴, 군자금모집 등을 비밀리에 지휘하였고, 1931년에 독립 운동 단체인 한인애국단을 조직하여 이봉창의 동경 의거, 윤봉길의 훙커우 공원 사건 등을 지휘하였다. 1926년 12월부터 1927년까지 1930년부터 1933년까지 임시정부 국무령을, 이후 국가평의회 의원, 내무장, 재무장 등을 거쳐 1940년 3월부터 1947년 3월 3일까지 임시정부 국가평의회 의장을 지냈다. 1945년 광복 이후에는 임시정부 법통 운동과, 이승만, 김성수 등과 함께 신탁 통치 반대 운동과 미소 공동위원회 반대 운동을 추진하였으며, 1948년 4월 19일부터 5월5일까지 평양을 방문하여 통일 정부 수립을 위해 남북 협상에 참여했다. 1948년 5월 10일 남한만의 단독선거가 치러지자 정치와 거리를 두고 건국실천원양성소 등 청년교육에 심혈을 기울였다. 1949년 6월 26일에 사저 경교장에서 안두희가 쏜 흉탄에 서거하였다. 대한민국 최초의 국민장으로 장례가 엄수되었고 7월 5일 자신이 순국선역들의 유해봉환을 추진하며 조성하였던 용산구 효창동 애국선열묘역에 모셔졌다.
1962년  '건국훈장 대한민국장'이 추서되었다.

## 생애

### 생애 초기

#### 출생과 가계 (1876 ~ 1949)
황해도 해주군 해주읍 백운방 텃골(基洞)에서 (구)안동 김씨 김순영(金淳永, 당시 24세), 현풍곽씨 곽양식(郭陽植)의 딸 곽낙원(당시 17세)의 외동 아들로 태어났다. 7대 독자로 알려져 왔으나 그의 아버지 김순영은 4남 1녀 중 차남이였고 할아버지 김만묵, 증조부 김영원에게도 각각 형제가 있었다.
경순왕의 후예로, 충렬공 김방경의 25대손이며, 익원공 김사형의 21대손이다. 김자점의 11대 방계 후손으로, 김자점의 옥 당시 그의 11대조로 사과(司果)를 지낸 김대충(金大忠)이 화를 피하여 가족을 이끌고 개성으로 이주했다가 다시 해주로 피신해 왔다. 해주군 서쪽 80리에 있는 백운방 텃골, 팔봉산(八峰山) 양가봉(楊哥峰) 아래에 정착하게 되었다. 그리하여 김구의 선조들은 멸문지화를 피하기 위하여 양반의 신분을 숨기고 상민으로 행세하여 연명해왔다. 생계를 위해 군역전(軍役田)을 짓게 되었고, 그의 회고에 의하면 이때부터 ‘상놈’의 패를 차게 되었다 한다.
이렇게 되자 텃골 근방의 양반이던 덕수 이씨와 진주 강씨 일족에게 천대를 받았다. 특히 대귀족 신 안동 김씨 일족에게는 더더욱 천대를 받았다. 김구의 회고에 의하면 '우리 집안의 처녀가 강씨, 이씨 문중으로 출가하는 것은 영광이지만 두 문중의 처녀가 우리 집안으로 시집오는 것을 보지 못했으니'라 하였다. 그러나 김구의 7대조 할아버지인 김언함(金彦喊)의 부인이 진주강씨인 경우도 있었다. 상민이었던 가계는 김구에게 굴욕감을 안겨주었고 이를 탈피하기 위해 소년기의 창수로 하여금 과거시험에 응시하게 하는 계기를 만들어 준다.
광복 이후의 김구의 가계를 소개한 것은 경순왕의 후손임을 강조했는데, 1947년 도왜실기의 한국어 번역판의 서문을 쓴 이승만은 그가 명문의 후손임을 강조했고, 안재홍(安在鴻)도 김구가 암살된 직후인 1949년 8월에 쓴 백범김구선생약사(白凡金九先生略史)의 서두에서 선생의 본관은 안동이니 그 선조는 신라 마지막 임금 경순왕의 후예라고 기술하였다.
김만묵(金萬默)의 둘째 아들로 24세의 미혼이었던 아버지 김순영은 그의 누이동생의 시누이(매제의 자매)가 되는 장연군 목감방(牧甘坊) 문산촌(文山村) 출신 현풍곽씨의 딸을 삼각혼이라는 방법으로 결혼하여 아내로 맞이했다. 태어날 무렵 난산이었던 탓에 일가의 권유로 그가 태어나던 날 밤 그의 아버지는 지 붕위로 올라가 소울음 소리를 흉내낸 끝에 순산하였다고 한다. 한편 그가 태어나던 날은 그의 조모 장씨가 사망한 날이었다. 그의 초명은 김창암(金昌巖)이었다.
아버지 김순영은 학식은 없었으나 이씨, 강씨들을 닥치는 대로 때려눕혔기에 해주감영을 제집 드나들 듯 하였다. 그를 두려워한 양반들은 그를 존위로 천거했다가 도존위로 승진시켰으나, 가난한 자들에게는 잘하고 양반들에게는 엄하게 대하였다. 하위 감투를 썼음에도 양반들에게 굴하지 않자 양반들은 아버지 김순영에게 공금흠포죄(公金欠逋罪)를 씌워 바로 해고해 버렸다.

#### 유년기 (1880 ~ 1888)
유년기에 그는 천연두를 앓았다. 그의 모친이 예사 부스럼을 다스리듯 죽침으로 고름을 짜 얼굴에 얽은 자국이 생겼다고 한다. 4세 때 백부 김백영(金伯永)의 상을 당하였고 5세 때 그의 집안은 강령으로 이사하였다가 그가 7세 때 본향으로 되돌아왔다. 아버지 숟가락을 부러뜨려 엿을 사 먹는 등 개구쟁이 행동으로 부모님의 꾸중을 들었다.
문중에 할아버지뻘 되는 친척 중 새로 혼인한 집이 있었는데, 이 친척 대부가 서울에 다녀오던 길에 자녀 결혼식에 쓸 갓을 샀다가 양반에게 빼앗기고 강제로 찢김을 당했다. 이 일로 몹시 충격을 받은 소년 창암은 과거 시험에 몰입하게 된다.
가난한 집안이었지만, 9세 때부터 한글과 한문을 배웠으므로 책을 읽을 수 있었고, 서당에서 한학을 배워 통감과 사략 등을 이해할 수 있었으며 통감, 사략, 병서, 대학, 당시(唐詩) 등을 두루 습득하였다. 이러한 학문실력은 김구 선생의 어머니 곽낙원 여사가 배움의 중요성을 인정하고, 베를 짜서 번 돈으로 김구를 가르친 덕분이었다. 황해도 산골에 숨어살던 그의 집안은 양반들의 학대를 참아가며 빈곤한 생활을 하였다. 이런 상황에서 자란 김구는 평생의 한이던 상민의 껍질을 벗고 평등하기보다는 월등한 양반이 되어 양반에게 당해온 오랜 원한을 갚고자 노력하였다. 한 번은 양반집의 아들들에게 심한 매질을 당하자 어린 창암 은 집에서 큰 부엌칼을 들고 그들을 찔러 죽이려다가 실패하기도 하였다.

#### 청소년기 (1888 ~ 1892)
1888년 4월 할아버지 김만묵(金萬默)이 사망했다. 이 무렵 김구의 아버지 김순영은 뇌졸중으로 몸을 움직이지 못하는 지체장애인이 되었다. 그의 부모는 문전걸식하면서 아버지의 병치료를 위한 고명한 의원을 찾아 전국을 떠돌아다녔는데 이때 그는 큰어머니 댁·장연 재종조 누이 댁 등을 전전하였다. 이때 목동 노릇도 했지만 그는 학업에 대한 의지를 포기하지 않았다. 아버지의 병은 차도를 보여 좀 불편하기는 해도 혼자서 걸을 수 있을 만큼 서서히 좋아졌고, 부모가 돌아오면서 그의 학업은 계속되었다. 그러나 집안이 가난하여 이름있는 스승을 모실 수 없어, 큰어머니 정씨의 친정 6촌인 정문재의 서당에 부탁하여 무료로 통학하면서 글을 배우게 되었다.
17세에는 정문재의 권고로 임진년 경과 과거에 응시했으나 낙방하였다. 소년 김구는 과거 시험에 응시하며 자신의 이름 대신 아버지 김순영의 이름으로 응시하였다. 이는 아버지가 과거에 합격하여 상민의 신분에서 벗어나기를 바랐던 것이다. 그러나 과거 시험 중 양반이나 부자들이 돈을 주고 대신 다른 사람을 들여보내 대신 과거를 보게 하는 시험부정을 보고 분개하여 벼슬길을 단념하게 되었다.
과거 시험 당시 매관 매직의 타락상, 즉 뇌물을 받고 관직을 파는 관리들의 비리를 보고 분노한 그는 서당 공부를 그만두고 3개월간 집안에서 두문불출하고 관상 공부를 하였는데, 당시 자신이 타고난 복은 없지만, 스스로 인생을 개척할 수는 있다는 신념을 가졌다고 한다. 이후 병서를 탐독하며 집안과 동리 아이들을 모아 1년간 훈장도 하였다.

### 청년기

#### 동학농민운동 참가 (1893 ~ 1895)
1893년 1월초 그는 포동의 동학교도 오응선(吳膺善)을 찾아가 동학에 입도하였다. 동학에 입도한 후 이름을 김창암(金昌巖)에서 김창수(金昌洙)로 개명하였고 입도 수개월 후 그의 휘하 신도(信徒)가 수천 명이 되어 '아기 접주'라는 별명을 얻었다. 입교한 지 1년도 안돼 연비(신도)를 수백 명을 포덕하였으므로 이름이 알려져, 접주에 추천되었다. 그러나 한편으로 중상비방하는 사람들도 많아졌다.
1894년 초 김구가 거느리던 연비의 조직이 급속하게 커져감에 따라 그는 18세의 나이로 수백 명의 수하를 거느리는 팔봉 접주로 임명되었다. 1893년 해월 최시형으로부터 연비의 명부를 보고하라는 연락이 왔기 때문에 황해도에서 황해도 동학을 대표하여 직접 대도주를 찾아갈 접주 대표를 선발할 때 황해도 대표자로 선발되었다.
1894년 가을 최시형을 찾아가는 황해도 동학 대표자로 선발되어 연비 명단 보고차 충북 보은에 찾아가서 최시형을 만나고 접주 첩지를 받아왔다. 귀향길에 한성에서 동학농민군 거병소식을 접하였고, 같은해 동학 농민 운동이 일어나자 그는 해주 팔봉에서 거병하여 동학군을 지휘했다. 지도자 최시형의 지시를 받고 황해도 동학군의 선봉장으로 해주성을 습격하였으나 끝내는 관군에게 패퇴하였다. 그의 부하는 700여 명이었으나 일본 제국의 군부대가 쏘는 총 소리에 놀라서 모두 혼비백산하여 흩어지고 말았다고 한다.
이후 김창수의 부대는 조직 내 세력싸움에서 같은 동학군인 이동엽의 공격을 받게 되었다. 그해 12월 홍역을 치르는 와중에 이동엽 일파의 기습공격으로 김창수의 포수 부대는 패하고, 고열과 함께 홍역을 앓던 그는 몽금포로 피신하여 몽금포에서 하은당 스님의 치료를 받으며 3개월간 잠적해 있었다. 한편 김창수의 부대를 접수하려고 이동엽은 그의 최측근 영장 이종선(李鍾善)을 잡아 처형하였다. 아끼는 부하를 잃은 뒤 그는 이종선을 묻어주고 안태훈을 찾아가게 되었다.
동학군 장수로 있을 때 안태훈(안중근의 부친)으로부터 귀순을 권유하는 편지를 받기도 했다. 이후 그는 1895년(19세), 동학농민운동을 토벌하기 위해 의려소(義旅所)를 세워 경성의 김홍집 내각에 참여한 김종한의 원조와 황해 감사의 지도 아래 군대를 조직해 1894년 12월 접주 원용일의 부대 2,000여 명을 크게 이긴 적이 있을 정도로 동학농민운동 진압에 좋은 성적을 거두고 있던 지역 유력자 안태훈에게 몸을 의탁한다. 안태훈이 김구의 인품을 사랑하여, 동학이 패멸당하게 되면 인재가 아깝다고 생각하여 비밀리에 밀사를 보내 불가침협정과 공동원조계획을 세웠는데, 동학농민운동이 실패하자 안태훈에게 의탁하게 된 것이다.

#### 산채 은신과 고능선의 가르침 (1895~1896)

스승 후조 고능선

1895년 2월부터 안태훈의 배려로 안태훈의 신천군 청계동 산채에 몸을 의탁하였다. 안태훈은 그를 배려하여 1895년 2월 그의 부모까지 모셔다가 산채에 함께 살게 했으며, 무례하게 대하는 측근들을 혼내기도 하였다. 이 시기 안태훈의 장남 안중근을 처음 만났으나 친밀한 사이는 아니었던 것으로 보인다.
안태훈의 사랑에 들다 성리학자이자 화서학파의 학맥을 계승한 유학자 후조 고능선(高能善)을 만나 감화받았는데, 그로부터 공맹의 학문, 성리학적 대의명분과 의리, 위정척사적 가르침을 받고 춘추대의와 의리에 눈뜨게 되었다. 고능선은 청년 김창수에게 나라가 제국주의 열강들로 인해 큰 위기에 처해있음을 말해주었다. 김구는 그 뒤에도 고능선 선생의 가르침을 추억하기도 하였다. 고능선은 화서학파로 이항로의 문인인 유중교의 제자이자 의병장 유인석의 동문이었으며 노론 계열이었다. 고능선은 청나라와 손잡고 왜적을 몰아내야 한다 하며 청나라로 갈 것을 권하였다.
20세에 청나라행을 결심, 청나라로 가기 전 안태훈의 사랑채에서 참빗장수를 만났다. 연령은 김구보다 8~9세 위로 전라북도 남원 출신 김형진(金亨鎭)으로 그를 만나 백두산까지 기행하였다. 청년 김창수는 김형진을 길동무로 삼아 청나라로 건너갈 계획을 세웠고, 백두산을 관람하고 만주를 돌아서 북경으로 간다는 것이었다.

#### 만주 의병부대 활동 실패와 귀국
신천을 떠나 평양 을밀대와 모란봉에서 휴식하다가 강동 양덕 맹산을 거쳐 함경도로 넘어서 고원, 정평, 함흥에 도착했다. 함흥에 도착해서 함경도의 교육제도가 황해도나 평안도보다 발전된 것에 탄복하였다. 단천, 혜산진을 지나 백두산 참배는 위험하다 하여 중단하고 만주 통화(通化)로 갔다. 김이언을 만나기 전 청나라 장교를 만났는데, 중국어를 모르던 그는 종이에 한자로 써서 대화를 시도하였다. 그는 청일전쟁 당시 평양에서 전사한 청나라 장수 서옥생(徐玉生)의 아들로 아버지의 시신을 찾으러 왔다가 실패하고 귀국하는 길이었다. 그는 임진왜란 이후부터 계속 불구대천의 원수임을 알리자 청나라 장수는 자신은 금주(錦州) 출신으로 집안에 5백명의 가병이 있으며, 청나라로 동행할 것을 권하였으나, 김이언을 찾는 것이 목적이라 정중히 사양하였다.
압록강 근방에서 만난 청나라 사람 김이언(金利彦)의 의병단에 가입하여 김이언의 부대가 강계성을 습격할 때는 포수를 모으는 일과 강계성에 들어가 화약을 사 오는 일을 하였다. 화약을 사오던 길에 압록강에 얼음에 빠져 동사할 위기에 처했으나 동민들의 구조로 살아났다. 강계성 습격 시는 11월 압록강이 완전히 얼어붙을 때로 정하고 공략하기로 결정, 그와 함께 청나라군의 원조를 받아 강계성의 관군을 공격하려 하였으나 역시 실패하고 몸을 숨겼다. 강계성 아래에 몸을 숨겼다가 신천군으로 되돌아갔다.
이후 귀향하였는데 스승 고능선의 장남 고원명 내외가 병으로 요절하였으므로, 고능선은 김창수를 손녀사위로 삼아 의지하려 하였던 것이다. 그의 스승인 고능선의 장손녀와 약혼을 결정하였으나, 김치경의 훼방으로 파혼하고 말았다.
1896년 2월 22일 안태훈은 해주군의 집사로 추정되는 인사에게 보내는 편지에서 “순검들이 산포를 모아 청계동을 습격하려던 김창수(김구)를 추적했으나 김창수는 도망하고 말았으니, 자신도 김창수의 발자취를 사방으로 추적하고 있다”라고 보고하였다. 오영섭은 안태훈 자신이 청계동에서 김구를 일시적으로 보호했던 사실이 세상에 알려져 논란이 일어나자 신천군수의 징계를 피하기 위한 보신적 조치로 보았다.

#### 치하포 사건과 은신 생활

##### 치하포 사건과 수감 생활 (1896 ~ 1897)
21세였던 1896년 2월 청나라로 향했다가 단발 정지령 시행과 삼남 의병 봉기 소식을 듣고 1896년 2월 하순 평안북도 안주에서 길을 돌려 고향으로 귀환하던 중 김구는 황해도 치하포에서 진남포로 가는 배를 타고 가다 빙산을 만나면 그는 사람들과 함께 내려 빙산을 의지하여 작은 빙산을 떠미는 방법으로 배를 빼낸 뒤 우여곡절 끝에 치하포 인근 5리 밖의 강 어귀에 정박하였다. 치하포구의 한 여관방에 머무르고 있었다. 여관방에는 한복을 입고 성이 정씨이고 장연에 산다는 사람도 있었다. 김구는 그 사람이 진남포로 간다고 하였으며, 장연 출신이라면서도 서울말을 쓰고 흰 두루마기 밑에 칼집이 있는 것으로 보아 조선인으로 위장한 일본인이라고 생각했다. 또한 일본인이 조선인으로 위장한 것은 평범한 상인이나 기술자가 아니라 을미사변의 공범이라 도피 중이기 때문이라고 판단했다. 한국인으로 변복한 것을 수상히 여긴 그는 미우라 고로(三浦梧樓)이거나 그의 일당으로 단정하였다.
김구는 아침 식사 시간에 밥값을 치르던 중 그를 습격하여 칼을 빼앗고 발로 차는 등 폭행한 뒤 살해했다. 그의 이름은 쓰치다 조스케(土田讓亮)였다. 김구는 자신의 저서 백범일지에서 쓰치다 조스케를 일본 군인이자 일본 육군 중위 신분으로써 조선에 밀파된 군사간첩이라고 기술하였으나, 일본 외무성 자료엔 쓰치다는 대마도 이즈하라 출신의 상인이라고 기록되어 있다.. 한때 김완섭이 김구가 민간인을 살해했다 주장하여 논란이 되기도 했으며 창원대학교 교수 도진순은 자신이 찾아낸 일본 외무성 자료에 의하면 쓰치다 조스케는 계림장업단(鷄林奬業團) 소속 상인이었다고 주장했다.
김구는 현장에서 살인 이유로 국모인 명성황후의 원수를 갚기 위한 것이라고 밝히고, 식당 주인이자 동장(洞長)인 이화보(李化甫)를 시켜 자신의 거처를 적은 포고문을 길거리 벽에 붙이고 집으로 돌아가 체포되기를 기다렸다. 쓰치다가 소지하고 있던 엽전 8백전 중 선주들에게 선가를 떼어주고 나머지는 방장인 이화보를 시켜 동리 주민들에게 나누어주게 하였다.
석달 후 자택에서 체포된 김구는 해주 감옥에 수감되었다가 이감되어 인천으로 압송되었다. 해주 감영에서 고문당하다가 인천 감리영으로 이감, 경무관 김윤정(金潤晶)은 그에게 일본인을 살해여부를 묻고, 이어 재물을 강탈할 목적이냐고 추궁하였다.
사태가 큰 사안이라 본 경무관 김윤정은 인천부윤 겸 감리사 이재정(李在正)에게 보고하였고, 이재정의 추국 때 군부의 원수를 갚기 전에는 몽백(상복)을 입지 않는 것인데, 국모의 원수도 갚지 못하고도 몽백을 입는 것의 염치없음을 질타하였다. 추국하던 관리들은 부끄러워하여 이후로 그에게 반말을 하지 않고 공대하였다.
1896년 9월 10일 일본영사관 경부신곡청 참석하에 회동심리가 열렸고, 삼초(조서)가 작성되었다. 이 재판이 끝나고, 1896년 9월 12일 일본영사대리 하기와라 슈이치(萩原守一)는 ‘대명률(大明律)의 인명모살인죄(人命謀殺人罪)’로 김구를 참형(斬刑)으로 처단할 것을 주장하는 의견서를 인천항재판소판사 이재정에게 제출하였고, 다음날인 1896년 9월 13일 인천항재판소 판사이재정은 당시의 형사법인 '형률명례'의 절차(사형선고를 한 후 법부를 거쳐 임금에게 사형집행을 주청하는 절차)에 따라 법부에 조율재처(조율처판)를 건의하였다. 1896년 10월 2일 인천영사관의 압력을 받고 있던 이재정은 김창수에 대한 조속한 처리를 법부에 전보로 건의하였고, 법부에서는 임금에게 마땅히 상주하여 칙명을 받아야 할 사안이라는 답전을 인천감리에게 보냈다. 이에 따라 1896년 10월 22일 법부는 김구를 포함한 11명에 대한 교형(絞刑)을 고종에게 건의(상주안건)하였으나 고종의 재가(사형집행명령)는 이뤄지지 않았고, 1896년 12월 31일 상주안건을 거쳐, 김구가 제외된 1897년 1월 22일 최종 상주안건이 재가되어 김구는 일시적이나마 사형집행을 면할 수 있었다. 이러한 사법적 절차에 따라 사형을 면하게 되는 과정과 내막을 속속들이 알 수 없었던 김구는 자신이 체험했던 사실들을 바탕으로 사형을 면하게 되는 과정을 백범일지에 기록해 놓았다. "대궐에 있던 승지 한 명이 살해동기가 '국모보수'라고 적힌 것을 보고 고종에게 보고했고, 고종은 일단 사형 집행을 정지하라는 칙명을 내렸다. 이 칙명은 인천감리서의 이재정 감리에게 전화로 신속히 전달되어 사형을 면할 수 있었다. 만약 전화개통이 사흘만 지체됐어도 나는 스물한 살 나이로 형장의 이슬이 돼 사라지고 말았을 운명이었다"라고 썼다.

##### 개화와 죄수 교육 (1897 ~1899)
김구는 감옥 속에서 간수가 준 <대학>, <세계역사>, <태서신사>, <세계지리>를 읽고 개화사상과 신학문에도 눈을 뜨게 되었으며, 감옥안의 재소자들에게 글을 가르쳐 감옥을 학교로 만들었다. 1897년 강화 사람 김주경(金周卿)은 그의 딱한 소식을 접하고, 동료 상인, 객주들과 함께 그의 구명운동을 벌이지만 실패하였는데, 가산을 탕진한 그는 블라디보스토크 방면으로 잠복하였다. 뒤에 김구는 김주경의 동생 김진경을 찾아 그의 형 김주경의 행방을 수소문하였지만 끝내 만나지 못하였다.
감옥에서 김구는 재소자들에게 글을 가르쳤다. 김창수가 재소자에게 옥에서 글을 가르치면서 감옥이 서당이 되었다는 평을 듣기도 했다. 일부는 김창수에게 밥을 얻어먹을 목적으로 글을 배우기 시작하였으나, 나중에는 자발적으로 글공부에 참여하였다. 재소자들에게 글을 가르쳐주면서, 재소자들은 물론 억울한 일을 당한 간수들을 위한 대서(글을 대신 써줌)를 해주었고 또한 동료 재소자들로부터 민담과 노래를 배웠다. 이때 김구는 그의 재주를 안타깝게 여긴 간수의 소개로 서양의 책인 세계역사와 세계지리 등 중국에서 발간된 서적을 읽으면서 서양인들이 원숭이에서 얼마 멀지 않은 오랑캐라는 사고를 버리게 되었다.

##### 승려 활동 (1898 ~ 1899)

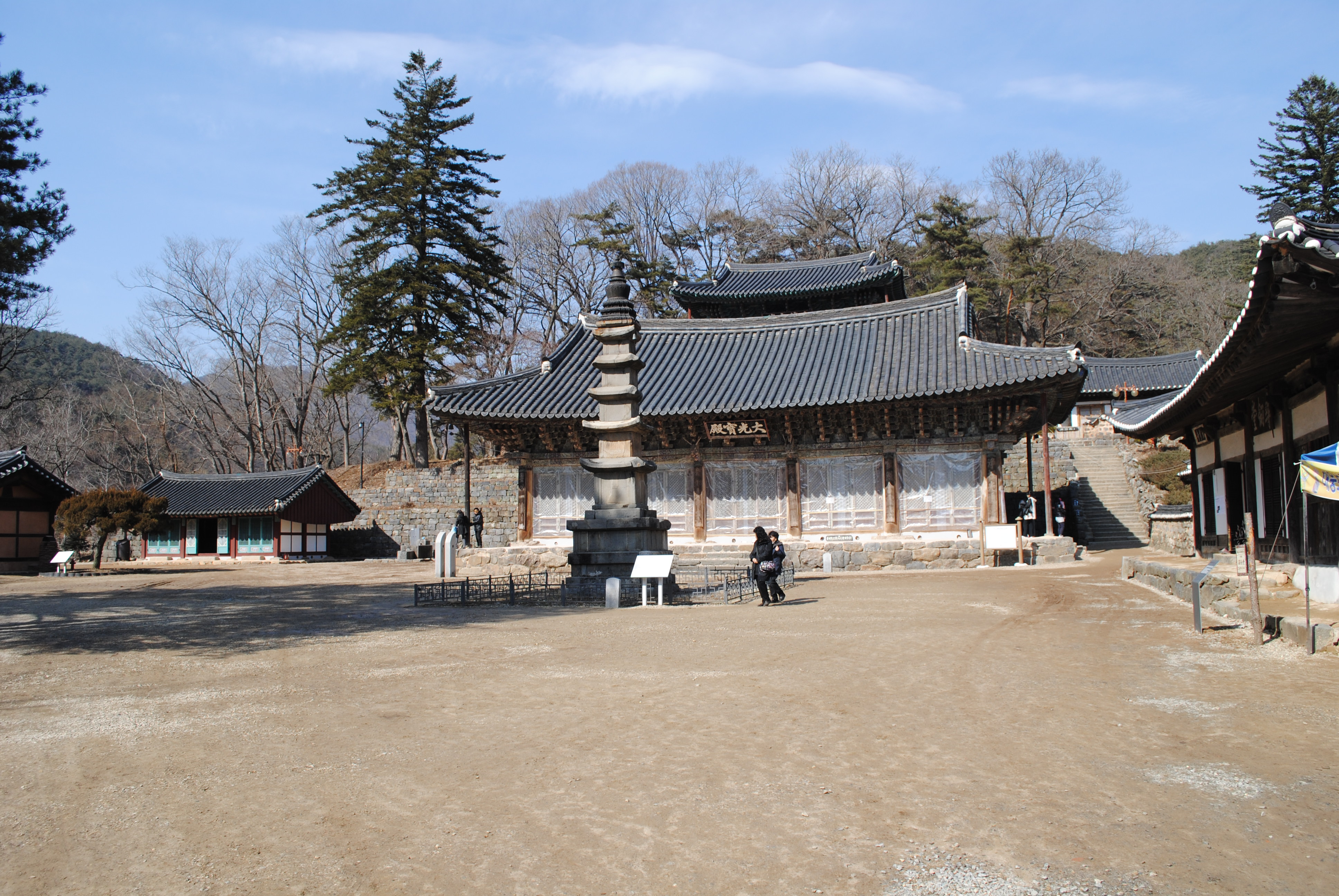
공주 마곡사

1898년 3월 동료죄수들과 탈옥에 성공한다. 그가 탈옥하자 그 대신 부모가 붙잡혀 투옥되었다. 탈옥 후 풀밭과 걸식, 민가에 숨어 생활하다가 삼남지방에서 도피하던 중 1898년 가을께에 출가자인 공주 출신 이서방이라는 남자를 따라 공주 마곡사에 도착했다. 먼저 삭발한 공주의 이서방이 찾아와 마곡사에 식객으로 유숙하던 그를 찾아와 "하은당은 이 절 안에 갑부인 보경(寶境)대사의 상좌이니 내가 하은당의 상좌만 되면 내가 공후하기에 학비 걱정은 없을 것이라고 어서 삭발하기"를 권하였다.
이후 출가하여 승려가 되고 하은당을 은사로 하고, 법명을 원종(圓宗)이라 하였다. 출가 초기부터 불경을 외우는 일과 법당의 허드렛일 도중 실수로 스승인 하은당과 다른 선임 승려들에게 질타를 당하였다. 다른 승려들은 보경당이나 하은당이 다 고령이라 이 분들이 작고하면 마곡사 법당의 재산을 물려받을 것이라며 위로하기도 하였다. 그러나 본인의 확고한 결심에 의한 출가도 아니며 승려의 길에 뜻이 없었던 백범은 산사 생활에 적응하지 못하고 승려들과의 마찰 등으로 후회하던 중 이듬해인 1899년 봄 금강산으로 공부하러 간다며 마곡사를 떠났다.
주지인 하은당은 뜻이 그러하다면 보내주겠다 하고 여비로 쓸 곡식을 주어 보내주었다. 이후 이곳저곳 방랑하며 동료 승려를 따라 평양부에 도착, 1899년 4월 동료 승려를 비밀리에 고향에 보냈다가 그를 따라온 부모와 상봉하였다. 식솔들을 이끌고 방랑중 5월 평양 영천암에 방장이 되어 방장으로 장발승려 생활을 하다가 환속한다. 그가 환속하자 실망한 동료 승려는 그를 떠났고, 1899년 가을 황해도 해주 본향으로 돌아왔다. 그의 작은아버지 김준영은 성실하게 농업에 종사하면 혼처를 마련해주겠노라며 농사일을 권유하였다. 그러나 김구는 이를 거절하고 얼마뒤 본향을 떠난다.

#### 애국계몽운동과 수감 생활

##### 애국계몽운동 (1900 ~ 1910)
1900년 지인을 찾아 내려갔던 강화도에서 3개월간 훈장일을 한 것을 계기로, 고향인 황해도 각지에 학교를 설립하는 등 교육 및 는 홀로된 장모를 위로하고 예수교에 입교시켜 그리스도 신앙에 귀의케 하고 돌아왔다. 2월에는 부친상 3년상을 탈상하고 장로교와 더불어 한국 개신교의 상징적인 교회인 감리교에 입교하였으며, 평양 예수교 주최 사범강습소에서 최광옥(崔光玉)을 만났다. 그의 권유로 안신호(安信浩, 안창호의 누이)와 약혼했으나 곧 파혼하였다. 1903년 황해도 장연에 봉양학교(鳳陽學校)를 설립하고 교육에 힘을 기울이다가, 백남훈(白南薰)에게 학교를 인계하고, 김구는 공립학교 교원이 되었다. 1903년 여름에는 농상공부 종상위원(種桑委員)에 임명되었다. 이는 공립학교 교원직과 함께 그가 대한제국에서 맡은 유일한 관직이었다.
1905년에는 을사조약 무효투쟁을 벌이는 등 국권회복운동을 전개하였다. 일본제국주의자들이 을사조약을 강제로 체결하자 진남포 예수교회 에버트청년회 총무로 서울 상동교회(尙洞敎會)에서 열린 을사조약반대전국대회에 참석했다. 이동녕(李東寧)·이준(李儁)·전덕기(全德基) 등을 만나 을사조약 철회를 주장하는 상소를 결의하고, 대한문 앞에 모여 읍소를 하고, 종로에서 을사조약 반대에 대한 가두연설을 했다. 그러나 정부의 강제진압으로 저지당하였고, 이 방법으로는 효과가 없을 뿐만 아니라 국민들 또한 지식이 없고 애국심이 박약하여 나라를 건질 수 없다고 판단하여 교육사업 등 계몽활동에 전념하기로 결정하고 돌아왔다. 1906년 황해도 문화군 초리면 종산리의 서명의숙(西明義塾)에서 교원(敎員)이 되었으며, 1907년에는 국권회복운동의 국내 최대 조직이자 비밀결사조직이었던 신민회에 가입하여 신민회 황해도지부 총감(摠監)으로 활동하였다.
1906년 31세 때 최준례(崔遵禮)와 혼인하였다. 1914년에는 일본의 호적에서 벗어날 생각으로 이름을 구로 재개명하고 호를 백범이라 정하였다. "구(龜)를 구(九)로 고친 것은 왜의 민적(호적)에서 벗어나고자 함이요, 호를 백범으로 고친 것은 감옥에서 여러 해 연구에 의해 우리나라 하등사회, 곧 백정(白丁) 범부(凡夫)들이라도 애국심이 현재의 나 정도는 되어야 완전한 독립국민이 되겠다는 바람 때문이었다."라고 《백범일지》에서 술회했다.
1914년 인천 감옥으로 이감되었으며, 죄수번호는 55호였다. 이어 서대문 감옥에 수감 도중 105인 사건에 연루되어 15년 형을 받고 복역하다가 1915년 8월에 특별 가출옥하였다. 가출옥 직전 둘째딸 화경이 병으로 죽었는데, 출옥후 어머니 곽씨로부터 소식을 접했다. 가출옥후 그는 아내가 교원으로 있는 안신학교(安新學校)로 갔다.
1916년 문화 궁궁농장 간검(看檢)에 취임했고, 셋째딸 은경(恩慶)이 태어났다.
1917년 2월 동산평 농장 농감(農監)이 되어 소작인들을 계몽하고 학교를 세우는>

### 독립운동과 임시정부 활동

#### 임정 수립 초기

##### 임시의정원 의원과 경무국장 (1919)

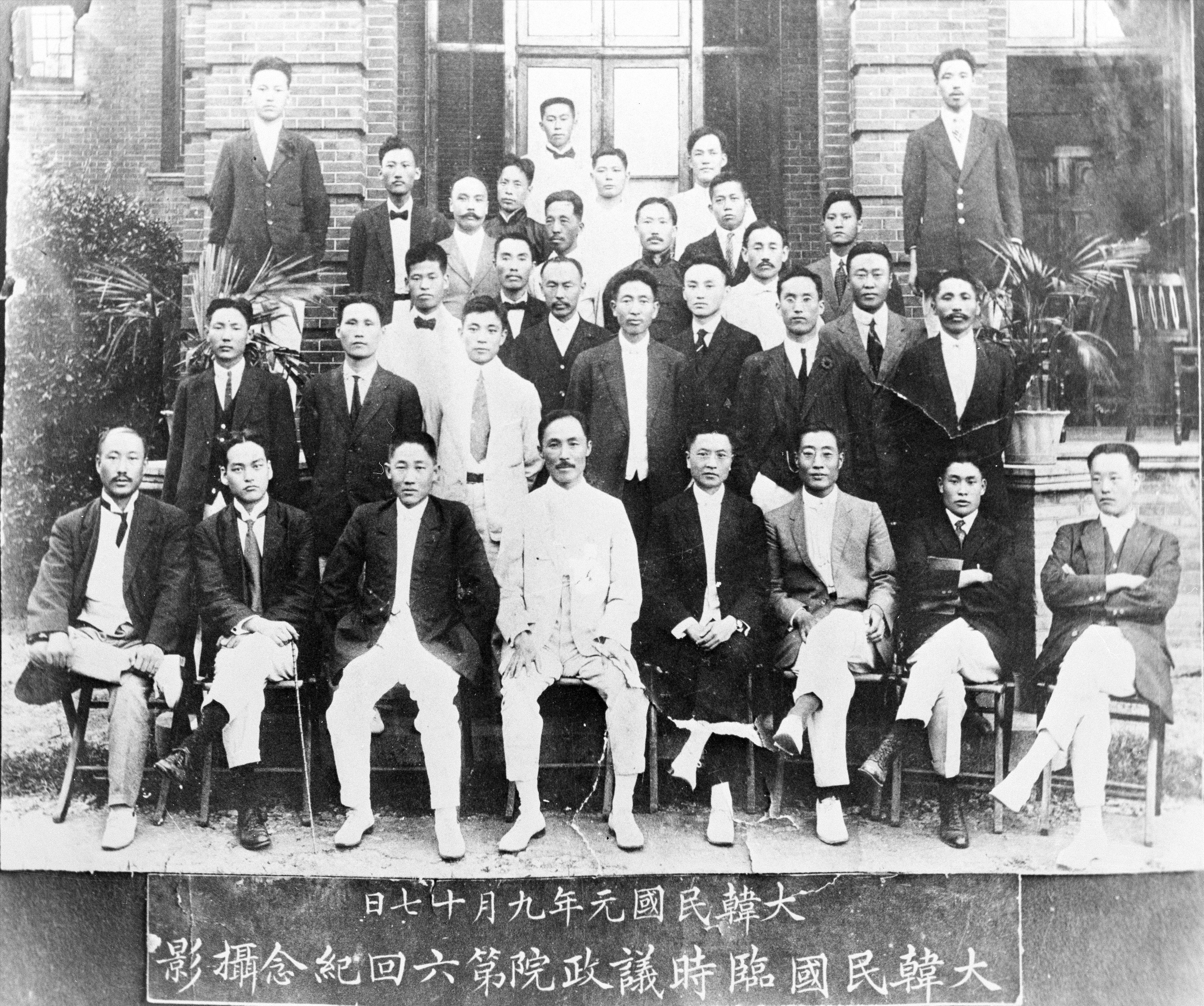
1919년 9월 17일 제6차 임시의정원 폐원식 기념 사진.

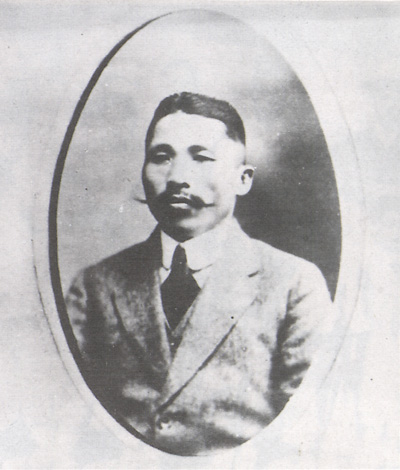
경무국장 시절 카이저 콧수염으로 단장한 김구 (1920년)

1918년 상하이에서 여운형을 당수로 하여 조직된 신한청년당에 참여하였다. 1919년 3·1운동이 일어나자 3·1운동 직후 김구는 경의선 열차편을 타고 압록강을 건넜다. 이어 안동(지금의 단둥)에서 이륭양행(怡隆洋行) 소속의 선박을 타고 1919년 4월 중순경 상하이에 도착하였다. 이후 상하이로 망명하여 대한민국 임시정부에 참여, 4월 임시의정원 의원으로 참여하였다.
9월에는 내무총장 안창호를 찾아가 자신의 소원을 말하며 문지기가 되기를 청하자 안창호는 그에게 경무국장(警務局長)을 천거하였다. 자신의 학식이 낮음을 이유로 경무국장직에 대한 사의를 표하였으나 안창호는 거절하면 젊은 사람들 아래에서 일하기 싫다는 것으로 간주하겠다고 하므로 그는 안창호의 임명을 받아들인다.
9월 통합 임시정부가 구성되자 김구는 임정 내무부 경무국장(警務局長)에 취임하여 정보 및 감찰, 경찰 업무를 담당하였고, 일제의 밀정 검거 활동을 하였다. 경호부장으로 여순근을 임명하고 한인 청년들을 고용하여 경찰, 정보감찰 업무, 밀정색출 업무를 분담시켰으며 동시에 재판소가 없는 임시정부에서 재판장으로서 재판을 행사하였다.
1920년 국무총리 이동휘로부터 공산주의 혁명에 참가하자는 제안이 들어오자 김구는 제3국 공산당의 지시를 받는다는 것을 들어 거절하였다. 일본 영사관 경찰은 임정 요인 체포를 위해 경무국장인 그를 사살하려 했다. 일제의 사주를 받은 스파이 선우갑(鮮于甲)·강린우(康麟佑)가 왔으나 자발적으로 그에게 이실직고하자 추방하였다. 일본 영사관의 첩자로 독립운동가를 따라 상하이에 나타났던 17세 소년 김도순을 총살하였고, 이후 일본 영사관과 조선총독부의 납치, 암살기도에 시달렸다. 황학선(黃鶴善)은 병원을 차리고 독립운동가들과 친분을 쌓은 뒤 한번에 독립운동가들을 잡아서 약물로 독살하려 했다. 김구는 황학선을 체포하여 처형했다.

##### 의정원 의원 재선과 내무총장 시절 (1920 ~ 1921)

부인 최준례(오른쪽)와 장남 김인(가운데 있는 이)

1920년 8월 아내 최준례가 아들 김인을 데리고 상하이로 건너왔다. 1921년 5월 경무국장직에서 물러났고, 후임은 김용원이 임명되었다. 경무국장에서 물러남에 따라 임시의정원 의원으로만 활동하게 되었다.

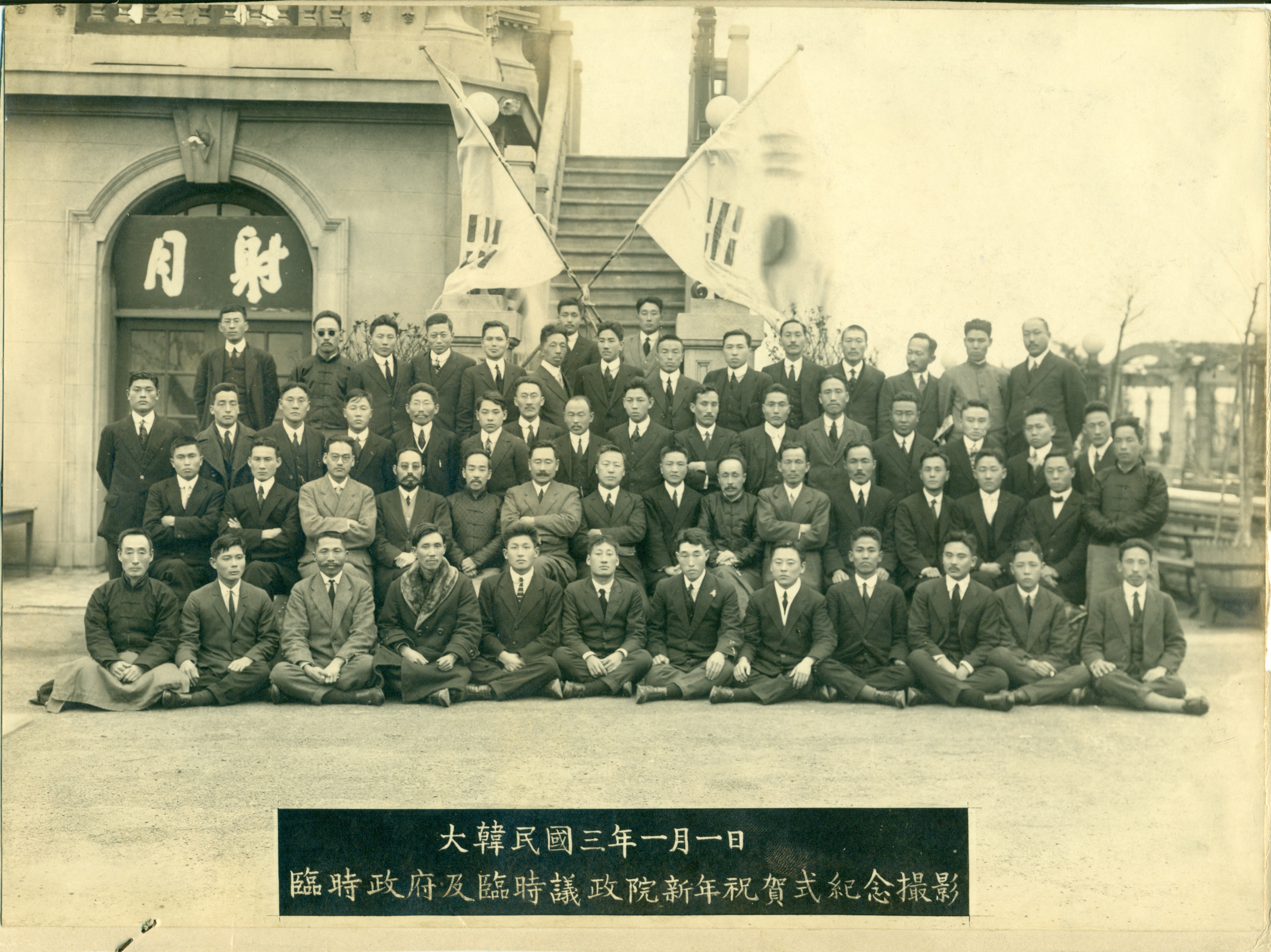
1921년 1월 1일 신년하례회. 첫 번째 줄 오른쪽에서 세 번째 앉은 이가 김구

1922년에는 어머니 곽낙원 여사도 조선총독부의 감시를 피해 상하이로 건너왔고, 그해 2월 임시의정원 보궐선거에서 재당선되어 임시의정원 의원으로 재선출되었다. 1922년 7월 신익희, 안창호, 이시영(李始榮), 여운형, 조소앙, 이유필 등 50여 명과 함께 시사책진회(時事策進會)를 조직하는데 참여하였다.
9월 임시정부 내무부 총장에 취임하였으며, 차남 김신(金信)이 출생하였다. 10월 여운형·조동호·이유필 등과 함께 한국노병회(韓國勞兵會)를 조직하고 한국노병회 초대 이사장에 취임하였다. 국민대표자대회 소집의 주요 인물이기도 한 박은식을 규탄, 성토하였고 그의 아들 박시창이 찾아와 항의하자 구타하기도 했다. 1921년 이후 임시정부가 임시정부를 새로 창조하자는 창조파와 구조만 수정하자는 개조파의 논쟁장으로 변하자 김구는 내무부령 제1호를 내려 국민대표회의를 해산시킨다. 1922년 2월 소련의 레닌에게서 받은 200만 루블 중 40만불을 지불받은 한형권과 김립에 대한 사살령을 내린다. 노면직, 오종균 등은 상하이에서 김립을 사살하였다. 그는 백범일지에 김립이 광둥 여자를 사서 축첩하고 호화생활을 하였다고 하였으나 김립이 호화생활을 한 근거는 제시하지 못했다.
후일 박노자는 "1922년 초기에 상하이 임시정부가 한인사회당의 간부인 김립(1880~1922)을 “레닌이 보낸 독립운동 자금을 유용했다”고 성토한 데 이어 김구 부하인 오면직, 노종균 두 청년이 1922년 2월11일에 상하이의 거리에서 김립을 사살했다. 이 암살을 ‘정당한 응징’으로 묘사한 <백범일지>의 권위가 절대적이기에 김립이 '응분의 대가를 받았다'는 통설을 의심한 이들이 여태까지 거의 없었지만, 반병률 교수(한국외대)의 연구에 의하면 김립의 ‘횡령 행위’가 사실이라기보다는 정적이 유포한 뜬소문이었다."는 것이다. 박노자에 의하면 김립의 암살 원인은 "레닌 정부의 바람대로 김립과 그 동지들이 세 차례에 걸쳐 수만루블의 자금을 한인사회당에 어렵게 운반해주어 한·중·일 좌파 혁명가들의 사업비로 쓰게 했지만, 그 자금이 김구 등 임시정부의 우파적 지도자들의 손에 들어가지 않았던 것이 화근이 됐다."고 분석했다.

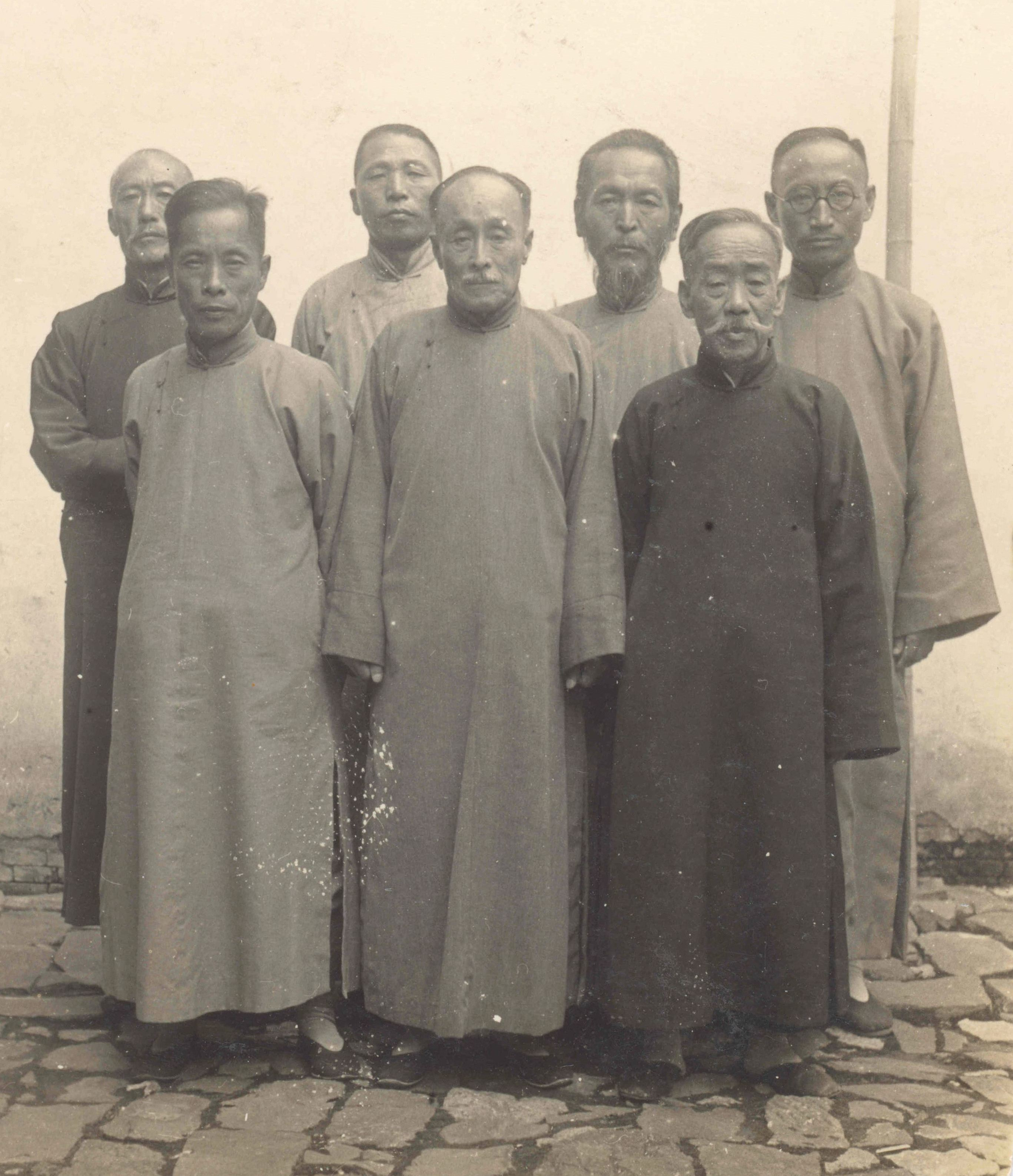
임정 요인들(뒷쪽 왼쪽부터 오른쪽으로), 송병조, 김구, 조성환, 차이석 (앞줄) 조완구, 이동녕, 이시영

1923년 4월 9일 내무총장에 재임되고, 임시정부 국무총리 대리에 임명되었다. 이후 임정은 개조론과 창조론이 계속 대립하였으나 그는 임정 고수파가 된다. 그러나 임정의 해체와 개조를 놓고 국민대표자 대회에서 결론을 내리지 못하자 김구는 1923년 6월 대한민국임시정부의 내무총장 자격으로 국민대표회의 해산령을 내렸다. 또한 임정을 거부하는 세력에 대한 상하이 추방령을 선언한다.
1923년 12월 상해 교민단에서 자발적인 자율방범대인 교민단 의경대를 설치할 때, 의경대 고문에 추대됐다. 1924년 1월 아내 최준례가 상하이 홍구 폐병원에 입원하였으나 사망하여 불란서 조계의 숭산로 공동묘지에 장사하였다. 최준례는 상해 홍구 폐병원에서 사망했으나, 수배중이라 아내의 임종을 지킬 수 없었다. 최준례는 뒤에 불란서 조계 숭산로 공동묘지에 매장되었고, 임정에서는 다른 요인의 부인들과는 다르게 불평불만이나 파란 없이 남편 김구를 내조한 최준례의 공로를 높이 평가하여, 성대한 장례식을 치렀다. 최준례의 비석은 한글학자인 김두봉이 직접 지어 주었다.
1923년 그는 청년 오면직, 노종균 등을 파견하여 러시아의 레닌에게 지원받은 독립운동 자금을 임시정부에 제출하지 않은 고려공산당원 김립 등을 추격, 제거하도록 지시하였다. 1922년 2월 11일 오면직, 노종균 등 을 파견해 상하이의 거리에서 김립 등을 사살했다. 그러나 자금을 횡령했다는 주장은 공산당을 적대시하던 정적들의 모함이라는 견해도 있다.
백범일지에는 정당한 응징으로 묘사되었으나 김립의 ‘횡령 행위’가 사실이라기보다는 정적이 유포한 뜬소문이었다는 견해도 있다. 레닌 정부의 바람대로 김립과 그 동지들이 세 차례에 걸쳐 수만루블의 자금을 한인사회당에 어렵게 운반해주어 한·중·일 좌파 혁명가들의 사업비로 쓰게 했지만, 그 자금이 김구 등 임시정부의 우파적 지도자들의 손에 들어가지 않았던 것이 화근이 됐다.
1920년대의 임시정부는 자금난에 시달렸다. 1923년 이후 구미위원부 소속 허정 등은 구미위원부 통보를 통해 임정으로의 송금을 촉구했고 구미의 각 동포들은 각자의 여유에 따라서 10달러, 또는 20달러 등을 구미위원부로 보내주어 얼마 되지 않아 몇천 달러의 돈이 모였다. 허정은 이 돈을 즉시 당시의 임시정부 재정부장 이시영(李始榮)에게 보냈다. 허정은 그때는 미국에서 상하이로 쉽게 송금했다고 한다. 이 돈을 받자 김구와 이시영은 곧 감사와 격려의 편지를 허정에게 보냈고, 김구는 자신이 독특한 붓글씨로 쓴 친필 자서전 백범일지(친필)를 허정에게 선물로 보내주었다. 미주 동포들이 후원금과 성금을 보내면 그는 친필로 쓴 붓글씨와 백범일지의 사본을 선물로 보내기도 했다. 1923년 12월 상해 한인교민단에서 치안조직인 의경대(義警隊)를 설치하였고, 김구는 상해 한인의경대 고문에 추대되었다.
1924년 4월 23일 국무총리 대리에서 면직되었고, 6월 임시정부 내무총장으로 노동국 총판을 겸임하였다. 1925년, 이승만이 탄핵당한 후, 박은식, 이상룡 등 잇단 사퇴와 사망 등으로 임시정부는 내각 구성에 실패하였다. 8월 29일. 나석주 의사가 자신의 옷을 저당잡혀 생일상을 차려주었다. 어머니의 환갑 잔치를 못한 것을 죄스러워하던 김구는 이후 자신의 생일잔치는 하지 않았다 한다. 임시정부의 활동이 어려워지면서 1925년 11월 어머니 곽낙원 여사는 아들의 활동에 방해가 될까 염려하여 차남 김신을 데리고 고국으로 돌아갔다.
1926년 5월 임시의정원에서 양기탁의 후임으로 안창호를 국무령에 선임하자, 기호파의 중심인 안공근, 김규식, 김구, 김보윤(金甫潤) 등은 서북파인 안창호가 국무령이 되는 것을 반대하였다. 결국 안창호는 국무령에 선출된지 13일만에 사퇴하여 사태를 수습하였다.

#### 임시정부 국무령·국무위원 (1926~1929)
1926년 9월 말 임시의정원 의장 이동녕으로부터 국무령에 취임할 것을 권고하였으나, 그는 자신이 '김존위의 아들'이라는 미천한 출신 배경을 이유로 사양했다. 임시정부도 정부인데 한미한 가계에서 태어난 자신이 수반이 되는 것은 정부의 위신을 격하시킬수 있을 것, 이상룡, 안창호, 홍면희은 실력을 갖추었으나 독립운동가들이 입각 제의를 받아들이지 않았는데 이렇다할 배경이 없는 자신이 수상이 되면 다른 실력과 배경을 갖춘 독립운동가들이 더욱 호응하지 않을 것을 염려했다. 그러나 이동녕과 임정 요인들의 거듭된 요구로 김구는 국무령직을 수락한다.
임시정부는 1926년 12월 14일 김구를 국무령에 선출하였다. 국무령이 된 김구는 국무령제를 폐지하고 국무위원제로 제도를 고치고 주석을 맡았다. 1927년 4월 10일 후계내각 발표로 국무령에서 총사퇴하고, 국무위원회의 초대 주석에 선임되었다. 1927년 8월 19일 이동녕 내각이 구성되면서 김구는 임시정부 내무부장에 임명되었다. 이어 각 정당사회단체를 통합하는 움직임에 참여하여 한국유일독립당 상해촉성회 조직 집행위원이 되었다. 1930년 1월 상하이 불조계에서 이시영(李始榮), 이동녕 등과 함께 한국독립당(韓國獨立黨)을 조직, 당무이사에 선출되었다. 1927년 9월에는 장남 김인도 고국으로 돌려보냈다.

#### 임정의 재정난

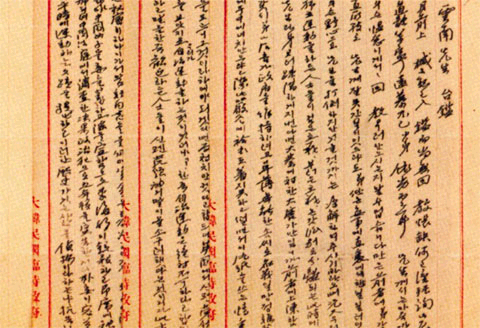
1928년 11월 20일, 김구가 이승만에게 보낸 편지. 추운 겨울에 털 옷조차 입지 못하는 임시정부의 어려운 자금 사정을 호소하였다.

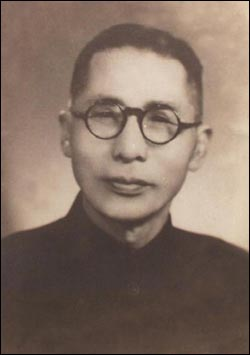
1930년대 초의 김구

1920년대 후반 임시정부는 자금난에 시달렸고, 자금을 마련할 수 없었던 김구는 고민하게 되었다. 임시정부는 일본 경찰의 감시와 침투를 피해 프랑스조계(프랑스 대사관 관할구역)와 영국 조계, 중국국민당의 영향력이 미치는 곳의 건물에 월세를 주고 입주했다. 그러나 청사 임대료 30원을 내지 못해 건물주, 토지주로부터 고발당하였고, 청사의 각부 직원과 잡일을 하는 급사, 경무국 직원들의 월급도 제때 주지 못하였다. 일부 급사들은 임정을 떠나거나 임정을 상대로 소송을 제기하기도 했고, 경무국에서 일하던 청년들은 모두 뿔뿔이 흩어졌다. 직원들이 뿔뿔이 흩어지면서 일부는 생계를 위해 다른 곳에 취직했다. 김구는 임시정부 운영 자금의 대부분을 재중국 한국인 교민단체와 교포들의 자발적인 성금과 모금, 중국인 기업체에 근무하는 한인, 중국의 군인·공무원으로 취직한 한인, 시장 상인, 아편장사 등이 내는 돈에 의존했으며, 일부는 3인조 암살단등 비밀조직을 움직여 일본군의 군자금 탈취하여 조달하기도 하였다.
자금을 걷을 인력이 부족해 김구 자신과 임정 직원들이 직접 성금과 자금을 걷으러 다녔다. 이재에 밝지 못했고 장사수완이 부족했던 김구는 사업이나 장사에 종사할 수도 없었다. '두상'(頭相), '수상'(首相)이라는 별명도 있었는데, 임시정부의 국무령에 취임한 이후, 한인 교포들은 그에게 '두상','수상'이라 불렀다. 망명정부의 수반이라는 위치 역시 그를 장사나 공업, 상업에 종사할 수 없었던 원인이 되었다.
변변하지 못한 임정 청사의 월세도 대지 못해 김구는 늘 쩔쩔맸다. 정화암의 증언에 의하면 그런 와중에도 임시정부를 떠나지 않고 임정의 충복인 중국인 하인이 하나 있었다 한다. '그때 임정에는 삥천이라는 중국인 하인이 하나 있었는데 그렇게 충성스러운 하인이 없었다.'는 것이다. 이런 충복에게 몇 푼 안되는 월급을 몇년 동안 주지 못하였다. 삥천의 부인이 해산할 때 돈이 없어 밀린 월급의 일부만이라도 달라는 호소 조차 들어주지 못할 정도였다.
1925년, 임시정부의 이승만이 대통령에서 면직되고 탄핵된 후, 미주 지역에서 외교 독립운동 및 언론 활동을 꾸준히 해오던 이승만에게 김구는 1928년부터 꾸준히 서신을 보내 지원을 요청했다. 이승만은 자신도 경제적으로 어렵다는 이유로 요청을 거절하였으나, 자금의 일부를 임정으로 보내주었다.
1932년 5월, 이봉창, 윤봉길 의거의 배후가 임시정부의 김구라는 것이 알려지면서 임정에 흘러오는 자금에 활기를 띄었다. 백범일지에 따르면 1925~26년 무렵 국내의 임정 연락망인 연통제가 완전히 와해되면서, 김구는 독립운동의 자금 중 상당부분을 미국의 이승만, 안창호 등과 미국 교민들의 성금에 의존하였다. 1929년 8월, 상해 교민단장에 선출되었고, 1930년 다시 국무령에 선출되었다. 자금난과 독립운동가들의 이탈, 변절 등으로 어려움을 겪으면서도 굴하지 않고 임시정부의 간판을 지키고 임정의 법통을 수호해 나갔다. 1930년 1월 한국독립당의 창당 작업에 참여하였다.

#### 항일의거와 군사단체 조직 만듦

##### 일본 요인 암살 활동(1924~1930)

###### 친일파 제거와 일본영사관 폭파 미수
1924년에는 임시정부 무장독립운동단체 대한통의부(大韓統義府)오동진 선생에게 만철연선(萬鐵沿線)의 친일파를 토벌 하라는 특명을 내려, 박희광(朴喜光), 김광추(金光秋), 김병현으로 3인조 암살특공대가 조직되었다.
이들은 친일파인 보민회괴수(保民會魁首) 최창규(崔晶奎)의 가족을 백주(白晝)대낮에 토벌했다. 이 사건은 1924년 7월26일자 독립신문에 크게 게재되었으며, 이후 이들은 여순조선인회(旅順朝鮮人會)서기인 악질 친일파 정갑주(鄭甲周), 이등박문의 수양녀이자 매국녀인 배정자(裵貞子), 일진회 회장 이용구 등을 암살 하라는 지령으로 암살을 시도하였다.
같은해 7월에는 일본 주요관계자 및 요인제거를 목적으로 박희광(朴喜光)등이 봉천성 일본영사관 폭파를 시도했으나, 불발로 실패했다. 이들은 같은날 군자금 모집을 위해 당시 일본군 장성이 드나들던 고급요정인 금정관에 침입하여, 거액 군자금을 탈취, 탈출하는 과정에서 일본경찰과 총격전 끝에, 김광추는 현장에서 순국하고 박희광, 김병현은 현장에서 체포되었다.
당시 김구는 이외에도 친일파 척결작업과 부족한 자금조달을 위한 군자금 모집, 독립운동활동을 배후에서 비밀리에 지휘 또는 지원을 한 것으로 알려져있다.

##### 일본 요인 암살 활동(1930~1932)

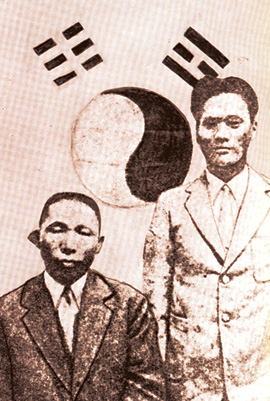
1932년 4월 윤봉길과 함께

###### 이봉창 의거와 이즈모호 폭파 미수
1930년 8월 4일 국무령에 임명되었고, 1930년 11월 8일 대한민국임시정부 국무위원 겸 재무부장(財務部長)에 선출되었다. 이때 김구는 1927년 신약헌에 의한 국무 위원제의 국무위원회가 채택된 이후 그간 4년간의 정부 예산 집행의 결산서(決算書)를 무더기로 의정원 의장 앞으로 제출하였다.
1931년에는 일본 정부 및 요인 암살을 목적으로 1922년 만주에서 결성한 대한통의부 산하 암살 비밀조직
을 강화해 임시정부 내에 애국 단체인 한인애국단을 결성하였다. 김구는 홍보를 통해 청년 단원을 모집하였고, 1931년 말 일본어에 능한 이봉창(李奉昌)이 찾아왔다. 처음에는 일본어를 잘 구사하던 이봉창을 의심하였으나 같이 지내면서 점점 신뢰하게 되었다. 이봉창이 왜 천황을 죽이지 못하느냐고 힐난하자, 김구는 자극을 받아 이봉창이 묵던 숙소로 찾아갔고, 이어 히로히토 천황이 도쿄 교외에서 관병식(觀兵式)에 참가한다는 정보를 입수, 1932년 1월 8일 이봉창을 일본 도쿄에 파견하여 일본 천황에게 수류탄을 투척하였으나 미수에 그쳤다. 한편 2월 12일에는 중국인 잠수부들을 고용, 상하이 주둔 일본군사령부의 신형 잠수정 이즈모 호(出雲号) 폭파 계획을 세웠으나 배 밑에 폭탄을 장착하는 과정에서 머뭇거리다가 발각되어 실패하였다.

###### 윤봉길 의거
2월에는 윤봉길이 입단하자 중화민국 정부 요인인 왕백수, 진과부 등과 중국군에 복무하던 김홍일의 도움으로 폭탄을 입수, 3월 3일 윤봉길을 상하이로 파견, 상하이 훙커우 공원 부두 근처 비행장 격납고 폭파계획을 세웠다. 그러나 상해사변에서 중화민국이 패전하여 비행장 접근이 어려워 실패하였다. 4월 초, 4월 29일 훙커우 공원에서 천장절 기념식 및 상해사변 전승축하연이 있다는 정보를 입수, 윤봉길을 상하이 훙커우 공원에 파견하여 훙커우공원 폭탄 투척 의거를 지휘하였다.
윤봉길의 의거로 시라카와 요시노리 등이 현장에서 즉사하고, 행사 참석자들이 여러 명 부상을 입었다. 임시정부에 대한 중국 정부의 지원의 계기가 된 이 의거 직후 김구는 상하이를 빠져나가지 못하였으며, 안중근 의사의 동생인 안공근, 비서 엄항섭, 김철과 함께 미국인 장로교회 선교사 조지 애쉬모어 피치(George Ashmore Fitch. 2018년 1월 이달의 독립운동가로 국가보훈처에서 선정함)의 집에서 20여 일간 숨어 지내야 했다. 4월 중화민국 정부는 일본의 만주사변을 규탄한 뒤 국제연맹에 일본을 제소했고 국제연맹은 만주에 진상조사단을 파견키로 했다.

###### 조선 총독 암살 미수
1932년 4월 윤봉길의 2차 거사를 보내기 직전 김구는 유진식과 이덕주를 상하이에서 배편으로, 조선에 보내 조선총독 우카키 가즈시게 암살을 지시하였다.
김구는 이봉창의 동경의거를 계획하고 이를 실행할 준비를 진행하는 한편으로 윤봉길의 의거를 준비하기에 앞서 두 명의 한인애국단원을 국내로 파견하였다. 국내로 파견된 대원은 이덕주와 유진식이며, 이들에게 김구가 내린 임무는 조선총독의 처단이었다.
이덕주(李德柱), 유진식(兪鎭植)은 왜총독 암살을 명하여 선파(先派) 입국하고 유상근(柳相根), 최흥식(崔興植)은 만주에 본장번(本藏番) 등 암살을 명하여 상기 진행코자 할 즈음에

4월 24일 김구는 이덕주와 유진식 두 명의 한인애국단원에게 조선총독 우원일성(宇垣一成)을 처단할 것을 명하고 국내로 파견하였다.
| “ | 한인청년당원은 김구 일미가 계획한 흉폭행위실행의 역할을 감당하고 이와 가장 밀접한 관계에 있는 자이나 그 간부 중 이미 이덕주라 칭하는 서리균(徐利均)과 유진식이라 칭하는 유진만(兪鎭萬)은 황해도에서, 주천현朱天懸이라 칭하는 유상근과 최흥식은 대련에서, 또 송진표(宋鎭杓)라 칭하는 장현근(張鉉瑾)과 김덕근(金德根)은 당관에 체포당했음으로... 홍구공원폭탄사건의 하수인 윤봉길에 수교한 90불, 최흥식에게 지급한 580불전후 3회에 걸쳐, 유상근에 지급한 1,000불전후 2회, 이덕주에 지급한 120원, 유진만에 수교한 60불, 김긍호(金兢鎬)에 지급한 50불 합계 1,900불의 흉폭행위자금이 어디서 나온 것인가는 직후 알 자료가 없어 명료하지 않으나 본년 3월 20일 불계에서 한인측 김구, 김철, 조소앙 등이 상의하고 중국측 광동파 호용청(胡用淸) 등과 더불어 중한민족항일대동맹(中韓民族抗日大同盟)을 조직한 사실에서 추찰하여 아마 우 동맹의 중국측 간부를 통해 혹은 광동파 내지 19로군 간부로부터 지출을 받은 것으로 사료된다. | ” |
|   | — 조선총독부 경무국의 보고서 |   |

4월 24일과 28일 사이에 조선총독을 처단할 임무를 띄고 국내로 파견된 유진식이 일본 경찰에 체포되었다. 이후 이덕주도 해주에서 체포됨으로써 조선총독 암살 계획은 수포로 돌아간다.

###### 만주철도 폭파미수
1932년 5월에는 임시정부의 군무부장(軍務部長)에 임명되었다. 5월 일본의 만철(滿鐵) 사장 등 인사들이 국제연맹 대표단 방문에 참석한다는 정보를 입수, 김구는 한인애국단원 유상근(柳相根), 최흥식을 3월 말과 4월 27일 각각 만주 다롄으로 파견하였다.
유상근은 상해를 출발하기 2~3일 전인 4월 25일 임시정부 청사가 위치해 있는 보경리 4호 문 앞에서 윤봉길 의사가 홍구공원 의거에 사용한 것과 같은 모양의 수통형과 도시락 모양의 폭탄 2개를 받았다. 2개의 폭탄 중 도시락 형태의 폭탄은 김구에게 돌려주고 수통형 형태의 폭탄 1개를 받아 자신의 거주지인 살파새로 188호 3층에 보관하였다. 그리고 이 폭탄을 갖고 4월 27일 상해를 출발하여 5월 4일 대련에 도착하였다.
유상근보다 한 달 먼저 배편으로 상해를 출발하여 대련에 도착해 있던 최흥식은 북대산통(北大山通) 5호 한인어부조합 내 김정순(金正順)의 집에서 거주하며, 대련의 상황을 알아보고 있었다. 최흥식은 상해를 출발할 때 김구에게 먼저 대련의 상황을 확인하고 폭탄이나 권총을 사용하여 본장번(本庄繁) 일본 관동군사령관, 내전강재(內田康哉) 남만철도 총재, 산강만지조(山岡萬之助) 관동청장관 등을 처단하라는 비밀지령을 받았다.
5월 26일 오후 7시 40분 리튼 단장이 이끄는 국제연맹(League of Nations) 조사단이 다롄역에 도착할 때 유상근, 최흥식은 혼조 시게루(本庄繁) 일본 관동군 사령관 등에게 폭탄투척을 계획하였으나 의거를 며칠 앞두고 다롄 우체국을 통해 보낸 비밀 전문이 일본군 정보망에 걸려 유상근과 정보원 최흥식, 폭탄 운반책인 이성원ㆍ이성발 등이 모두 체포됐다. 이봉창의 동경 일본궁성 폭탄투척사건과 윤봉길의 상하이 홍구공원 폭탄투척사건의 영향으로 중국 정부는 김구에게 생활비와 공작활동비를 제공해 주었다.

##### 수배, 피신 생활 (1932~1933)

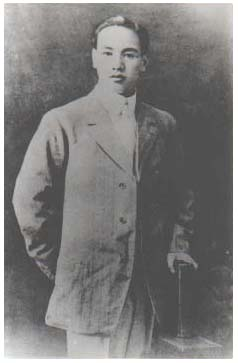
중화민국 총통 장제스

5월 상해 각 신문에 상해폭탄 의거의 주모자가 김구 본인임을 발표하고 상하이에서 탈출했다. 그 뒤 임시정부, 상해에서 항주로 옮길 때 군무부장에 취임하였으나, 6월 대한민국 임시정부에서 사퇴하였다. 이후 가흥·해염 등으로 피신하여 광동인 '장진구'(長震球, 張震球) 또는 '장진'(長震, 張震)으로 행세하며 숨어지냈다. 김구의 친할머니가 장씨(張氏)였기 때문에 성을 장씨로 바꾼 것이다. 가흥에서 김구는 주애보라는 처녀 뱃사공과 위장결혼하여 일경을 피해다녔는데, 김구는 주애보와 부부 비슷한 관계도 부지중에 생겼다고 회고하였다. 하련생의 소설 '선월'은 김구의 가흥에서의 도피생활을 소재로 삼았다.
한편 김구는 이때 주애보와의 관계를 회고하면서 '두고두고 후회되는 것은 그때 그녀에게 여비로 겨우 100위안을 준 일이다. 그녀는 근 5년 동안 나를 광저우 사람인 줄 알고 섬겨왔고 나를 보살핀 공로가 적지 않았다. 당시 나는 다시 만날 기약이 있을거라고 생각했는데 노자 외에 돈을 넉넉하게 주지 못한 것을 참으로 유감스럽게 생각한다.'라고 하였다. 이후 김구의 후손들은 주애보의 행방을 수소문했으나 끝내 찾지 못했다.

##### 옥관빈 암살(1933)

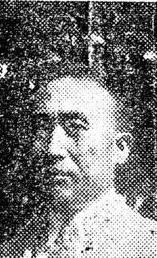
옥관빈

한편 1930년대 초부터 임정 창립 초기의 멤버였으나 임정을 이탈, 어느정도 거리를 두던 옥관빈이 일부 독립운동가들을 비난, 조소하였다. 그리고 이는 그대로 김구의 귀에도 들어오게 되었다.
| “ | 인성학교에 돈을 준 옥관빈은 우리나라 신문을 이용하여 자기를 과대선전하고 독립운동가를 비방하기 시작했다. 독립운동한다고 떠돌아 다니는 사람들, 먹고 살 길도 없고 무식하여 내가 쌀가마나 나눠 주고 돈 몇푼 던져주면 모두 내 밑에 와서 아부나 할 사람들이라고 멸시를 했다. | ” |

일부 독립운동가들의 자랑과 허영을 못마땅하게 봤던 그는 독립운동한다고 떠돌아 다니는 사람들, 먹고 살 길도 없고 무식하여 내가 쌀가마나 나눠 주고 돈 몇푼 던져주면 모두 내 밑에 와서 아부나 할 사람들이라고 멸시했다. 이는 그대로 김구나 임시정부, 의열단, 아나키스트들의 귀에도 그대로 들어갔다. 임정에서 탈퇴한 뒤로 옥관빈은 흥사단 활동 등 일부를 빼고는 독립운동에 소극적이었고 때로는 일본 기업인들과도 교류를 했다. 더구나 옥관빈의 형 한명은 불조계에서 형사로 취직하기도 했다. 옥관빈은 독립운동 대열에서 이탈한 대신 공장을 운영하며 매상을 올려 부자가 되었다.
옥관빈은 상하이에서 유명 인사로 알려져 있었다. 더욱이 수백 명의 제약회사 노동자를 거느리고 있고, 많은 돈을 써서 신문사를 포섭하여 상하이의 고급 관리는 물론 재계와 종교단체까지 잡고 있었기 때문이었다. 호화스러운 저택과 고급 승용차에 거만한 언동 등 그의 위세는 너무나 당당했다.
어느 날 이를 보다못한 김구가 정화암을 찾아갔다. 김구는 즉석에서 정화암에게 옥관빈을 죽이자고 제의하였다. 독립운동가들을 모욕한 그 언동만으로도 용서할 수 없다는 것이다. 정화암은 동의하였고, 백범하고 정화암과 안공근 셋이서 이야기를 했다. 이어 옥관빈 암살을 지원하였다. 옥관빈은 그해 8월 1일 불조계에 살던 다른 흥사단원 이모의 처를 만나 몰래 간통하고 나오던 길에 남화한인동맹원 엄형순 등의 총격을 받고 절명했다.

##### 광복군 조직 노력 (1933~1937)

광복군 성립전례식에 참석한 김구 (우측)

1933년 장쑤 성 자싱(가흥)에서 일본 경찰에 의해 추격당하였다. 이때 현상금 60만원이 걸렸다. 그러나 상하이 법대총장 저보성의 도움으로 위기를 모면하고 대한민국 임시정부를 자싱으로 옮겼다. 1933년 5월 박찬익을 통해 장개석과 면담을 추진하였는데 중국 측에서는 진과부, 김구와 장개석의 면담을 주선하였다. 5월 장개석과 만났으며, 면담에서 낙양군관학교(洛陽軍官學校)에 한인훈련반 설치에 합의하여 한국인 92명을 입교시켜 훈련에 들어갔다. 이듬해 2월 중국 중앙육군군관학교 낙양분교(洛陽分校)에도 한인특별반을 설치하게 하였다. 4월, 강소성 가흥에서 어머니와 아들 김인, 김신을 다시 만났다. 1934년 12월 난징에서 중앙군관학교 소속 한인 학생을 중심으로 한국특무대독립군(韓國特務隊獨立軍)을 조직했다. 의거와 피신 이후 한인애국단의 조직이 어렵게 되자 한인애국단은 자연스럽게 해체되고 한국특무대독립군으로 흡수, 개편된다.
1930년대 중반부터 중국국민당 정권은 김구, 조소앙, 김규식, 김원봉 등 한국인 지도자들에게 단체 통합을 주문한다. 그러나 의견의 대립으로 성사되지 못하였다. 1935년 5월 임시정부 해산론이 나오자 김구는 임정 해산의 부당성을 지적한 임시의정원 제공 경고문을 발표했다. 7월 조소앙·김두봉 등은 대한민국 임시정부 해체와 단일신당결성을 주장하여 한국독립당의 해체를 선언하였다. 10월 김구는 가흥 남호의 선상에서 열린 임시의정원 의원의 비상회의에서 국무위원으로 보선되었다. 10월 대한민국 임시정부 외무부장에 선출되었다. 김구는 남경중앙정부와의 관계와 명망으로 중국국민당 정부와 더욱 긴밀한 협조관계를 이루어 같이 항일운동에 힘쓰도록 협의하였다. 11월 이동녕, 이시영, 조완구, 엄항섭, 안공근 등과 함께 임시정부를 옹호하기 위하여 임시정부의 여당격인 한국국민당을 창당하였다. 그리고 김구는 곧 한국국민당 이사장에 추대되었다. 이후 유명무실화된 임시정부에 대한 해산 주장이 일부 독립운동가들 중심으로 다시 제기되자, 김구는 이에 반대하고 임시정부의 유지를 천명하였다. 임시정부의 유지를 주장한 김구 등은 1936년 10월 임시의정원 회의를 열었다. 회의에서 김구는 임시정부를 강화할 것을 다짐하였다. 8월 27일 환갑을 맞이하여 이순신의 陣中吟 [誓海魚龍動], [盟山艸木知]를 휘호로 썼다.
1937년 안공근을 상하이에 파견하여 안중근의 유족을 모셔오게 했으나 성사되지 못하였다. 이 일로 김구는 종가부터 챙기는 것이 도리라며 안공근을 질타하였고, 사이가 멀어지게 되었다. 그 뒤 안공근은 김구의 대가족에서 이탈하였다. 1937년 김구는 비교적 안락한 생활을 누릴 수 있었다. 조선총독부 정탐이 파악한 동향은 일본의 정보기관에 그대로 보고되었는데 당시 보고에 의하면 김구는 자신의 자동차를 갖고 있었으며, 김구는 국민당 정권으로부터 재정지원을 받고 있었고, 김원봉은 장쉐량 일파에게 더 많은 자금을 받고 있었다고 보고하였다. 1937년 7월 10일 중화민국 정부의 초청으로 피서지이자 중국 고관들의 회의장소인 난징 서쪽의 루산(蘆山)에 초대되었다. 중화민국 정부측 대표자는 일본을 상대로 통일전선을 결성해야 한다고 설득하였다. 귀환하기 전 중국 정부 대표자로부터 사명을 완수하는 데 필요한 거액의 자금을 지원받았다. 이후 김구는 한국독립당의 당의 무력조직인 한국독립당군의 조직을 준비하여, 1940년 9월 한국광복군의 창설을 보게 된다.

#### 안공근과 결별
안공근과 김구가 갈라선 이유에 대해 중일전쟁 이후 안공근이 자신의 큰형 안중근의 가족을 상해에서 탈출시키지 못했기 때문이라는 설이 널리 퍼져 있다. 백범일지에 의하면, 1937년 10월 일본군이 상하이를 공격해 오자, 안공근은 자신의 가족들을 제쳐두고 김구의 어머니 곽낙원만을 모시고 난징으로 나왔다. 당시 김구의 어머니 곽낙원은 안공근의 집에 머무르고 있었는데, 안공근은 자신의 가족들보다 곽낙원의 안위를 중시한 셈이었다. 그런데 김구는 안중근의 부인과 가족들을 데려오지 못했다고 분개하였다. 이를 두고 사학자 오영섭은 이로 보아 안공근의 김구에 대한 절대적 충성심을 익히 짐작할 수 있다. 고 평가했다. 그러나 김구는 안중근의 가족을 데려오지 못했다며 안공근을 질타하고 꾸중하였다. 이후 김구는 다시 안공근에게 상해로 들어가 그의 가솔과 안중근 의사의 부인을 모셔오도록 거듭 당부했으나, 안공근은 자기 가솔만을 데리고 나왔다.
| “ | 나는 안공근을 상해로 파견하자 자기 가솔과 안중근 의사의 부인인 큰형수를 기어이 모셔오라고 거듭 부탁하였다. 그런데 안공근은 자기의 가속들만 거느리고 왔을 뿐 큰 형수를 데려오지 않았다. 나는 크게 꾸짖었다. 양반의 집에 화재가 나면 사당에 가서 신주(神主)부터 안고 나오거늘, 혁명가가 피난하면서 국가를 위하여 살신성인한 의사의 부인을 왜구의 점령구에 버리고 오는 것은, 안군 가문의 도덕에는 물론이고 혁명가의 도덕으로도 용인할 수 없는 일이다. 또한 군의 가족도 단체생활 범위내에 들어오는 것이 생사고락을 같이하는 본의에 합당하지 않겠는가? 그러나 공근은 자기 식구만 중경으로 이주케 하고 단체 편입을 원치 않으므로 본인의 뜻에 맡겼다. | ” |
|   | — 백범일지 중에서 |   |

백범일지의 기록과는 달리 안공근은 '자기 식구만 충칭으로 이주하게 한 것'이 아니라 중일전쟁 발발 직전의 상황에서 '김구의 어머니 곽낙원을 자신의 가족들보다 먼저 피신'시켰다. 안공근은 자신의 가족들보다 곽낙원의 안위를 중시한 셈이었다.
오영섭에 의하면 '안공근이 김구로부터 호된 꾸지람을 듣고 김구로부터 신망을 잃었으며 그로 인해 김구의 단체에 편입되기를 원치 않았다고 하는 위의 기록을 입증할 만한 다른 자료는 남아있지 않다. 큰형의 가족을 데려오지 못하면 온갖 비난이 안공근 자신에게 쏟아질 것임을 누구보다 안공근이 잘 알고 있었을 것이다. 그럼에도 그가 큰 형의 가족을 함께 피신시키지 못한 것은 이미 일제의 수중에 떨어진 상하이의 현지상황이 여의치 못했기 때문으로 보인다.'라는 결론을 내렸다. 다만 명분과 도덕과 의리를 중시하는 김구는 그러한 상황을 고려치 않고 원칙론에 입각해서 안공근의 형수와 조카들을 데려오지 못한 일만을 일방적으로 꾸짖는 말을 '백범일지'에 남겼다.

#### 중일 전쟁 중의 활동 (1937~1939)

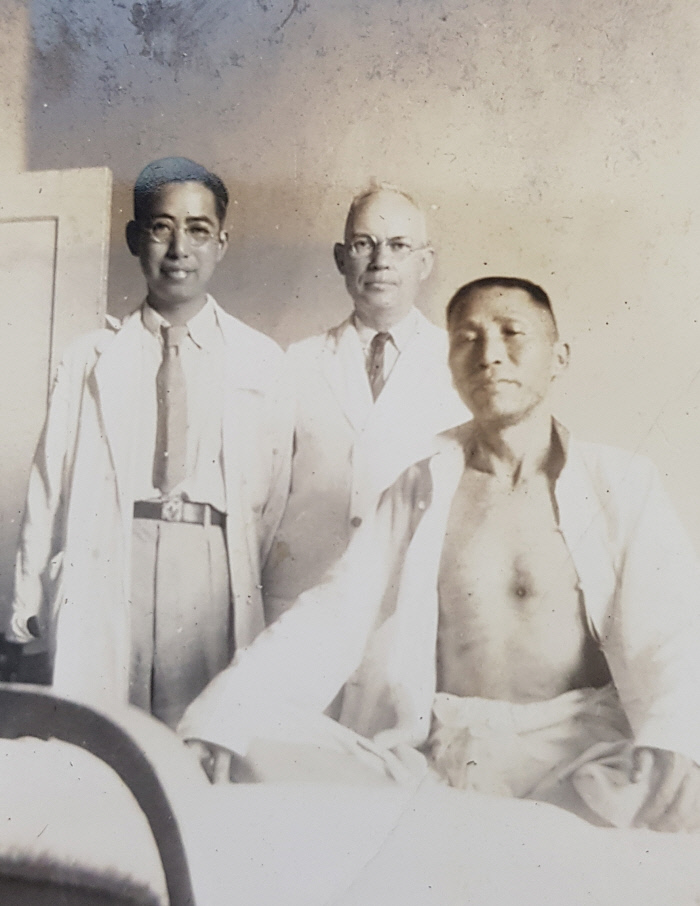
총탄을 맞고 수술 후 회복한 김구 (1938년)

중일전쟁 발발 직후, 김구는 이승만, 그리고 미주의 국민회와 연락을 취했다. 1937년 8월, 김구의 애국단, 이승만의 동지회, 로스앤젤레스에 본부를 둔 국민회, 그리고 한국독립당, 지청천이 대표로 있던 조선혁명당 등의 공동 명의로 중일 전쟁에 대한 한국 광복운동단체연합회 선언문을 발표했다. 중일전쟁을 계기로 조소앙, 지청천이 김구를 지지하며 그와 제휴하였고, 미국에 있는 이승만 및 국민회와도 연대하게 되었다.
1938년 5월 후난성 창사 남목청에서 지청천 등과 회합을 갖고 민족주의 진영 3당의 통합 문제로 논의하던중 조선혁명당 당원 이운한의 총격을 받았다. 현익철(玄益哲)은 현장에서 즉사하고 유동렬, 지청천 등은 치료를 받아야 했다. 김구는 심장 옆에 총탄을 맞고 쓰러졌는데 의사들은 가망이 없다고 생각하여 절명하기를 기다리고 있었다. 타고난 체력으로 그는 과다출혈을 하고도 오래 버틸 수 있었다.
총격 직후 백범일지에 의하면 4시간 이상 방치되었다가 김구는 병원으로 실려가 입원시켰다. 병원에 가서 치료 후 퇴원하였으나 이후 가슴에 남아 있는 총알로 인해 움직임에 불편을 느끼게 되었다. 이후 그의 글씨체는 떨려서 구부러진 글씨를 썼는데 이를 일명 총알체라 한다. 김구는 이운한의 공범으로 강창제(姜昌濟), 박창세(朴昌世)를 지목하였다. 1938년이후 민족정당의 통합을 역설하였으나 민족혁명당 대부분은 1920년대 초반의 임시정부에 대한 창조론, 개조론, 임정고수론 논쟁 당시 개조파와 창조파에 참가하거나 기울었던 인사들이므로 유명무실해진 임시정부를 무시하는 태도를 공공연히 취하였다. 그러나 김구 등 소수인사들은 임시정부가 3.1운동의 결정체이며 민족의 대표기관이므로 해체되어서는 안 된다는 소신을 갖고 있었고 협상은 결렬되었다. 한편 임시정부의 권위를 인정하지 않는 사회주의자, 공산주의자, 진보적 민족주의자와 임정의 보수주의자들을 경멸하는 청년층의 비난도 받게 되었다.
1939년 4월 모친 곽낙원여사가 인후증(咽喉症)과 폐렴 등의 합병증으로 82세로 사망하였다. 아들이 일본군 타살사건으로 체포된 뒤에도 아들을 신뢰하였고, 아들이 독립운동에 참여한 뒤에도 늘 정신적으로 후원해주었다. 곽낙원은 사망하며 자신과 며느리의 유해를 반드시 고국으로 데려가라는 유언을 남겼고 김구는 노가산 공동묘지에 매장하였다가 광복뒤 서울로 운구, 이장하였다. 1939년 말 충칭에서 김구는 각 단체의 통일을 추진하였지만 실패하였다. 이때 이승만은 김원봉, 김규식 등의 공산주의자들과 단합하는 것을 반대한다는 내용의 편지를 보냈고, 민족혁명당에서는 각 단체들의 연합단체 구성에는 찬동하지만 기왕의 조직을 해체하고 하나의 당을 만드는 데는 찬동할 수 없다 고 하여 대동단합은 성사되지 못하였다. 1939년 김규식, 이상정 등과 대한민국 임시의정원 의원에 재선되었다.

#### 임시정부 주석 재임 시

##### 임시정부 주석에 취임(1940~1944)

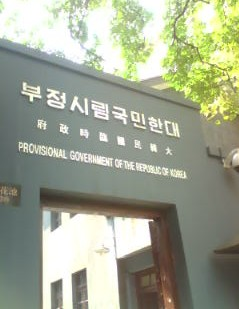
충칭 임시정부 청사.

1940년 3월, 임시정부 주석 이동녕이 병사하자 김구는 임시정부 국무위원회에서 주석(主席)에 선출되었다. 그 해 미뤄오던 구미외교위원부를 다시 승인하고 이승만을 구미외교위원장으로 임명했다. 9월, 임시정부 주석에 재선임되었고, 그해 9월에 중국국민당 정부에 자금지원을 요청하여 임시정부 최초의 정식군대인 대한민국 광복군을 조직하고, 충칭의 가릉빈관에서 한국 광복군 성립전례식을 개최하였다. 한국독립당군(1939.1)을 확대 개편하여 한국광복군(1940.9)을 창설하였다.
그러나 중화민국 주석 장제스는 광복군의 통수권을 인정하지 않았고, 한국 광복군은 중화민국군의 예하대로서 그 통수권은 중화민국 국민당군에 예속되었다. 4월 치장(朞江)에서 한국국민당, 한국독립당, 조선혁명당 등이 통합하여 대한민국임시정부의 여당으로서 (통합)한국독립당을 창당하였고, 김구는 한국독립당 중앙집행위원장에 선출되었다.

맨 앞줄 좌로부터 (박찬익, 조완구, 김구, 이시영, 차이석
두 번째 줄 맨 왼쪽 성주식, 오른쪽 김붕준
맨 뒷줄 왼쪽부터 조성환, 조소앙, 이청천, 이범석, 이름 미상

1940년 9월 김구는 중화민국 정부에 한국 광복군을 창설하게 된 경위를 설명하면서 중국으로부터 생활비 이상의 원조는 기대할 수 없으므로 미국에서 활동할 의향을 밝히고 중국정부에 여행증서를 발급해줄 것을 요구하였다. 중국정부는 이곳에서 무엇인가 업적을 남기는 것이 좋지 않겠느냐고 충고하자 김구는 미국행을 단념하고 활동 계획서를 작성하여 중국정부에 제출하였다. 1940년 9월, 워싱턴의 구미외교위원부 위원장에 이승만을 임명하였다. 이후 구미위교위원부 위원장 이승만 등 재미인사들과 연락하여 미국 국방성과 접촉, 광복 직전에는 미군 특수사령부(OSS)와 합동 훈련으로 조선에 잠수함으로 광복군을 침투시킬 계획을 세우기도 한다. 1941년 10월, 반파쇼 통일전선 결성을 위해 연안에서 개최된 동방각민족 반파쇼대표대회에서 임시정부 주석 김구는 대회의 명예주석단의 1인으로 선출되었다.
1940년 민족혁명당 인사들과 무정부주의자들이 대한민국임시정부에 참여했다. 1941년 6월 대한민국 임시정부 주석의 자격으로 미국 대통령 루스벨트에게 대한민국임시정부의 승인을 요청하는 서신을 발송했다. 그해 10월 임시정부의 승인에 관련된 문제로 중화민국 외교총장과 회동하였다. 그해 11월 대한민국 건국강령을 제정 공표하는 한편, 12월 일본에 선전포고를 발표하였다. 1942년 2월에는 김성숙, 김원봉, 장건상 등이 임시 의정원에 참여하였다. 5월에는 김원봉을 군무부장에 임명했다. 그러나 중국내 독립운동은 사회주의계 독립운동가들과 민족주의계 독립운동가, 무정부주의자 등으로 분열된 이념 및 파벌 대립으로 인해 내부적 갈등이 많았다. 당시 임정 내부 좌·우파의 갈등은 1943년 민혁당측이 한독당의 김구(金九) 등 국무위원 5명을 암살제거하고 민혁당의 김원봉 등이 대신 입각(入閣)하겠다는 미수로 끝난 모의문서도 발견되었다. 미국에 체류중인 이승만은 김구에게 항의하며, 이들을 받아들이지 말 것을 요구하기도 했다.

##### 주석 재선 (1944~1945)

1945년 8월 미국 육군 소장 도노번과 면담한 김구

1943년 7월 중화민국 장개석 총통과 회담하여 전후 한국독립의 지원을 요청하였다. 8월 민혁당과의 갈등으로 주석직 사임을 발표하였다가, 9월 다시 주석에 복직하였다. 1944년 4월 임시정부에서 제5차 개헌을 단행하여 주석의 권한을 강화하자 김구는 임시정부 주석으로 재선출되어 취임하였다. 8월 중화민국으로부터 한국 광복군 통수권을 되돌려 받았다. 8월 한국 광복군 통수부를 설치하고 통수부 주석에 취임하였다. 임시정부 주석 겸 광복군 통수부 주석으로 광복군의 통수권을 행사하게 되었다. 따라서 그는 한국독립당의 중앙집행위원장이요 임시정부의 주석이었던 그는 광복군 통수부의 주석도 겸하여 당권, 정권, 군권을 모두 장악, 당·정·군의 삼위일체의 지도체제를 확입하고 광복군을 이끌며 그 확대, 발전을 도모하였다. 9월 그는 중화민국 주석 장개석을 만나서 면담하고 임시정부의 승인을 요구하였다.
그는 독자적으로라도 한국 광복군의 한반도 진주를 추진하고자 하였으나, 중국 내에서 활동하는 군사집단에 대한 관할, 감독, 지도권은 중화민국 정부에 있다는 국민당 정권의 경고로 실패하고 만다. 그는 미국에 체류중이던 이승만에게 수시로 연락하여 한국 광복군과 미국 육군, 공군과의 OSS 합동훈련 계획 진행 상황을 수시로 독촉하였다.
1945년 4월, 광복군의 OSS 훈련을 승인하였고 미 육군 중국전구사령관 웨드마이어 중장을 방문하였다. 같은 해 초, 장남 김인(金仁)이 폐질환으로 중국 쓰촨성에서 병사하였다. 7월 한국독립당 대표대회에서 한독당 중앙집행위원장에 재선출되었다. 8월 서안에 가서 미군 도노반 장군을 만나 광복군의 국내진입작전에 합의하였다. 1945년 8월 15일 일본이 항복하자 8월 15일 산시성에서 산시성 주석 축소주(祝紹周)로부터 광복 소식을 접하였다. 외국의 힘으로 해방된 것을 통탄해하였다고 한다.

#### 귀국 직전

1945년 11월, 이승만의 소개로 하지와 악수하는 장면.

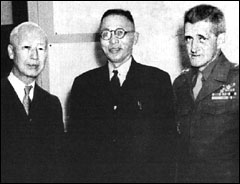
1945년 11월, 이승만의 소개로 하지와 함께 찍은 사진.

8월 18일 김구는 중경 임시정부로 귀환하였다. 1945년 9월 3일 김구는 임정 국무회의 명의로 발표된 ‘당면정책 14개조’를 발표하였다. 당면과제에 의하면 ‘임정 입국→각계각층 대표자회의 소집→과도정부 수립→전국적 보통선거 실시→정식정부 수립’등 임시정부에서 정규 정부수립 방안을 제시하였다. 김구는 임시정부 자격으로 귀국을 원하였으나 김구는 대한민국 임시정부로의 환국을 추진했으나 미군정은 정부자격의 귀국을 반대, 존 하지 미군정청 사령관은 개인 자격의 환국을 주장하였다. 11월 초 국민당의 송별식에 초대되었고, 중국공산당의 송별연에도 참석하였다. 상하이 비행장에 도착한 뒤 임시정부 환국 제1진과 함께 개인자격으로 중국을 출국했다. 귀국 시 민족혁명당의 당수였던 김규식도 한국독립당계와 함께 귀국했다.
귀국 무렵 김구 일행은 미국 헌병의 보호를 받았으며 김구의 개인경호원들도 무기를 소지하도록 허용되었다. 김구는 11월 23일 임시정부 1진으로 귀국, 상하이 비행장에서 중국국민당 인사들의 환송을 받고 출발하였다.

### 광복 이후

#### 광복초기 정치활동(1945~1946)

##### 귀국 직후

상해 비행장에 내린 임정요인들이 공항에서 환영나온 교민들과 기념사진

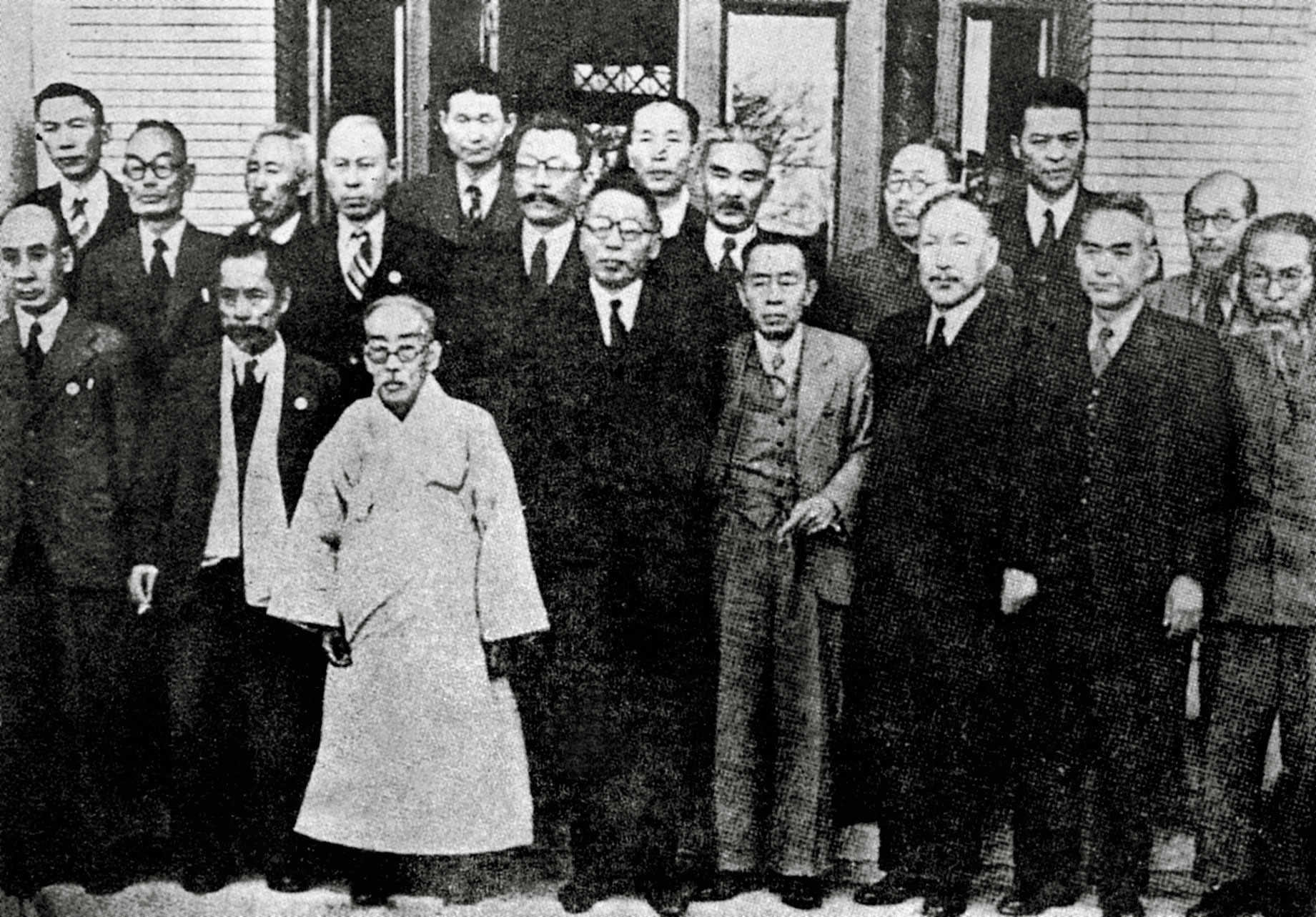
1945년 12월 3일. 임시정부요인 귀국기념 사진.

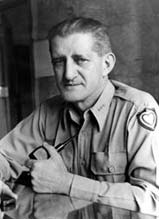
미군정청 사령장관 존 하지, 김구는 이후 그와 수시로 마찰을 빚는다.

11월 23일 오후 비행기편으로 김포 비행장에 착륙하였다. 임시 숙소는 조선호텔로 정했고 지주 최창학 자신의 별장인 죽첨장을 그에게 기증했다. 이후 지주 최창학이 기부한 죽첨정(경교장)에서 정치활동을 시작하였다. 개인 자격으로 귀국하였으나 김구는 '내가 귀국할 때 한국의 정부도 돌아오는 것이다' 라고 선언하였다.
11월 4일, 장제스(蔣介石) 총통은 해방을 맞아 귀국하는 김구 등 대한민국 임시정부 요인들을 위한 전별식을 베풀었다. 이 자리에서 그는 국민당 사무장 우티에청(吳鐵城)에게 명하여 미화 20만 달러(현시가 20억여 원)의 금액을 김구에게 전달했다. 수십년간 대일항전의 동지로 지내온 김구에 대한 최후의, 가장 파격적인 지원이었다. 장제스가 고국으로 돌아가는 김구에게 20만달러라는 거액을 쥐어준 데는 단순한 우정을 넘어 향후 일종의 ‘보은’을 다짐받는 의미가 들어있었다.
그러나 김구는 이 돈을 국내로 들여오는 데 실패했다. 당시 김구·김규식 등은 임정 대표 자격이 아니라 개인 자격으로 입국했다. 해방과 함께 정권을 인수한 미군정이 또다른 권력을 인정하지 않았기 때문이다. 그러나 미군정은 여운형, 박헌영과 인공 내각의 견제를 위해 임시정부가 정부의 명칭을 쓰는 것을 허용한다. 그리고 미군정은 김구의 개인경호원과 광복군에게 무기를 소지하도록 허용 하였으나 장제스가 준 돈 20만 달러는 끝내 허락하지 않았다. 그가 귀국하자 윤치호(尹致昊)는 그와 만나자는 연락을 취했지만 그는 친일파의 거두로 지탄받고 있었다. 윤치호의 영향력과 일제강점기 당시 그로부터 받은 지원금 등 윤치호의 요구를 거절할 수 없었던 김구는 거절하는 대신 만남을 차일피일 미루었다.

##### 정치 자금 조달
1945년 11월 김구 일행이 서울에 입경한 그 다음날, 송진우는 낭산 김준연을 대동하고 백범의 숙소로 마련된 서울 서대문의 경교장(京橋莊)으로 예방해 불굴의 노애국자에 대한 경의를 표시했고, 같은 날 낮 이번에는 국민대표준비회의 대표 자격으로 장택상을 대동하고 예방해 후원회 기금을 전달했다. 얼마 뒤에 임정 요인들은 그 후원금 가운데 깨끗하지 못한 돈이 들어있다 하여 국민대표준비회 사무실로 들고와 처리 문제를 논란했다. 대화는 자연히 거칠어지면서 주먹과 흥분의 수라장이 벌어졌다. 조용히 듣고만 있던 고하 송진우는 참다못해 “정부가 받는 세금 속에는 양민의 돈도 들었고 죄인의 돈도 들어 있는 것이요. 이런 큰일에 그것을 가지고 왈가왈부할 필요가 없을 줄아오”라고 설득함으로써 겨우 수습하기도 했다.
11월 중순, 중화민국의 장제스는 20만 달러의 자금을 보내준다고 연락하였다. 정치자금이 필요했던 김구는 중화민국의 정치자금을 수용하였다. 중국과 경쟁하기를 원치 않았던 미군은 중국측이 제공한 정치자금을 허용하지 않았다. 장제스가 돈과 함께 보내준 3명의 무전사와 무전기에 대해서도 무전사를 추방하고 무전기는 압수했다. 다급해진 김구는 뉴욕의 주미 중국대사관을 통해 서울로 송금해줄 것을 부탁했으나 결국 돈은 중국은행에 보관된다.
11월 한민당 인사들이 찾아왔고, 최창학·방응모 등이 그를 찾아왔다. 그러나 귀국 직후 이광수가 한동안 그를 방문하지 않자 대노하여 이광수를 찾았다. 김구의 불호령을 듣고 경교장에 불려간 뒤 이광수는 종종 경교장을 찾았으며 1947년 이후 김구의 7촌 조가 김흥두와 함께 백범 일지 한글판 번역작업에 동참한다.

##### 국내 정치 활동 준비기간 중

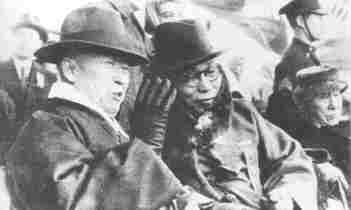
1945년 12월 1일, 임정요인 환영식에서 서로 무언가를 주고받는 이승만과 김구의 모습.

1945년 12월 19일, 임시정부요인 환국기념회에서. 단상 첫 줄 왼쪽 끝에 앉은 이가 김구.

1945년 11월 23일 김구는 바쁜 와중에도 조선일보의 복간을 축하하는 축하 휘호를 작성하여 헌정하였다. 복간축하 휘호의 내용은 '유지자 사경성'(有志者 事竟成)으로 '뜻이 있으면 끝내 성취할 수 있다'는 뜻이었다. 11월 24일 내외신 방송과의 기자 회견을 하였다. 여기서 김구는 '내가 이박사보다 더 나은 수단을 갖고 왔다고 생각해서는 잘못이오. 다만 근 30년 동안 해외에 있다가 돌아온 터이므로, 현 정세에 어둡고 정세를 모르고 판단을 내리기는 어렵소.'라고 답변하였다.
1945년 12월 1일, 이승만으로부터 초대받았다. 김구와 김규식은 이승만의 초대를 받고 12월 2일, 돈암장을 방문하여 2시간 동안 회담하였다.
1945년 12월, 서울운동장에서 열린 임시정부 환영회에 참석하였다. 서울그라운드에서 윤보선의 사회로 임시정부 봉영식이 시작되었다. 이어 오세창의 개회사, 이인의 봉영문 낭독, 권동진의 만세삼창으로 이어진 뒤 봉영문은 권동진, 김성수, 이인을 통해 김구에게 전달되었다. 오후 2시 20분경 조선생명회사 2층에서 김구를 중심으로 좌우에 이승만, 이시영, 김규식, 류동렬 등이 창을 열고 환영 행렬을 맞이하였다.
1945년 12월 23일 오후 2시, 김구는 순국선열추념대회를 조직, 주관하였다. 순국선열추념대회 총재로 선출되었다. 12월 25일, 돈암장의 이승만을 방문하던 길에, 전속 주치의 류진동을 대동하고 돈암장 산기슭 판자촌을 찾아 세민을 위문하였다. 그 해 12월 말, 신탁통치가 발표되자, 모스크바 삼상회의 결정에 반대하여 신탁통치 반대운동을 주관하고 신탁통치반대국민총동원위원회를 조직했다.

##### 반탁 결의와 송진우와의 공방전
1945년 12월 28일, 모스크바 삼상회의에서 신탁통치가 결정되자, 김구는 이승만과 함께 신탁통치 반대를 결의하였다. 그러나 김규식은 신탁통치 결의문을 입수해 검토한 뒤, 곧 반탁 대열에서 이탈하였다. 이어 안재홍, 여운형 역시 반탁에서 이탈하였다. 그러나 김구는 신탁통치 반대의사를 강력히 관철하려 하였다. 12월 29일 임정 주최로 경교장에서 각 정당 사회단체 대표자 대회가 열렸다. 강원룡의 증언에 의하면 당시 회의에 정당 대표들, 좌익, 우익, 중간파 할 것 없이 다 모였고, 남로당(조선공산당의 오류로 생각된다.) 사람들까지 다 나왔다. 다들 아주 격해 있었다.

송진우

이때 석상에서 김구는 “우리가 왜 서양 사람 구두를 신느냐. 짚신을 신자. 양복도 벗어버리자”면서 흥분했다. 강원룡에 의하면 당시 그 자리에 모인 사람들 대부분이 그런 입장이었다. 한다. 김구는 눈물을 흘리면서 목멘 소리로 "우리 민족은 다 죽는 한이 있더라도 신탁통치만은 받을 수 없으며 우리들은 피를 흘려서라도 자주 독립정부를 우리들 손으로 세워야 한다" 고 절규하였다. 김구는 신탁통치에 찬성하는 자는 매국노라고 규정하였다.
그런데 송진우만은 “침착하고 신중하게 대처하자”고 했다. 송진우는 미국을 적으로 돌리면 공산당이 어부지리를 얻는다는 생각에서 김구와 맞섰다. 송진우는 김구의 중경 임시정부의 통치권 주장을 미 군정에서 도저히 받아들이지 않을 것이라고 판단했던 것이다.
12월 29일 저녁 송진우가 경교장을 찾아와 김구와 만났다. 송진우의 전기작가는 그가 김구로 하여금 신탁통치 문제에 관하여 미군정과 정면대결을 피하게 하려고 시도했다고 말하였다. 브루스 커밍스에 의하면 김구는 경교장을 방문한 송진우가 반탁운동에 가담하도록 설득시키는 데 실패한 것이 분명하며 송진우가 여전히 미국치하의 후견기간을 주장하고 있다는 확신을 받은 것 같다고 보았다. 송진우의 이러한 주장이 신탁통치를 찬성하는 것이라고 착각한 김구의 추종자들은 1945년 12월 30일, 그를 자택에서 저격, 사살했다. 송진우와의 면담은 12월 30일 새벽 4시에 끝났으며 두 시간 후 송진우는 종로구 원서동 자택에서 청년단의 저격을 받고 암살당했다. 송진우를 암살한 암살범중의 한 사람인 한현우는 후에 송진우가 미국의 후견을 지지한 것이 자신의 저격 동기였다고 말했다. 다른 증거는 한현우를 김구와 연결시켰고, 브루스 커밍스는 한현우의 배후를 김구라고 보았다.
조병옥도 김구를 암살 배후로 지목한다. 훗날, 국립경찰의 책임자였던 조병옥은 미국인들과의 술자리를 함께 하면서 술에 취해 말하기를, 송진우가 우파 내에서의 중도적인 입장을 견지하면서 영향력을 행사하는 것을 꺼려한 김구가 암살자를 고용하여 그를 죽였다는 사실을 자기는 알고 있다고 털어놓았다고 한다.

##### 반탁운동 개시와 총파업
1945년 12월 30일 신탁통치를 반대하는 성명서를 하지에게 보냈다. 12월 30일 하지는 신탁통치에 반대하는 김구의 성명서를 맥아더에게 송신하였으며, 미국이 이것을 모스크바 협정에 언급된 3개국에 전달해줄 것을 강조하였다.
모스크바 3상회의에서 신탁통치안이 결정되자 신탁통치반대위원회는 반탁시위를 주관하였고, 12월 31일 오전 그는 국자(國子)를 발표한다. 그 날, 임정 내무부장 신익희의 포고령이 떨어지자 미군정청의 한국인 직원들이 파업을 선언하는 사태에 이르렀다. 1946년 1월 1일 김구는 미군정 사령관 존 하지에 의해 호출되었다. 이시영, 신익희, 조소앙, 엄항섭 등 다른 임정요인도 함께 군정청으로 불려갔다.
이때 김구는 하지로부터 명령을 거역하면 죽이겠다는 경고를 들었고, 김구는 하지의 융단에 올라 이자리에서 죽겠다고 대들었다 한다. 송남헌은 그가 하지로부터 추방시키겠다고 위협당하였다고 증언했다. 불려갔다 온 김구는 파업을 철회할 것을 주장하였고 엄항섭 대독을 통해 군정청 한국인 직원의 복귀를 촉구했다.
송진우 암살 사건이 전해지자 하지 사령관은 송진우 암살의 배후로 김구를 지목하고 1946년 1월 1일 다시 김구를 미군정청으로 소환하여 경고를 주었다. 1946년 1월 2일 갑자기 조선공산당이 모스크바 3상회의 결과의 지지로 돌변했다. 신탁통치에 반대하였다가 좌익세력이 신탁통치 찬성으로 돌아서자 김구는 조공의 표변을 들며 '조선공산당은 반민족적 집단이고 신 사대주의자'라고 낙인찍고 맹비난을 퍼부었다. 김구는 김성수, 조소앙과 함께 신탁통치 반대운동을 주도해 나갔다. 한편 우파 내에서도 신탁통치가 중요한 것이 아니라 정부수립이 우선이라고 본 김규식, 안재홍은 반탁의 입장을 철회한다.

### 하지의 임정요인 추방 사태
임정 주최의 반탁 운동이 극치에 달한 1945년 12월 31일 하오 하지 중장은 조병옥에게 연락관을 보내 사령관실에서 요담할 것을 요청해 왔으므로 즉시 하지를 만나러 갔다. 하지 중장은 말하기를 군정을 접수하려는 임시정부 요인들을 즉시 처치해야 되겠다고 말하면서 그날 저녁 임정 요인 처치에 대한 방송을 하겠다고 조병옥에게 원고 전문을 보여주었다.
| “ | 원래 중경에 있었던 대한민국 임시정부 요인 33명은 한국에 입국할 때 미군정의 법과 질서유지에 복종하겠다는 맹약을 하였음에도 불구하고 신탁통치 반대운동을 빙자하여 미군정을 접수하고 미군들을 축출하려고 획책하고 있었으며 그러한 획책과 군정 접수운동의 여파로써 공공 안녕질서를 유지하기가 불가능하므로 오늘밤 0시를 기하여 인천 소재 전 일본 포로수용소에 수용하였다가 중국으로 추방하겠다. | ” |
|   | — 원고 내용 |   |

하지는 김구에 대한 물리적인 대응도 불사하겠다고 했다. 조병옥은 즉시 이 원고를 다 읽고 난 뒤 경악하면서 하지중장에게 말하기를 임정 요인들은 우리 민족사에 찬연히 빛나는 3.1 운동 이래 자유독립의 혁혁한 경력을 가진 분으로 민족의 자유전치운동의 봉화를 든 민족운동의 투사이므로 이 애국자들의 국외추방은 미군정에 협조하는 한국인의 민심을 이탈시키는 결과를 초래하는 동시에 미군정은 한국에 있어서 실패로 끝나는 결과를 가져올 것이니 그런 조치는 중지하는 것이 좋겠다고 말했다.
하지 중장은 조병옥의 말을 듣고 있다가 그러면 방송을 중지하겠다고 하였다. 조병옥은 즉석에서 김구와 하지의 면담을 약속받았다. 조병옥은 하지 중장에게 "나에게 김구 주석과 협상할 전권을 맡겨 달라."고 요청하였다. 하지 중장은 이를 쾌히 승낙하였다. 12월 31일 저녁 조병옥은 서대문에 있는 경교장을 방문하여 김구의 숙소를 방문하게 되었다. 조병옥은 김구와 여러 시간 면담하였다. 조병옥은 김구에게 진언하기를
| “ | 주석께서 입국하실 때에 독립군 한 명도 대동하지 못하고 정치자금도 한 푼도 없이 미군정에 협력하겠다고 맹약한 이상 현재의 임정이 계획하고 있는 미군정 접수 운동은 포기하여야 할 것입니다. 지금 북한은 공산주의 치하에 붉은 물이 들어가고 그에 따라 한반도는 전역에 걸쳐 공산주의 철제에 휩쓸려 갈지도 모르는 이 역사적 단계에 있어서 우리 민족은 미군정의 단계를 통과하지 않고는 도저히 자유독립을 완수하지 못할 것이오니 주석께서는 그 점 신중히 심사숙고하시어 한번 하지 장군과 만나 기탄없는 의견을 교환해 보심이 어떻습니까? | ” |

조병옥의 말에 김구는 하지 중장을 만나 보겠다고 수락, 그의 진언을 들어주었다.

#### 신탁통치 반대 운동 (1946)

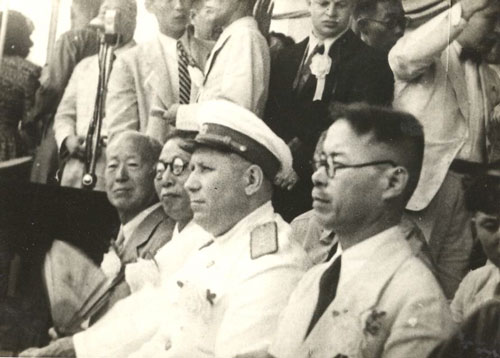
1946년, 제1차 미소공위. 왼쪽부터 이승만, 김구, 스티코프, 안재홍.

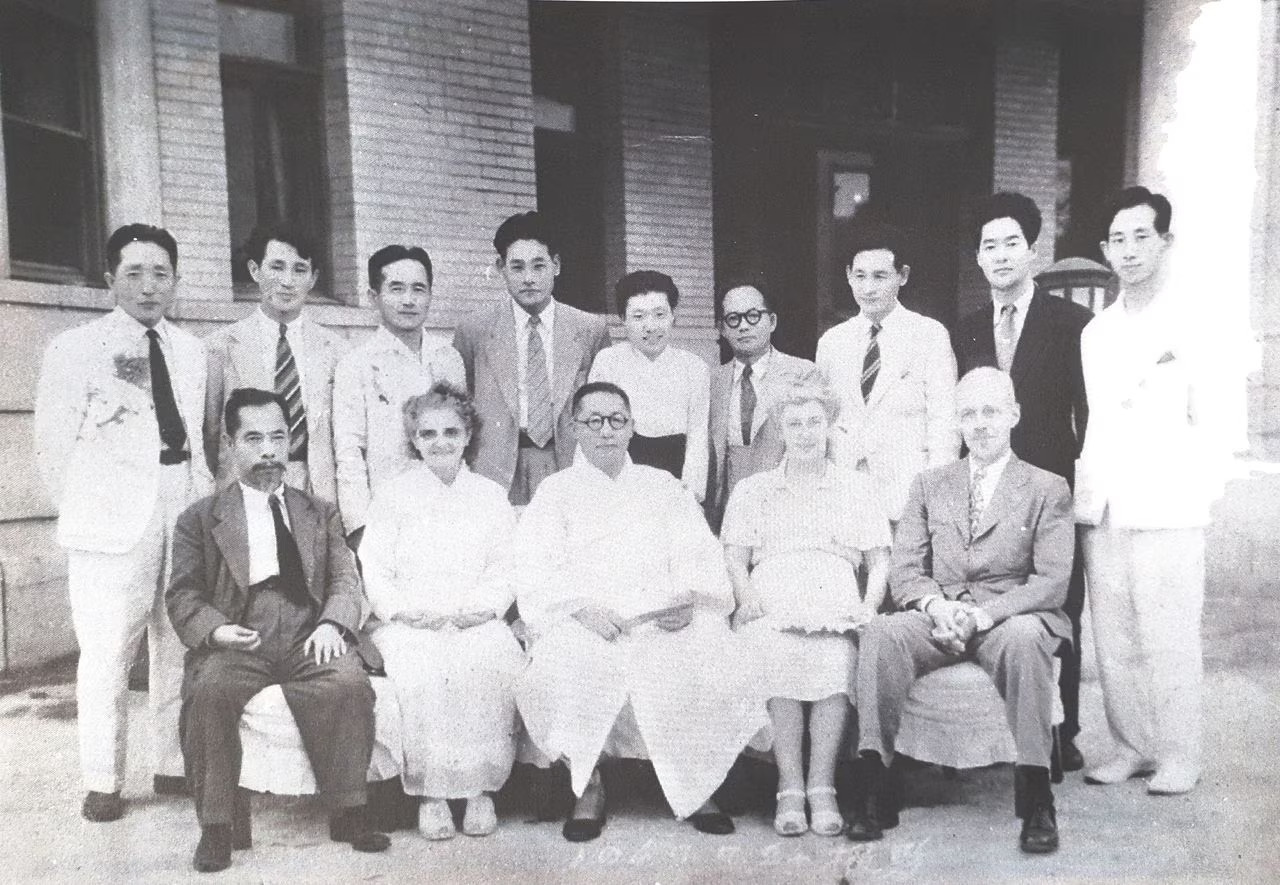
1946년, 방한 중 경교장을 찾아온 피치 박사 부부와 함께. 앞줄 가운데가 김구, 앞줄 오른쪽이 피치 박사 부부, 앞줄 왼쪽은 조완구, 프란체스카 도너 순, 뒷줄 왼쪽 첫 번째는 엄항섭, 세 번째는 이기붕, 네 번째는 안우생, 가운데는 안미생, 오른쪽 첫 번째는 선우진, 네 번째는 서영해.

1946년 1월, 미소공동위원회가 결정되었다. 김구와 이승만은 미소공위 반대와 공위 불참을 선언했다. 그러나 김규식은 공위 찬성의 입장에 서게 됐다. 한국민주당의 장덕수가 찾아와 김구에게 미소공위 참가를 설득했으나, 김구는 이를 거절하였다. 그는 미소공동위원회가 신탁통치를 추진시킨다고 이를 극력 반대하였다. 장덕수는 미소공동위원회가 신탁통치를 추진시킨다고 이를 반대하는 이승만이나 김구와는 달리 미소공위에 참석하여 한국인의 견해를 당당히 표명하기 위해서는 미소공동위원회와 협의해야 하다고 주장했다. 1947년 1월, 이승만이 UN에 한국 문제를 이관하는 것을 위하여 도미를 기도할 때, 김구와 조소앙은 그의 민족 외교를 위한 '외교사절 후원회'를 조직했다.
'이승만 박사 외교사절 후원회'의 부위원장은 조소앙이 맡았고, 김구와 배은희 등은 반탁총동원위원회나 비상국민회의에서 이승만의 외교 비용을 마련하기 위해 돈을 모금했다. 그리고 김구와 조소앙은 이승만의 국내 책임자로 적극적으로 도미 외교를 지지하였다.

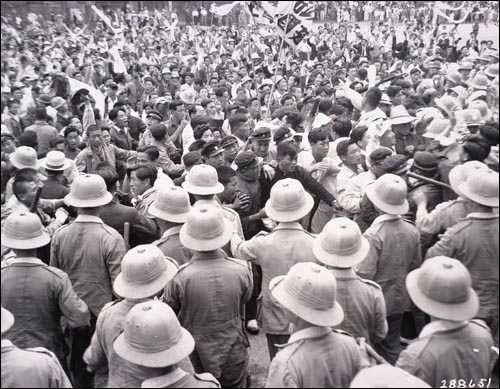
1946년 5월의 미소공위 회의장에서 열린 신탁통치 반대 운동

한편 미국에서는 이승만과 김구를 정치적으로 제거할 계획을 세우기도 했다. 조병옥에 의하면 "미군정은 비밀리에 이승만을 정치적으로 거세할 계획을 세우기도 했다."고 하였다. 또 그는 "이승만은 독립촉성중앙협의회의 실패로 말미암아 그 역량이 박헌영을 따를 수 없다는 평을 미국에게 받았으며 또 이승만은 완강한 정치인이라고 해서 한국 정치계에서 제거되리라고 하였던 것이다. 김구 주석은 극렬한 반탁운동을 하였기 때문에 미국의 신망을 얻지 못하였다.'는 것이다. 이에 이승만과 김구는 정국반전을 꾀한다.

#### 비상국민회의와 민주의원
1946년 2월 1일, 대한민국 비상국민회의가 개최되었는데 김구는 김규식, 이승만, 조만식, 권동진, 김창숙, 오세창, 홍명희 등과 함께 비상국민회의 대의원에 선출되었다. 2월 반탁독립투쟁위원회를 구성하고 위원장으로 선출되었다.
1946년 2월 12일, 비상국민회의를 소집하고 비상국민회의 의장에 선출되었다. 1946년 2월 13일, 비상국민회의 최고정무위원회 최고정무위원직으로 선출되었다. 이 자리에서 비상국민회의 최고정무위원회 설치를 결의하고 비상국민회의는 이승만, 김구에게 최고정무위원 선임권을 주었다. 이승만과 김구는 28인의 비상국민회의 최고정무위원을 선발했다.
이어 남조선국민대표민주의원 총리에 선임되었다. 2월 14일 아침, 미군정청 1회의실에서 민주의원이 개소된다는 보도를 접한 김창숙은 이승만·김구가 민족을 파는 반역자가 되었다'고 비판하였다.
민주의원 지도부 구성은 김구와 이승만에 의해 이루어졌기 때문에 좌익은 배제되었다. 2월 14일부터 2월 17일 김구는 비상국민회의를 개최하여 민족통일총본부, 비상국민회의, 독립촉성국민회 등을 통합하여 '국민의회'를 결성하였다. 반탁운동을 수단으로 해서 국민의회로 하여금 과도정부를 수립케 하려는 것이었다.
김구는 이승만이 빠른 시일내에 미국으로부터 정부수립에 대한 확약을 받는다는 조건하에 이승만의 도미에 찬성하였다. 시간이 지체된다면 미군정을 무력으로 몰아내고 정부를 세울 것이라고 경고하였다. 그러나 김구와 임정 계열 일부 인사들이 3.1절을 전후하여 정부수립을 추진하려던 계획이 알려지고 말았다. 신문에서는 아이들 장난으로 조소하였고, 이승만과 한민당 등은 국제정세를 모르는 미숙한 자살행위라고 비판했다. 3월 5일과 3월 6일 미군정에 의해 이시영, 조완구, 유림, 조소앙 등과 함께 주한미군 사령관실로 불려가 잡아넣겠다는 협박을 받고 굴복, 계획은 불발로 끝나게 됐다.
1946년 3월 5일 문봉제(文鳳濟) 등 월남 청년들이 주도한 집회가 성공하고, 이에 힘입어 평남동지회가 조직되고, 다시 평남동지회는 평남북 조직을 합친 평안청년회로 확대되었다. 결성대회에는 북한 지역 연고자(이윤영, 김병연, 강기덕)는 물론 김구도 참석했다. 그해 4월 한독당·국민당·신한민족당 등이 한독당으로 통합되자 한국독립당 중앙집행위원장에 선출됐다.

#### 정치 활동

##### 미소공위 반대 운동 (1946)

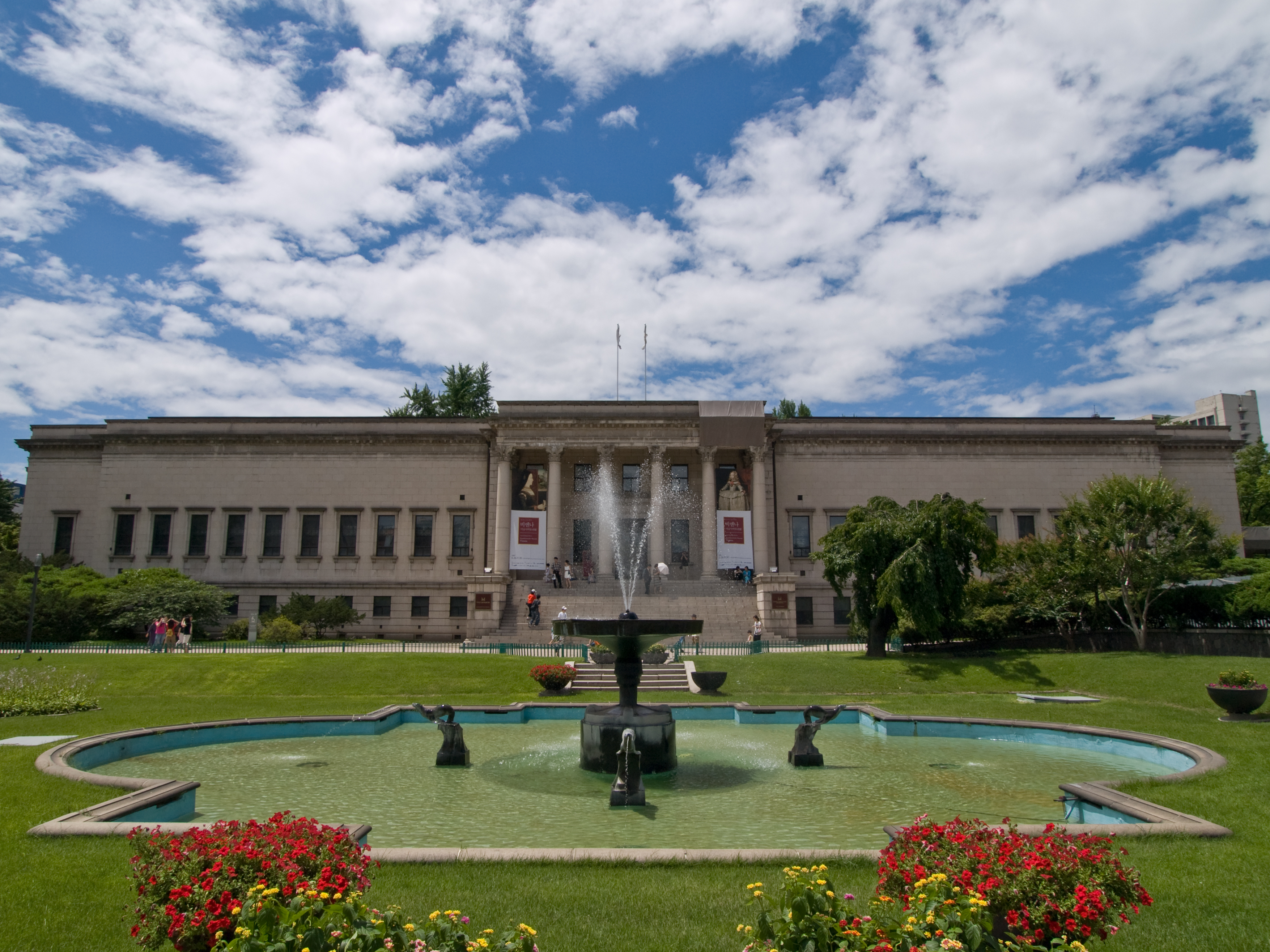
덕수궁 석조전. 이곳에서 미소공위가 개최되어 좌우합작위원회 회담이 열리곤 했었다.

3월 20일에 열린 미, 소 공동위원회에서 소련측은 미국측이 예상했던 대로 모스크바결정을 지지하지 않는 반탁세력은 임시정부 구성에서 제외해야 한다고 주장했다. 난항을 거듭하던 미, 소공위는 소련측이 양보하여 반탁투쟁을 했더라도 이후에 그러한 활동을 하지 않겠다고 서약하면 임시정부에 참가할 수 있다는 방안을 제시했고 이것에 토대를 두어 공동성명 5호가 발표되었다.
김구는 미소공위 공동성명 5호에 서명하지 않았다. 하지와 민주의원 의장대리 김규식은 김구가 공동성명 5호에 서명하려 하지 않자 그것에 서명할 것을 종용하면서, 서명이 곧 신탁문제에 언질을 준 것은 아니라는 특별성명 등을 발표했다. 그리하여 이승만, 한민당 측에 이어 김구가 서명에 동의하자 소련측이 그것에 이의를 제기하였고, 5월 초 미·소 공동위원회는 결렬되었다. 1946년 3월 22일, 우파 정당 통합에 나선 한독당은 국민당과 통합을 선언하였으며, 이때 김구는 이승만에게 한독당의 중앙집행위원장을 맡아 줄 것을 요청하였다. 그러나 이승만은 '초당적인 국민운동'을 내세워 이를 거부하였다.
1946년 4월, 이승만과 김구는 밀사 김욱을 조만식에게 파견하였다. 밀사로 파견된 김욱을 접견한 조만식은 자신의 이름을 사용하는 것은 방임하면서도 직접 문서에 서명하지 않았다. 대신 밀사는 조만식의 유고시 그를 대행하는 이윤영의 서명을 받아서 이승만과 김구에게 제출했고, 소련 측에 대한 반박 자료로 미·소공위에 제출되었다.

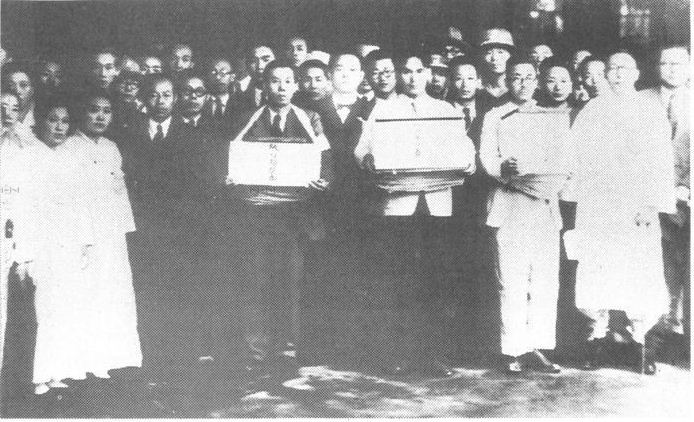
1946년 5월 25일 이봉창, 윤봉길, 백정기의 유해 서울역에서 (오른쪽 두 번째가 김구)

제1차 미소 공위가 결렬되면서 반탁운동은 더욱 고조되었으며, 이승만과 김구는 공동 보조를 취하며 반탁운동을 전개하였다.
1946년 5월, 경제보국회로부터 정치자금을 제공받았다. 경제보국회는 이승만, 김구, 김규식 등 우익 정치인들에게 정치자금을 제공하였는데, 이들 중 가장 큰 혜택을 받은 것은 이승만이었다. 1946년 6월, 이승만이 전라북도 정읍에서 단독정부론을 말할 때, 김구는 탈장증으로 용산 성모병원에 입원 중이었다. 김구의 제자인 상공회의소 강익하가 찾아와 김구에게 3백만원의 수표를 정치자금으로 건넸으나 그는 국사에 쓰일 돈이라면 이 박사에게 드려서 쓰게 하라며 돈이 필요하면 이박사에게 얻어쓸 것이라며 사양하였다.
6월 11일, 독립촉성중앙회국민대회가 정동교회에서 개최될 때 참석해 이승만의 연설에 대하여 답사를 발표하였다. 이승만은 이날 연설에서 "소련 사람을 내보내고 공산당을 이 땅에 발 못 붙이게 하자!"고 역설하면서, "최고의 명령을 내리는 기구를 조직할 터이니, 이 명령에 복종함을 맹세"할 것을 요구했다. 이승만의 연설에 이어 김구는 이 대회에서 "우리는 죽음으로써 이승만 박사께 복종하기를 맹세합시다."라고 외쳤다.
1946년 6월 15일 오후 5시 40분, 서울역에 마중나가 서울역에 도착한 삼의사 유골을 영접하였다. 이어 태고사(太古寺)에 마련된 빈소에 참석하였다. 6월 29일 민족통일총본부가 설치되자 김구는 부총재에 선출됐다. 이승만은 국민운동의 총본부 조직으로 민족통일총본부의 설치를 발표하였고, 이후 본격적인 단독정부 수립운동을 전개해 나갔다. 민총의 총재는 이승만, 부총재는 김구였다.
1946년 8월 15일, 미 군정청에서 열린 8·15 해방 1주년 기념식에 참석하여 하지 중장, 이승만에 이어 연설을 했다. 1947년, 미국과 소련의 신탁통치에 반대하는 반탁독립투쟁위원회를 조직하였다.
1946년 11월, 우익 단체들이 통합하여 서북청년단이 결성되,자 김구는 이승만·한민당과 함께 서북청년단에 자금을 지원해 주었다.

##### 임정 정치공작대와 백의사 폭탄투척
1946년 2월 대한민국 임시정부의 정치공작대와 염동진의 백의사는 3월 1일 북조선임시인민위원회는 평양역 앞에서 '3.1 운동 27주년 기념식'을 열었는데, 백의사 청년단원들은 김일성에 대한 폭탄을 던졌다. 집회가 진행되는 도중 연단을 향해 수류탄이 던져졌는데, 집회의 경비를 담당한 소련군 부대장 노비첸코 소위가 수류탄을 되잡아 던지려다가 그의 손에서 폭발한 것이다. 노비첸코는 이 폭발로 오른팔이 잘려나가고 한쪽 눈을 다치는 중상을 입었지만, 김일성은 무사했다.
조선민주주의인민공화국의 삼일절 행사장에 폭탄을 던진 사람은 남한에서 올라간 열여덟 살 소년 김형집이었다. 나머지 요원들은 최용건과 김책의 집에도 습격·폭탄을 던졌으나 성공하지 못했고, 강양욱의 집에 던진 폭탄은 강량욱의 아들과 딸을 죽게 만들었다. 청년단원 중 한명이 임시정부 내무부장 신익희의 명의로 2월 15일에 발급된 무임승차권을 분실했고 이는 북한측에 의해 입수되었다.
이 테러가 임시정부의 지시에 따른 것이라는 증거를 확보한 북한은 김구와 이승만을 격렬히 비난하였다. 북한은 김구와 이승만을 “봉건 잔재세력과 외국 팟쇼세력인 제국주의 세력과 친일파의 삼위일체”이자, “이완용을 배운 조선의 매국노”로 규정짓는 강한 적개심을 드러냈다. 조선공산당은 김구의 귀국시 그들의 기관지를 통해 '김구를 민족혁명의 지사', '반제에 일생을 바친 고결한 지사'로 예찬했었지만. 이 테러사건 이후 김구는 북한에서 불구대천의 원수로 낙인찍히고 말았다. 이런 연유로 당시 북한의 출판물에서는 그의 이름으로 '개 구자', '김구'(金狗)로 부르며 매도하였다.
1946년 11월, 북한에서는 인민위원회 위원 선거가 있었다. 이때 월남했던 반공세력이 일부다시 월북하여 선거방해를 도모하였다. 김일성은 이를 이승만과 김구가 배후에서 조종한 짓이라고 선언했다. 심지어 이들의 방해로 선전대원 몇 명이 사망한 경우도 있었다. 이들은 “선거가 비민주적이다”, “승려들과 목사들은 선거하지 말라”, “공동후보가 아니라 자유경쟁” 등으로 선거에 비판적이었고, 유권자들에게 선거에서 찬성하면 흑함에 넣으라는 흑함운동을 하기도 하였다. 이들에 대하여 김일성은 인민의 원수이며 반동파들에게 매수되어 그들의 간첩배가 된 세력으로 몰았다. 김일성은 선거기간에 생산기관의 방화, 운수부분에서 충돌사건, 주요 인사의 암살미수사건 등이 반동세력의 반대운동의 일환으로 파악하였고, 나아가서 북한에서 일어난 방화를 이승만과 김구가 파견한 방화단으로 규정하였다.

##### 이승만과의 경쟁

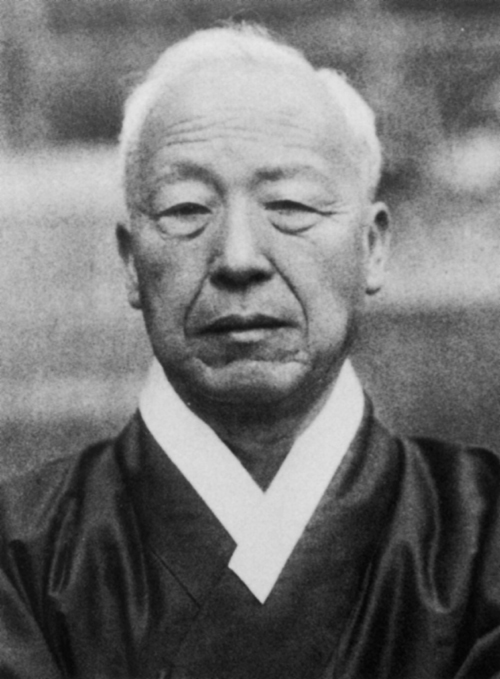
이승만, 해방 직후 김구와 정치적으로 경쟁하던 중, 장덕수 암살 사건을 계기부터 관계가 소원해졌다.

김구는 평소 이승만에게 우남 형님, 우남장(雩南丈) 이라며 존대했다. 그러나 반공주의 우익 진영의 주도권을 놓고 그와 경쟁관계에 있었다. 미국의 한인 교포, 노동자들과 지식인들이 정치자금과 후원금을 송금한 이승만과는 달리 김구는 화교 무역으로 정치자금 마련을 모색한다.
이승만은 김구를 통해서 장제스가 김구에게 지원하려던 거금의 존재를 알게 된다. 이즈음 20만$의 반입을 포기한 김구는 이승만에게 이 돈을 주기로 약속한다. 이는 임시정부 시절 이승만과 재미교포 사회에서 받은 지원에 대한 보답 성격이었다. 이승만은 1946년 2월, 장제스 총통에게 전보를 보낸다. “20만달러를 미국 안전신탁공사(American Security and Trust Company)에 예치시킨 뒤, 워싱턴의 임병직 대령에게 지불해달라”고 그는 부탁하였다. 전보를 접수한 국민당 우티에청 사무장은 잠시 난감했지만 곧바로 장제스에게 “이 돈은 이승만이 아닌 김구가 수령하는 것이 마땅하다”는 의견을 제출한다.

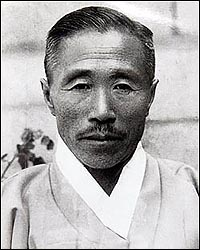
방응모, 조선일보의 사주였던 방응모는 귀국 이후 그의 정치적, 경제적 후견인이었다.

1947년 4월, 이승만은 한국으로 돌아오면서 장개석 총통과 반공에 대한 협력을 위해 상하이·난징을 거쳐서 돌아온다. 이때 장제스와 처음 대면한 그는 태평양 반공 연맹에 대한 구상 외에도 겸사겸사 20만달러 이야기를 꺼내지만 신통한 답변을 듣지 못한다. 중국은 이승만 보다는 김구를 통하여 한국에 입김을 미치고 싶었기 때문이었다.
1947년 6월, 김구는 주한 중국영사관에 부탁해서 10만달러를 임시정부 주중대사관의 운영자금으로 지원토록 한다. 국내 정치에서 이승만과 긴장관계가 조성된 만큼 돈을 자기몫으로 챙긴 것이다. 이후 10만달러는 김구의 아들 김신이 들여와 경교장 생활비와 「백범일지」출간비용 등에 충당했다. 정치자금이 부족했던 김구는 일단 한민당이 보낸 자금과 경방에서 보낸 7백만 달러를 받아들인다. 조선일보의 방응모와도 연대하여 경제적 후견인으로 삼는다.
방응모는 곧 한국독립당의 중앙상무위원과 재정부장을 지냈다. 방응모는 1945년 12월 23일 오후 2시 김구가 주관하는 순국선열추념대회에 참여, 순국선열추념대회 위원으로 선출되었다. 김구가 모스크바 3상회담에 반발, 강력한 반탁운동을 추진하자 12월 30일 결성된 신탁통치반대 국민총동원위원회 중앙위원, 1946년 2월 대한독립촉성국민회 부회장, 6월 29일 민족통일총본부(民族統一總本部) 10인협의회 위원 등으로 참여하였다. 1946년 8월 한국독립당 중앙집행위원으로도 활약하였다. 1946년 이봉창·윤봉길·백정기 3의사 유해봉환에도 적극 참여하였고, 방응모는 김구가 남북협상 노선에 서자 그와 결별하기 전까지 그가 주관하는 행사에 참여하거나 지원하였다. 1945년 말, 그는 1천 5백만~2천만 원의 '애국금'을 기부받았다.

###### 화교 무역 시도와 실패
김구는 다른 편으로는 중국 화교무역을 통한 정치자금 조달을 계획한다. 20만 달러의 '해프닝' 이후에도 김구의 한국독립당과 중국국민당 사이에는 모종의 계획이 추진됐다. 1947년 말 임시정부 주화(주중국)대표단에서 국민당과 김구의 연락을 맡고 있던 민석린은 ‘중한동제실업공사 조직요강 초안’을 작성, 국민당 사무장 우티에청을 통해 장제스에게 올린다.
중국국민당과 한국독립당은 각 당의 경제기초 건설을 위해 중한동제실업공사(中韓同濟實業公司)를 조직한다. 업무범위는 무역·운수·어업·부동산·공장·은행·농장 등으로 정한다. 자금은 우선 1백억원을 중국국민당과 한국독립당이 절반씩 출자하고 장래 업무발전 상황에 맞춰 증자한다.

해방 이후 가장 비중이 컸던 대일무역을 비롯해 대외교역이 거의 끊어진 상태에서 유일한 것이 타이완·홍콩·마카오 등지와 이뤄졌던 화교무역이었다. “타이완산 소금이 한국에 수입됐는데 반응이 좋았고 빈 배로 돌아가기 아까워서 인삼을 실어갔다”는 등의 기록이 있다. 이같은 한·중간 경제활동을 관장함으로써 양당의 정치자금으로 쓰고자 했던 것이다.
민석린과 우티에청 간에 비밀스러운 대화가 오고 갔다. 국내에서 정치자금 조달이 어려운 김구나 장기간의 대일전과 국공내전으로 자금이 소진된 장제스, 양측의 이해가 맞는 제안이 아닐 수 없었다. 오랜 세월동안 임시 정부와 중국국민당의 연결고리였던 우티에청은 바람직한 내용으로 판단하고 장제스에게 보고한다. 그러나 이 계획은 불발로 끝나고 만다.

##### 임정법통과 임시정부의 재편성 (1947)

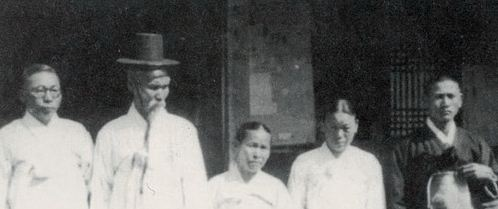
8.15 광복 이듬해인 1946년, 김구와 윤봉길의 가족. 왼쪽부터 김구, 부친 윤황, 모친 김원상, 윤봉길의 부인 배용순, 아들 윤종.

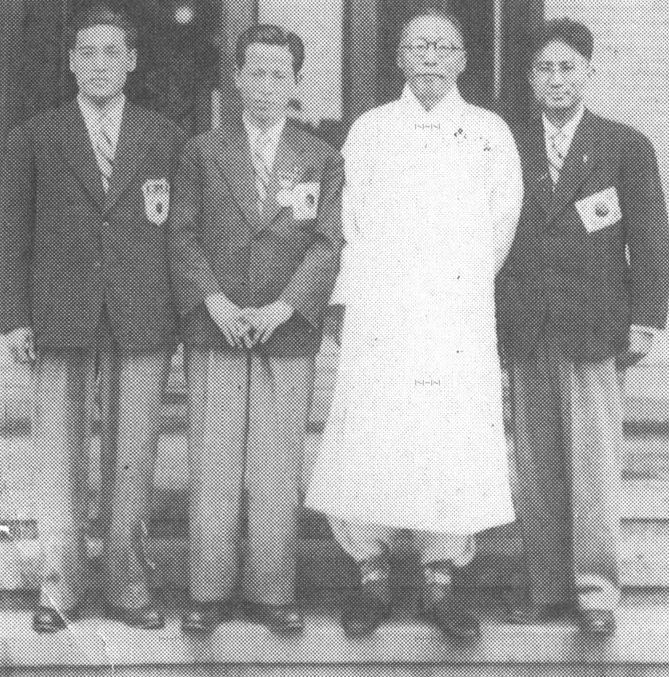
1947년 보스턴 마라톤 대회이후 경교장에서 기념사진. 왼쪽부터 손기정, 서윤복, 본인, 남승룡

1947년 1월, 초 이승만의 외교 목적으로 미국을 향해 출국할 때, 김포 비행장에 나가 환송하였다. 원래 우익 진영은 김구의 주도로 1947년 1월 18일, 전국반탁학련 반탁궐기 1주년을 기념, 대대적인 반탁 데모를 계획하였다. 몇 사람의 희생도 불사하는 소요를 일으키겠다는 것이었으나, 이 계획은 미군정 첩보망에 걸렸고 1947년 1월 16일, 미국 워싱턴에서 이승만은 국내에 전문을 보내 김구에게 과격 시위를 중단할 것을 요청하게 되었다. 존 하지 중장으로부터도 다시 경고를 받았다. 결국 김구는 학생들에게 과격시위를 자제해줄 것을 요청했다.
1947년 1월 18일, 김성수, 조소앙, 이철승 등과 함께 매국노 소탕대회 및 탁치반대 투쟁사 발표대회에 참석하였다. 1월 18일 하오 2시 매국노 소탕대회 및 탁치반대 투쟁사 발표대회가 경성 천도교 강당에서 각급학교 맹원 2천여 명이 모인 가운데 거행되었다. 김구는 김성수와 함께 이 대회에 격려사를 하였다. 한편 이승만, 김구 등은 서북청년단 등에도 종종 경제적 지원을 해주곤 했는데 이는 대부분 일회성이었다.
1월 18일 우익진영의 반탁행사는 천도교당에서 열린 학생들 주도의 매국노소탕대회 및 탁치반대투쟁사 발표대회로 축소되었고, 김구는 오늘만은 과격한 행동을 삼가고 조용히 해산해 줄 것을 부탁하였다. 이승만을 중심으로하는 독립촉성중앙회가 김규식의 좌우합작위원회를 독립운동의 반역집단으로 규정하고 이들의 회색 행동을 철저히 소탕한다고 결의하자, 김구가 위원장으로 있는 반탁투쟁위원회에서는 합작위원회를 유령집단으로 공격했다.
1947년 1월 26일, 경교장에서 열린 반탁독립투쟁회 결성에 참여하고 반탁투쟁회 위원장으로 선출되었다.
47년 2월 14일~2월 17일 김구는 비상국민회의를 소집하여 민족통일총본부, 비상국민회의, 독립촉성국민회 등을 통합하여 국민의회를 결성하였다. 김구는 애초부터 이승만이 조속히 미국측으로부터 확약을 받지 못한다면 자신의 계획을 실천에 옮길 것을 전제로 하여 이승만의 도미를 찬성하였기 때문에, 이젠 자기의 길을 걷겠다고 나선 셈이었다. 김구는 임정 계열과 함께 이승만의 계획과는 무관하게 3.1절 전후로 정부 수립을 계획하였다.
그러나 김구와 임정 계열의 3.1절을 전후하여 정부를 수립하겠다는 계획은 기밀이 누설되어 널리 알려지고 말았다. 신문에서조차 '아이들 장난'으로 조롱하였고 이승만과 한민당은 '국제정세를 모르는 자살행위'라며 비판했다. 미군정은 김구와 이시영, 조완구, 유림, 조소앙 등을 호출하였고, 3월 5일, 군정의 호출을 받고 임정 요인들을 데리고 주한미군 사령관실을 방문하였다. 군정청은 그들을 잡아넣겠다고 협박했고 이들은 이에 굴복하여 정부수립 계획은 불발로 끝나고 말았다. 정해구는 김구의 이같은 시도에는 이승만 부재시 정국의 주도권을 쥐기 의한 김구의 의도도 작용하고 있었다고 주장한다. 어찌됐건 국민회의를 통해 과도정부를 수립하려던 김구의 이같은 시도는 미군정의 적극적인 대처와 여타 세력의 지원부족으로 제대로 성공할 수 없었다'고 평가했다. 한편 김구의 반탁노선에 반발한 한독당 내의 안재홍, 박용희, 조헌식, 이의식, 이승복, 장지필, 엄우룡 등 구 국민당 세력은 반탁노선에 반기를 들고 미소공위의 성공을 위해 한독당을 이탈하기도 했다.
1947년 3월 3일, 임시정부 국무위원을 보선할 때, 이승만을 임시정부 주석, 김구는 부주석으로 추대되었다. 김규식.장건상.김붕준(金朋濬) 등 중도파 국무위원은 보선에서 배제되었다. 그리고 1947년 9월 5일의 국무위원 보선에서 재선되었다.

##### 반탁, 임정 법통 운동 (1947)

김구 (1947년)

1947년 4월 21일, 이승만이 귀국하는 날, 김포에 마중을 나가 단정론 연설만은 그만두도록 충고하였다. 단정론 연설이 자칫 국민들의 감정을 자극할 수 있다는 이유에서였다. 이승만은 그의 의견을 받아들여 연설을 취소하였다.
1947년 5월, 제2차 미소공동위원회가 열리자 김구는 이승만과 반탁 투쟁을 전개했다. 6월 19일 미소공위 참석 문제를 놓고 여러 단체간 이견이 존재하자 한민당은 '참여하여 반대한다'는 명분을 내세우며 공위 협의에 참가할 것을 주장하면서 6월 19일 74개 정당 사회단체로 구성된 '임시정부수립대책협의회'를 구성했다. 한국독립당에서도 미소 공위의 참석에 찬성하는 혁신파와 민주파는 한독당을 이탈하여 신한민족당과 민주한독당을 결성하였다. 이로 인해 이승만과 김구만 고립되었고, 한민당의 변절에 분노한 이승만과 김구는 공위 협의 청원서 제출 마감일인 1947년 6월 23일, 여러 곳에서 반탁 시위가 벌어지게끔 주도하였다. 서울 시위를 주도한 전국학련의 반탁시위대는 소련측 공위 대표단에게 돌을 던지는 등의 맹활약을 하였으며 6월 23일 이철승과 전국학련 주도로 반탁궐기대회가 열렸다. 김구는 6.23 반탁데모를 격려하였다.
김구는 친필로 6.23 반탁데모에 장군 남이가 지은 '남아 이십세에 나라를 평정하지 못한다면/후에 누가 대장부라 이르리'라는 시를 선사하여 격려하였다. 그러나 김구와 이승만의 격려와 지원에도 불구하고, 대규모 군중동원에는 실패하고 말았다. 6.23 반탁시위는 10만명을 동원했다는 우익 신문들의 보도와 달리 3, 4천명에 불과해 대규모 군중을 동원하는 데는 실패했다. 9월 17일 미군정은 한국 문제를 UN으로 이관한다고 밝혔다. '미소공위를 통해 한반도에 민주적 독립국가를 설립한다'는 계획을 포기한다는 선언이었다. 소련은 반발하였고 김구는 이승만, 한민당과 함께 이를 크게 환영하였다.
1947년 7월 28일 서울에서 열린 기독교청년연합회 주최 강연회에 김구, 김규식은 연사로 참여하였다. 김구가 연설을 마치고 내려왔다. 다음 연사인 김규식이 장내에 소개되었다. 장내의 열띤 청중들은 김규식의 예정된 연설을 들어야 하는지의 여부를 두고 논란을 벌였다. 마침내 한 청년이 나와서 김규식과 같은 유물론자의 연설을 들어서는 안 된다고 하면서 그 대안으로 모두가 귀를 막자고 제안했다. 청중들은 이 문제를 표결에 붙여버렸다.
김규식의 연설을 듣지 말자는 주장은 바로 가결시켰고, 이어 김규식은 조용히 퇴장해버렸다. 김구는 이를 보고 말리지도 않았다.

##### 우익 진영 단결 노력

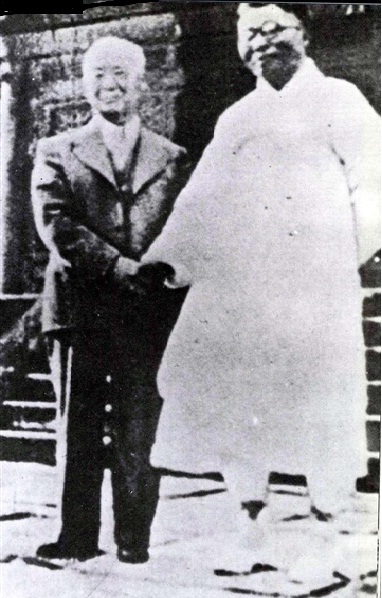
1947년, 덕수궁에서 이승만과 함께.

반탁운동, 임정 법통 운동과 함께 김구는 우익진영 단결, 통일을 추진했다. 그는 우선 반공, 우익진영 정당 통합을 추진했고, 다수의 우익인사들은 그의 단결 노력에 동조했다. 안재홍은 광복 직후 조선국민당을 창당하고, 권동진은 신한민족당을 창당하여 각각 독자적으로 활동하였으나, 김구의 우익진영 단결운동에 동조하여 한국독립당에 통합을 시도한다. 그러나 미소공위 참가 여부를 놓고 꾸준히 충돌하다가 국민당계는 탈당하게 된다. 미소공위에 긍정적 의사를 보였던 신한민족당 계열 역시 축출당했다.
김구, 조완구, 조경한 등은 한독당 내 국내파가 정치이념의 차이 등의 이유를 내세워 반대했는데도 불구하고 한민당과의 합당을 추진하였고, 김구는 47년 2월 26일 3.1절까지 한민당과 한독당의 합당이 거부될 때에는 한독당위원장직을 사퇴하겠다는 초강경자세로 나왔다.
한민당에서도 김구의 우익진영 단결 노력에 반응하였다. 한민당의 김성수는 한독당과의 통합을 찬성하였으나 장덕수는 한독당과의 통합은 당을 임정 요인들에게 헌납하는 것이라며 주장하였다. 이는 장덕수에 대한 김구의 감정이 악화되는 하나의 요인이 된다.
1947년 11월, 김구는 이승만의 노선에 협조하는 대신, 김구의 국민의회 중심으로 우익이 단결하는 데 이승만의 동의를 얻어내었다. 1947년 11월 24일 남한 단독선거는 국토 양분의 비극을 가져올 것이라고 경고하는 성명서를 발표하였다. 그러나 1주일 후인 11월 30일에는 전혀 다른 태도를 취했다. 11월 30일, 김구는 이화장의 이승만을 방문하여 한 시간을 회동, 자신과 이승만의 근본의사의 차이를 보지 못하였다고 성명을 번복하여 발표하였다. 성명서 발표 후, 이승만과 함께 서북청년회 창립 1주년 기념식에 참석하여 훈화를 하였다. 1947년 12월 1일, 김구는 소련의 방해가 제거되기까지 북한의 의석을 남겨놓고 선거를 하는 조건이라면, 이승만 박사의 단독 정부론과 내 의견은 같은 것이다 라고 하였다.
김구가 반탁운동이 시작되면서부터 우익 단체를 통합하기 위해 집요하게 노력하였는데, 이승만측과의 계속되는 갈등과 대립은 사실 중경 임시정부의 현실화에 그 목적이 있었다.

#### 이승만, 한민당과의 합작 실패

장덕수. 재령 보강학교 당시 그의 제자이기도 했다.

1947년 12월 2일 장덕수가 자택에서 피살되자 김구는 그 배후로 지목되었다. 장덕수는 1947년 12월 2일 저녁 6시15분 서울 동대문구 제기동 자택에서 현직 경찰이던 박광옥(朴光玉)과 초등학교 교사였던 배희범 등 5명이 쏜 총격을 받고 사망했다.
12월 4일 미군정 경찰은 박광옥과 배희범을 체포하였다. 용의자 6명은 장덕수를 암살할 목적으로 1947년 8월 창단된 대한혁명단을 조직하였는데 이들은 임정을 절대지지하는 대한학생총연맹의 간부 또는 맹원들이기도 했다. 대한학생총연맹은 47년 6월 운현궁에서 발족되었는데 김구를 총재, 조소앙과 엄항섭을 명예위원장으로 추대하였다. 박광옥은 종로경찰서의 경사로 근무하는 경찰관이었고, 배희범은 초등학교 교사로 모두 한독당 당원이었다.
장덕수가 암살되자 장택상은 김구를 체포하려 했다. 장택상에 의하면 '설산 장덕수 암살 사건이 일어났을 때의 일이다. 수사가 진전됨에 따라 암살의 배후에 김구 씨가 직접 관련된 것은 아니지만, 적어도 백범의 지지파 내지는임정측이 관련된 혐의가 있다는 것이 포착되었다. 그러므로 나는 경교장에 대한 수색 영장을 내려고 하였다.'는 것이다. 장택상은 여차하면 김구의 소환까지도 검토하고 있었다. 이를 눈치챈 하지 중장이 이를 저지시키고 말았다.
미군정청 경찰은 김구가 이끄는 국민회의 간부 10여명을 연행하는 등 김구를 배후로 지목하였다. 우파정당 통합에서 한민당은 빠졌는데 그 중 한국독립당과의 통합을 가장 반대하던 사람이 장덕수였다. 이 점이 김구를 배후로 지목하는 시각에 무게를 더해주는 요인으로 작용하였다. 한민당의 김성수는 한독당과의 통합을 찬성하였으나 장덕수는 한독당과의 통합은 당을 임정 요인들에게 헌납하는 것이라며 주장하였다. 미소공위 참여에 대해서도 공위참가에 반대하던 김구와 찬성하던 장덕수 사이에 고성이 오가기도 했다. 용의자들은 재판에서 장덕수가 정권을 잡기 위해서 신탁을 시인하는 미소공위에 참가할것과 해방전 공산당은 민족주의자들로 조직되었는데 장덕수는 그때 공산당의 이론가였다는 것, 일본헌병대의 촉탁인 국민총연맹의 고문으로 학생들을 격려하여 학병을 장려하는 등 친일적 행동을 한 것이 암살 동기라고 주장하였다.

##### 건국실천원양성소 설립

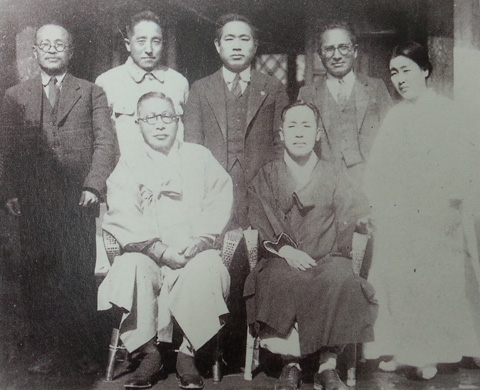
단국대학 설립시 격려차 방문 1948년 1월 18일 낙원동
앞줄:김구 장형, 뒷줄:장도빈, 엄항섭, 양주동, 김정실, 박정숙

건국실천원양성소(建國實踐員養成所)는 1947년 국가를 건설하기 위한 인재 양성을 목적으로 설립한 단체로 대한민국 임시정부 주석이었던 김구(金九)가 귀국한 뒤 국가 건설에 따른 인재의 필요성을 느껴 서울시 용산구 원효로에 있던 원효사를 본부로 설립하였다.
이 단체는 김구의 자주정부 수립을 위한 준비의 일환으로, 임시정부가 1940년 9월 충칭(重慶)에서 제정, 공포한 ＜대한민국건국강령＞을 기초로 하였다.
건국강령은 제1장 총칙, 제2장 복국(復國), 제3장 건국으로 구성되었고, 그 내용은 정치·경제·교육의 균등한 발전을 통하여 복국(復國), 건국(建國), 치국(治國), 더 나아가서는 구세(救世)의 이상을 실현하고자 한 삼균주의(三均主義)를 바탕으로 하였다.
독립운동 과정 중 복국의 단계에서 광복군(光復軍)이 필요했던 것처럼, 건국의 단계에서는 건국의 동량이 필요했고, 이 필요에 의하여 1947년 3월 이 양성소가 설립되었다.
명예소장에 이승만, 소장에 김구, 이사장에는 장형(張炯)으로 출발한 이 양성소는 전국 각지의 우수한 애국 청년들을 선발하여 건국 운동의 중견 일꾼으로 양성하고자 교육을 시켰다. 이러한 인재 양성의 발상은 청년들이 국가를 건설하는 데 매우 중요한 구실을 한다는 김구 개인의 신념에서 나왔다.
양성소의 매기 교육 인원은 100명 내외였다. 교육기간은 제1기가 2개월이었고, 제2기부터 마지막 교육을 받은 제9기까지는 1개월이었다. 교육내용은 독립운동사·정치·경제·법률·헌법·역사·선전·민족문화·국민운동·철학·약소민족문제·농촌문제·협동조합·사회학·공산주의 비판·여성문제 등과 특별강의였다.
강사는 조소앙(趙素昻)·조완구(趙琬九)·신익희(申翼熙)·지청천(池靑天)·나재하(羅在夏)·김성주(金成柱)·김경수(金敬洙)·최호진(崔虎鎭)·김정실(金正實)·양주동(梁柱東)·민영규(閔泳珪)·엄상섭(嚴詳燮)·엄항섭(嚴恒燮)·김학규(金學奎)·설의식(薛義植)·김기석(金基錫)·이상조(李相助)·주석균(朱碩均)·홍병선(洪秉璇)·김하선(金昰善)·김석길(金錫吉)·안재홍(安在鴻)·정인보(鄭寅普)·황기성(黃基成)·이인(李仁)·김활란(金活蘭)·김법린(金法麟)·박순천(朴順天)·이은상(李殷相) 등 각계의 인사들이었다.
1949년 6월 26일 한국독립당 당수 김구가 육군포병소위 안두희(安斗熙)에게 권총으로 저격된 김구암살사건(金九暗殺事件)이 발생하였다. 건국실천원양성소의 본부였던 원효사는 김구가 암살된 후, 1949년 8월 23일 건국실천원양성소는 해체되고 건물은 1949년 9월 홍익대학교에 인수됐다.

### 생애 후반

#### 장덕수 피살 사건
김구는 장덕수 암살 사건 관련자로 당국의 조사를 받으면서 이승만과 점점 틀어지는 길을 가게 되었다. 김구는 한살 위인 이승만을 깎듯이 형님이라고 부르고, 이승만이 나가던 교회도 따라 나갈 정도로 형님처럼 따랐다. 강준만에 의하면 '어찌됐건 피를 나눈 형제 못지 않게 정을 주고받았던 의형제 사이의 애증 관계가 아니라면, 김구의 행동은 달리 이해하기가 어렵다."고 했다.

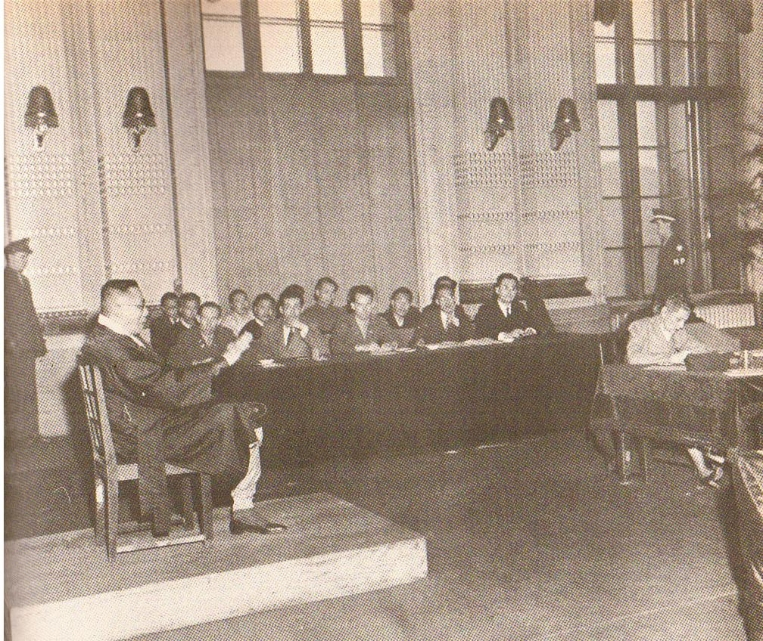
미군 군사법정에서 증인 자격으로 심문중인 김구

김구는 자신이 법정에 서지 않게 해달라고 이승만의 도움을 요청하였고 이승만은 하지에게 "만약 김구를 체포한다면 거족적으로 군정에 대항하겠다"고 선언했다. 이 일로 한민당은 김구를 두둔하는 이승만에게도 석연찮은 눈으로 보게되었다. 또 이승만은 "김 주석이 고의로 이런 일에 관련되었으리라고는 믿을 수 없다."며 성명서를 발표하며 옹호했지만, 장덕수 암살사건으로 위기에 처한 국민회의를 방관하며 한민당과 연대하며 독자적으로 '한국민족대표단'을 구성하는 듯한 그의 태도를 오해하여 김구는 크게 분노하였다고 한다.
1947년 12월 22일, 김구는 단독정부 절대 반대와 '한국민족대표단'의 해산을 주장하였다. 이승만과 김구의 연대에 비판적이던 한민당은 이 사건을 정치적인 호재로 이용하고자 하였다. 김구의 항의로 한국민족대표자회와의 합동작업이 재개되었지만 한민당의 강한 반대에 부딪혀 무산되었다.
1947년 12월 22일, 김구는 단독 정부 절대 반대와 '한국민족대표단'의 해산을 주장하였다. 김구의 항의로 한국민족대표자회와의 합동작업이 재개되었지만 한민당의 강한 반대에 부딪혀 무산되었다. 한민당은 김구와 임정계를 일제시대 악명 높은 사교 집단인 백백교에 비유하면서 "살인마의 조직과 명령 계통을 근절하라"고 촉구하였다. 장덕수가 암살되었을 때, 이승만은 김구를 배후로 의심했으나 그것을 공개적으로 드러내지는 않았다.
그 후 김구는 검찰에 연행되어 수모를 당한 후로 이승만과의 결별을 결심했다는 주장이 있다. 사학자 신복룡은 "장덕수 암살 사건이 일어남으로써 김구가 이끄는 국민회의와 이승만이 이끌던 한국민족대표자대회의 통합이 무산되었고, 결과적으로 이승만에 대한 김구의 배신감이 배가되었다."라고 주장했다.
1947년 백야 김좌진의 추모회에 참석한 김구는 김좌진의 추도사를 했다. "당신도 총에 맞고 나도 총에 맞았는데, 왜 나 혼자 살아서 오늘날 이 꼴을 본단 말이오. 당신은 영혼이 되시어 우리 동포를 이끌어가는 나를 보호해 주시오. 그리고 땅 밑에서 당신과 만날 때 우리 둘이서 그 옛날 서대문 감옥에서 하던 말 다시 말해 봅시다."
1948년 1월 UN 한국위원단에 통일정부 수립을 요구하는 의견서를 발송하였다. 1948년 1월 12일 UN한국위원회가 서울에 도착하자 회의에 참관하였다. 1월 28일 유엔위원단에게 단독정부를 반대하고 남북지도자회의를 소집할 것을 요구하는 의견서를 보냈다.

#### 재판정 출두

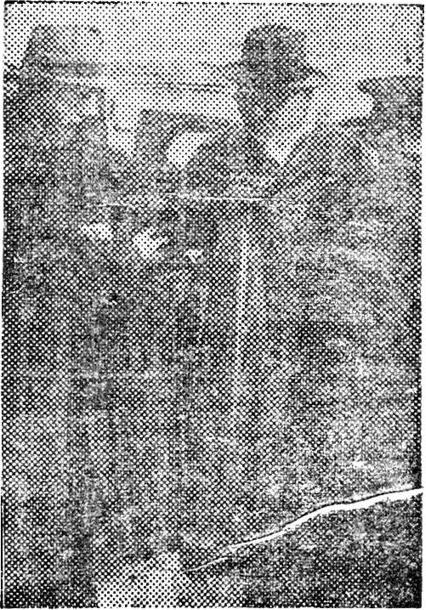
김구의 군정청 법정 출두 장면 (1948. 03. 13)

1948년 2월 초 미국 대통령 해리 트루먼 명의로 군정청 재판정 소환 출두서와 여비가 경교장에 도착되었다.
2월 10일 통일정부 수립을 절규하는 《삼천만 동포에게 읍소함》 이란 제목으로 남한 단독정부의 수립반대 성명을 발표하였다. 이어 김규식과 공동으로 남북협상을 제안하는 서신을 북한에 보냈다. 3월 김규식, 김창숙, 조소앙, 조성환, 조완구, 홍명희 등과 함께 7인 공동성명을 발표하여 남한총선거 불참을 표명하였다. 1948년 3월 김구가 장덕수 암살사건의 배후 혐의로 미군정의 재판을 받게 되자, 건국실천원양성소 소원 50여 명은 혈서를 써서 군정청에 항의하였다. 3월 13일 미군 군사법정에 증인 자격으로 출두하였다.
김구는 증인 자격으로 재판정에 섰지만 미군정청 군법무관들로부터 추궁당했다. 김구를 심문한 미군정청 군법무관들은 대위, 소령, 중령급이었다.
내가 지시했다고 하는 것은 나를 모략하는 것으로 생각한다. 나는 왜놈 이외에는 죽일 놈이라고 말한 적이 없다. 설산이 죽은 것만도 분한데 왜 나한테 자꾸 이러느냐?

암살범인 박광옥은 김구의 증인 신문 때 법무장교와 김구 사이에 격렬한 논쟁이 벌어지자 피고석에서 김구 선생을 모욕한다고 고함을 지르며 혁대를 풀어들고 횡포를 벌여 미군 헌병의 제지를 받기도 했다.
1948년 3월 8일, 이승만은 언론에 장덕수 사건에 대해 다음과 같은 담화문을 발표하였다.
"고 장덕수씨 사건에 김구가 관련되었다는 말은 얼마 전에 들었으나 근일 항간에 허무한 풍설이 많이 유포되고 있는 때이므로 나는 별로 신뢰치 않았던 것인데 지금에 와서는 신문에까지 보도되고 있는 때이므로 나로는 사실을 모르고 좌우간 단언할 수 없으나 김 주석이 고의로 이런 일에 관련되었으리라고는 믿을 수 없다. 김 주석 부하 몇 사람의 무지망동한 죄범으로 김 주석에게 누가 미치게 한 것은 참으로 통탄할 일이다. 앞으로 법정의 공정한 판결이 있을 줄 믿는다."

3월 4일, 미군 검찰은 권총·사진 등과 함께 김구가 관련되어 있다는 내용의 '피고인 진술서'를 증거로 제출 하였다. 피고인들은 진술서가 고문과 강압에 의한 것이라 주장하였지만, 미국 군율재판 위원회 에서는 트루만 미국 대통령 명의로 3월 12일 법정에 출두하라는 「소환장」을 김구에게 발부 하였다. 장덕수 암살 사건에 대한 재판은 3월 한달 동안 21회에 걸쳐 계속되었다.

#### 남북 협상으로 선회 (1948)

38선에서 김구의 모습.

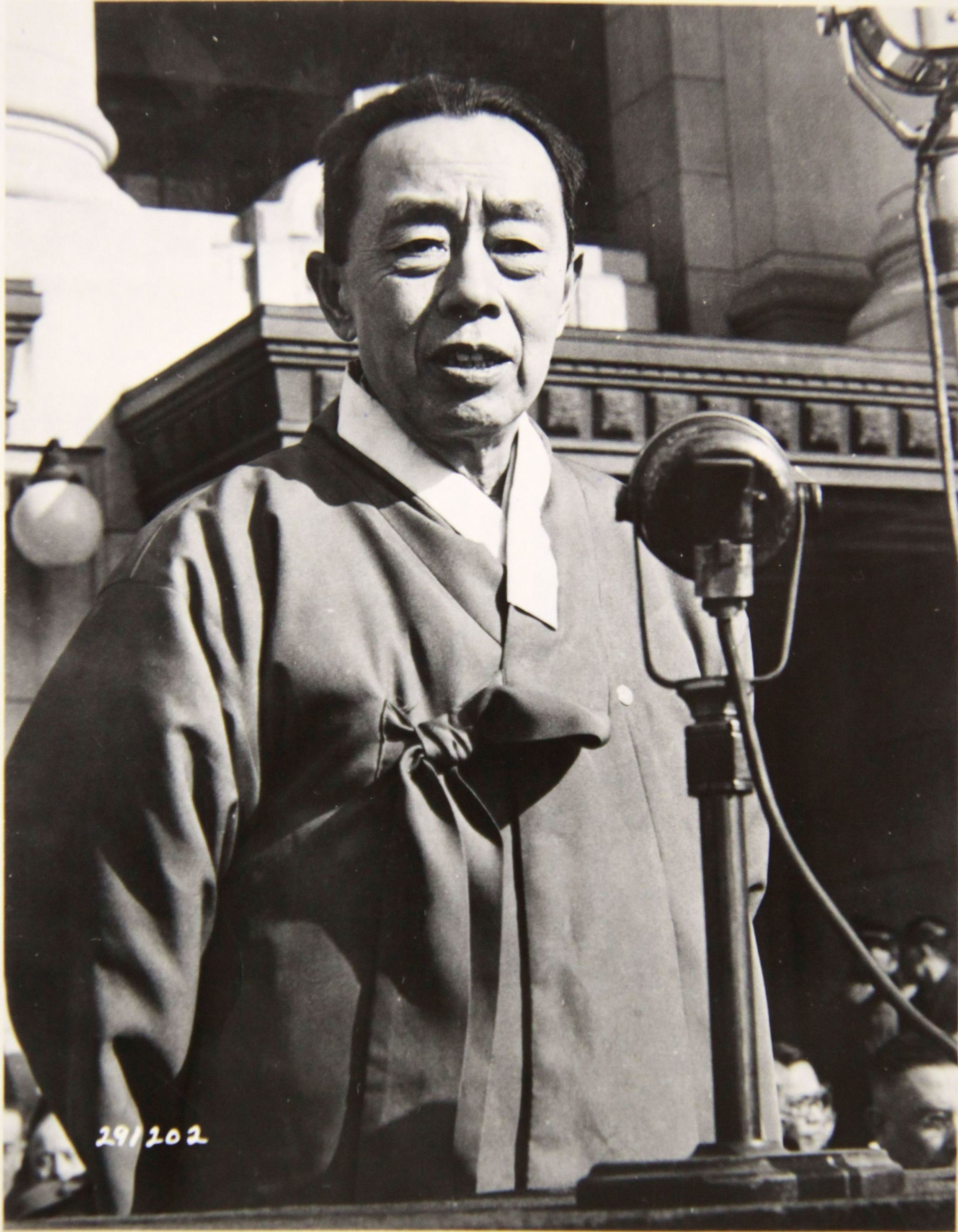
중앙청에서 연설하는 김규식

1948년 1월 초, 김구는 단정 수립론과 남북 통일론 사이에서 갈팡질팡 하였다. 이러한 노선의 차이 때문에 이승만과 틀어졌다는 소문이 퍼지자 그는 기자회견에서 기자의 질문에 다음과 같이 답하였다.
기자 : 지난 1월의 회견 때 주석 선생님은 이승만 박사에게 충성을 다 할 것을 밝히셨는데 지금의 심정은 어떠하신지?
김구 : 그 심정은 지금도 변함이 없소. 이승만 박사에 대한 나 김구의 충성은 절대로 변하지 않을 것이오. 만고 남산 위의 소나무가 그 빛을 갈지언정 나의 이같은 마음은 추호도 변할 리 없소. 그러나 그 분에게 충성을 맹세한 것은 그 분에게 맹종하겠다는 뜻은 아닙니다. 통일된 독립 정부의 수립에 대한 나의 신념은 변함이 없을 것입니다.

이러한 소식을 듣고 이승만은 "한국의 소나무가 모두 시들어가고 있다."며 총선거에 대한 그의 미온적 태도에 대해 불편한 심경을 드러내었다.
1948년 1월, 김구가 남북 협상에 참여할 뜻을 굳히자, 신익희, 조소앙이 찾아와서 그를 만류하였고 이철승 역시 그를 찾아가 만류하였으나 듣지 않았다. 당시 김구의 현실적인 처지는 더욱 어려웠다. 김구는 한편으로 선거 참여를 권유 받으면서, 다른 한편으로 장덕수 암살 사건에 관한 군율 재판으로 곤욕을 치러야 할 형편이었다.
김구가 남북협상론으로 노선을 바꾸자 측근의 한사람이던 김학규도 반대하였다. 그리고 김학규는 안두희를 김구에게 소개하고, 그를 한국독립당에 입당시켰다.
1948년 3월 1일, 남로당 중앙위원회로부터 "제국주의자의 앞잡이가 되어 조국의 분할 침략계획을 지지하고 나라를 팔아먹는 이승만, 김구, 김규식, 김성수 등의 정체를 폭로하고 인민으로부터 고립·매장시키지 않으면 안 된다."는 비판을 받았다. 한편 한민당으로부터 김구와 김규식의 주장이 남로당 주장을 대변하고 있는 것 같다느니, 그들이 "크렘린 궁의 사자"라느니 하며 비난을 받았다. 한민당은 총선거에 임하여 만천하 동포에게 고함에서 김규식은 한 때 공산당원이었으니 그 태도가 공산당과 동일할 것은 필연의 귀결로 볼 수 있고, 김구도 토지국유정책 등을 볼때 공산당과 통할 가능성이 있다.는 공격을 당했다.
남북협상 참여 당시 그는 대통령이 될 수 있다는 희망을 가졌다고 한다. 북행 직전 장건상은 김구를 찾아 방북할 의향이 있는가를 물었다. 그러나 김구는 방북할 의향이 없다는 의사를 밝혀왔다. 1948년 4월 김구는 김규식 등과 함께 북행을 결정하고 4월 19일 북행길에 올랐다. 김구가 방북할 뜻을 표현하자 "수백 명의 청년들이 경교장 앞에 와서 못가십니다"를 외치며 가로막았다. 김구는 학생들에게 호통을 쳤지만 학생들이 물러나려 하지 않자, 아들 김신, 비서 선우진에게 북행길을 포기한다 하고 발표하고는 담을 넘어서 차를 타고 출발하였다. 김구의 출발 소식이 알려지자 북행길을 주저하던 김규식 역시 출발한다.
1948년 4월, 김구 북행을 결행하려 하자, 이철승을 비롯한 전국학련 일행들은 '이승만 박사와 노선이 분열되면 안 된다'며 경교장에 드러누워 김구의 북행을 저지했다.
| “ | 못 가십니다. 가시려면 우리의 배를 지프차로 넘고 가십시오. | ” |

그 뒤 경교장에서 사람이 나와 김구는 북행을 하지 않을 것이라 설명하자 이철승 등 청년들은 해산했다. 그러나 김구 일행은 이들을 피해 담벼락을 넘어 경교장을 나갔다. 청년들의 만류에도 불구하고 김구 일행은 남북협상에 참여하러 북한으로 갔다.

#### 남북협상 참여
김구와 김규식이 평양에 나타나자 장건상은 놀랐다고 회고하였다. 이어 남북 연석회의에 참여하고 공동성명서를 발표하였다. 남한의 주요 정치인사들은 북행하였으나 연석회의에는 불참하였다. 이는 철저히 소련 군정청의 민정청장 레베데프가 세운 각본대로 진행되었던 것이다. 이를 눈치챈 김구는 4월 22일 회의에만 참석해 형식적인 인사말만 하였다.

1948년 4월, 평양 을밀대에서. 왼쪽부터 선우진, 김규식, 김구, 원세훈 순.

1948년 3월 21일 김구는 "근일에 김두한 군의 사건을 보아도 우리가 얻는 바 교훈이 많다. 김 군이 자기범행에 대해서 법적 제재를 받는 것은 당연하다고 말할 수 있으나, 그 범행이 애국적 동기에서 나왔다고 간주할 수 있으며, 또 그가 위대한 애국자 김좌진 장군의 영사(令嗣)라는 점에서 보면, 그에 대한 구명운동이 그토록 열렬하지 못하다고 아니할 수 없다. 그러면 우리는 과연 어떻게 할 것인가"라고 말하였다.
1948년 4월 7일, 압록강 동지회에서 열린 YMCA 임시회의에 연사로 참석한 윤치영으로부터 임정을 팔아먹은 사람이라는 비난을 받았다. 4월 30일 평양의 김두봉의 집에서 김규식, 김일성, 김두봉과 함께 열린 '4김 회동'에 참석하였다. 이 자리에서 김구와 김규식은 이승만의 단선·단정 반대를 주장하면서도, 김일성 등에게도 북한의 단독정부 건설을 중단해 줄 것을 부탁하였으나 받아들여지지 않았다. 남측만의 단독 선거를 주장하는 이승만에 반대하면서 북측의 공산주의에도 비판적인 입장을 보여, 김일성의 정부수립에도 역시 반대하였다.
| “ | 조국 분단의 위기를 만구하기 위하여 남북의 열렬한 애국자들이 일당에 회집한 것은 실로 감격스러운 일이며... (이하 중략) | ” |

1948년 5월 다시 돌아왔다. 남북협상을 마치고 돌아가는 김구는 김일성에게 조만식을 데리고 내려가게 해줄것을 부탁하였으나 김일성은 자신에게는 권한이 없다며 주둔군 당국의 양해가 있어야 된다며 거절하였다. 장건상의 증언에 의하면 '연석회의 당시 대부분의 인사들은 김일성 만세를 불렀고, 그러면 누군가 술을 따라주고 밴드가 울린다. 그러나 김구 선생은 전혀 김일성 만세 라는 말을 안했다.'고 증언하였다.

##### 남북협상의 실패
김구의 남북협상 참가 배경에 대해, 남북 통일정부가 수립되면 대통령이 될 수 있을 것이라는 희망도 가졌다고 한다. 김구가 남북협상을 다녀온 후, 한독당 중앙 간부에게 북한방문 보고서를 제출했다. 그 일부가 남로당에 유출되었는데, 이를 목격한 남로당원 출신 박갑동에 의하면 김구의 생각이 나와있다고 한다. "통일정부가 수립되면 '이북사람들이 전부 김구를 지지한다.' 그래서 자기가 대통령이 된다.", "만일 단독정부를 구성하면 남한에서는 이승만, 북한에서는 김일성이 되는데, 통일적으로 하면 자기가 대통령이 된다."고 확신했다는 것이다.
1948년 4월 26일 김구는 송태산장을 찾아 도산 안창호의 형인 안치호, 여동생 안신호를 만나고 내려왔다. 5월 10일 3.8선을 넘어 귀환하였다.
남북협상에 다녀와서 나 없는 동안에 총선거니 뭐니 해서 거기 입후보한 사람은 다 탈당해라 고 했다. 그러자 김선(1910~) 등 총선거에 출마한 당원들은 '할 수 없이 탈당'하였다. 김선 등은 '그래도 다 같이 애국운동 하던 사람인데 이젠 나라 세운다니까 여기서 일하자.' '말이 당수지 나가랄때 나가자 우리가 아쉬울 것이 있냐'하며 한독당을 탈당했다.
한독당의 당원이던 김선의 회고에 의하면 남북협상에 다녀온 뒤 자신보고 "우리가 중국서 뻣뻣한 빵 한 조각으로 며칠씩 끼니할 때, 이승만 이 반역자 자금 걷으러 미국 간다하고선 돈커녕 미국 여자 하나 얻어서 침대서 잠자고 이제 와서 지가 애국자라고 나와?" 라며 욕을 하고 말도 꺼내기 싫다는 것이다. 이승만은 김선에게 '거 뭣하러 (평양) 가서 만나느냐'고하며 "김구는 혁명가는 될 수 있어도 정치가는 못 되고, 그저 곡괭이 들고 나가서 부수라면 하겠지만 정치 다독거리는 건 못해'라며 못마땅해 하였다.
김구는 남북협상에서 김일성에게 이용당한 것을 알고 침울하게 보냈다. 김일성이 2차 회의를 제의해 왔을 때는 완전히 거절해 버렸다. 1948년 7월 21일 김규식과 함께 통일독립자 촉진회를 결성하였다. 김구는 통일독립자촉진회 주석에 추대되었다. 김구는 반공주의자였고 김규식 또한 반공적이어서 두 사람은 통일독립촉진회에 친북인사들이 들어오는 것을 크게 경계하고 북의 정부수립을 배신행위로 단죄하고 북한·좌익과 선을 긋고자 끊임없이 노력하였다.

#### 여순 사건 관련 공방전
1948년 10월 9일 서울 운동장에서 열린 민족청년단 창단 2주년 기념식에 참석하여 축사를 낭독하였다. 10월 중순 여수·순천 반란 사건 당시 국무총리 이범석은 배후를 김구로 지목했다. 이범석 국무총리 겸 국방장관은 10월 21일 기자회견에서 "이 사건은 정권욕에 눈이 어두운 몰락한 극우정객이 공산당과 결탁해 벌인 정치적 음모"라며 사실상 김구를 지목한다.
이번 국군이 일으킨 반란의 주요 원인과 폭동 성질은 수식 전에 공산주의자가 극우의 정객들과 결탁해서 반국가적 반란을 일으키자는 책동이었다.

-서울신문 1948. 10. 22일자 기사

천인공노할 공산주의 도당의 패악은 물론 여기에 국가와 민족을 표방하는 극우파가 가담하여 죄악적 행위를 조장시키고 사리를 위해 합한 것은 가증한 일이다.

-자유신문 1948. 10. 22일자 기사

10월 21일 오전 11시 이범석은 언론과의 인터뷰에서 여순사건을 '공산주의자가 극우정객들과 결탁해 일으킨 반국가적 반란'이라고 규정했다. 그에 의하면 "공산주의자가 극우의 정객들과 결탁해서 반국가적 반란을 일으키는 책동"이며 국군 내의 "주모자는 여수 연대장이었던 오동기(吳東起)"라고 밝혔다.
이범석은 또 "국가, 민족을 표방하는 극우파가 가담"했다고 발표했다.
다음 날 이범석은 포고문을 발표한다. 이범석 총리는 10월 22일 '반란군에 고한다'는 제목의 포고문에서 '반란군이 일부 그릇된 공산주의자와 음모정치가의 모략적 이상물이 되었다.(서울신문 1948. 10. 24)'고 언급하며, 이 반란사건에서 '극우정객'의 역할이 매우 컸음을 은근히 부각시켰다. 이날 김태선 수도경찰청장도 장단을 맞추었다. 10월 1일 발생한 '혁명의용군사건'에 대한 수사발표를 통해 여론몰이를 거들고 나선 것이다. 이범석, 김태선 등이 자신을 극우파로 지적하자 김구는 분개하였다.
그러자 김구는 극우정객이 반란에 참여했다는 근거가 없다며 반박하였다. 이후 김구는 10월 27일 여순사건 진압 직후 공식 기자회견을 열어 "나는 극우분자가 금번 반란에 참여했다는 말을 이해할 수 없다"며 관련 사실을 극구 부인했다. 김구의 반박 보도문은 조선일보와 한성일보를 통해 보도되었다.
나는 극우분자가 금번 반란에 참여했다는 말을 이해할 수 없다. 그들은 극우라는 용어에 관하여 다른 해석을 내리는 자신만의 사전을 가지고 있는 것으로 보인다.

급히 열린 임시국회에서 국회의원 정광호는 극우가 참가했다는 국방부 장관의 발표 때문에 인심이 나쁘다며 극우가 참가했다는 발표에는 정정이 필요하다고 하였다. 그러나 윤치영은 극우가 참가한 것만은 사실이라고 계속 주장하였다. 이에 김구는 그 극우가 대체 누구냐며 윤치영에게 따졌고, 윤치영은 누군지는 알 수 없지만 극우 인사인 것은 분명하다며 응대하였다.

#### 칩거 생활

김구 (1949년)

한편 김구는 분명 남한만의 단독정부수립이 조국을 영원히 분단시킬 것이며, 결국은 군사대결로 치닫을 것이라고 확신했었다. 비록 정치도덕가는 아닌 김구였지만 그러한 조선 민족의 희생은 너무나 엄청난 것이었으므로, 그는 김규식과 함께 타협하여 민족통일을 이룩하려고 시도했던 것이다. 리처드 로빈슨에 의하면 '두 김씨의 입장은 이승만에 대한 두려움, 개인적 혐오감, 애국심이 복합된 것이었다.'고 주장한다.
1948년 8월, 김구는 어머니 곽낙원의 시신을 중국에서 운구하여 서울특별시 정릉에 안장했다. 이어 차남 김신을 시켜 상하이와 쓰촨성 충칭에 있는 부인 최준례, 맏아들 김인의 시신을 발굴하여 천장식을 기독교회 연합장으로 거행하고 정릉 가족묘지에 안장했다. 어머니 곽 여사의 유골을 정릉 뒷산에 안장할 때 기수들이 기마의 장대 역할을 맡아 운구차를 호송해주었다. 경마 경주를 좋아하였으나 이때 운구를 호송해 준 기수들에게 고마운 마음을 표현하고 싶었던 그는 이후 주말이면 거의 빠지지 않고 경마장을 찾기도 했다. 이승만도 경마장을 자주 찾았고, 이때부터 경마대회 시상 중 이승만상, 김구상이 즉석에서 생겨났다고 한다.

### 반민특위 재개와 부활
김구는 민족과 조국의 미래를 위해 민족의 반역자인 친일파들은 반드시 처단해야한다며 반민특위를 다시 일으켜야 한다고 했다. 그일로 악랄한 친일파였던 장경근, 김창룡, 김종원, 안두희, 등의 모든 친일파들의 입장에선 김구는 신경이 거슬렸던 존재였다. 이일로 인해 암살할 명분이 생기기도 했다.

### 암살
1948년 11월 미·소 양군 철퇴 후 통일정부 수립이 가능하다는 담화를 발표하였다. 1949년 1월 한독당 중앙집행위원회 회의석상에서 남북협상에 대해 일부 인사들이 부정적 태도를 보이는 것도 무리가 아니라고 피력하며, 북한의 공산주의자들에 의한 맹약 파괴에 동요하지 말 것을 당부하고, 서울에서 조국의 통일을 위한 남북협상을 희망한다고 발언했다. 같은 달 서울 금호동에 '백범학원'을 세웠고, 3월 마포구 염리동에 창암학교를 세웠다. 한편 김구는 암살 음모가 꾸며지고 있다는 제보를 접하였다. 그러나 일본인도 살해하지 못했는데 동포가 어떻게 위해를 가하겠느냐며 대수롭지 않게 넘겼다.

경교장에 안치된 김구

1949년 6월 26일, 12시 36분, 김구는 서울 서대문구 충정로1가에 위치한 자택인 경교장에서 육군포병 소위 안두희에게 총격당하였다. 곧 병원으로 옮겨졌으나, 74세의 나이로 사망하였다. 명동성모병원 원장 박병래는 정모 수녀 등 몇몇 간호수녀들을 대동하고 경교장으로 찾아가 천주교 예식대로 세례를 주었고, 베드로라는 세례명을 받았다. 생전에 성모병원에 입원하였고 당시 수녀들의 권고로 언제든 천주교에 입교할 것을 언약하였다. 며느리인 안미생의 권고도 있었다 한다. 6월 26일 사망하자 성모병원 간호수녀들이 시신을 염하였다.
안두희가 한국전쟁 이후 사면을 받고 군납업체를 운영했기 때문에 권력층의 보호를 받았을 것이라고 추정만 될 뿐, 그 배후가 누구인지는 아직 밝혀지지 않았다. 일설에는 신성모 국방장관, 채병덕 육군총참모장, 장은산 포병사령관, 김창룡 소령, 김병삼 대위, 김태선 서울시 경찰국장, 김성주 서북청년단 부단장, 정치브로커 김지웅 등이 가담하고, 홍종만, 안두희 등이 하수인이었다는 견해가 있으나 배후는 미궁이다.

#### 암살의 배후

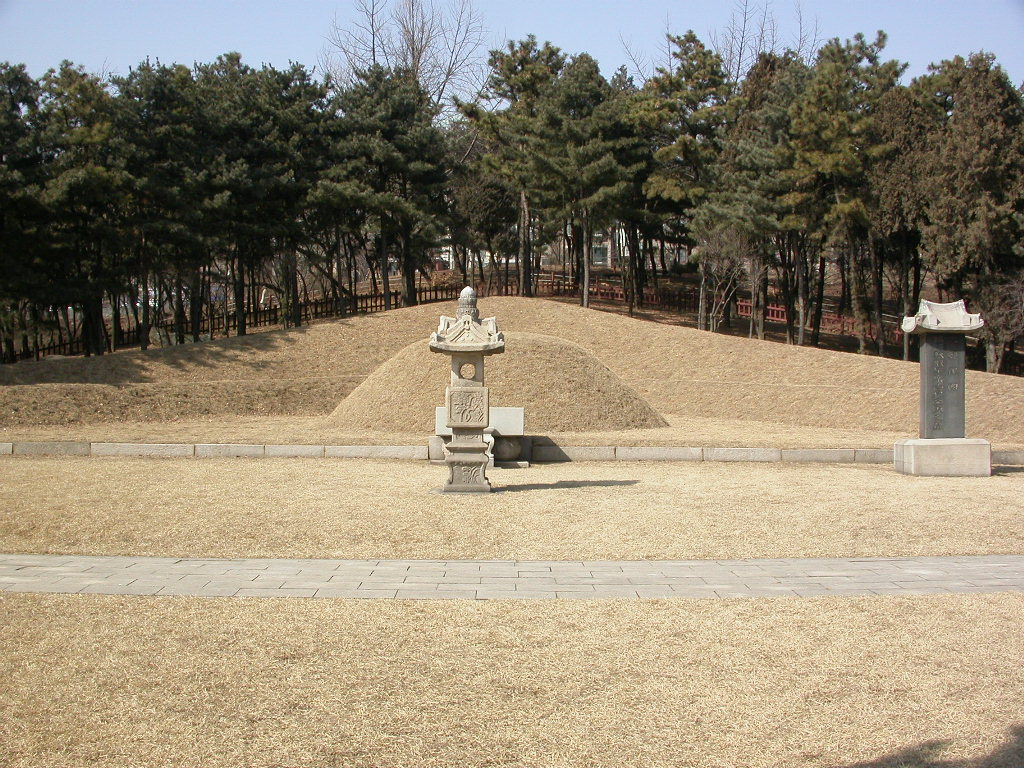
김구의 묘

김구의 암살 배후는 미궁이다. 한때 백의사의 소행으로 알려지기도 했다. 국사편찬위원회 편사연구사 정병준 박사, 재미사학자 방선주 교수는 안두희가 미군 방첩대(CIC) 정보원이자 정식 요원이었으며, 우익청년 단체였던 백의사 특공대원으로 활동한 사실이라는 점을 미 국립공문서 보존기록관리청 문서를 통해 밝혔다. 그러나 백의사 단원들은 어떠한 연관성도 없다고 강력하게 부인하며 백의사 단원이자 백관옥의 동생인 백찬옥에 의하면 염동진은 백범 김구의 암살 소식을 듣자 노발대발했다고 한다.
김구의 비서로 지냈던 선우진은 김구의 암살에 백의사의 연관이 없다고 말했다. 창원대학교 도진순 교수는 염동진은 백범에 대해 적대적이라기보다는 상호의존적이었으며 염동진이 안두희에게 김구 암살을 지시했다는 언급은 문서 어디에도 없으며 명백한 오보라며 반론하였다. 실제로 설령 그렇다고 해도 당시 정황상 염동진이 지시했다는 가능성은 전무하다.
한편 안두희는 초기 진술에서 자신의 동료로부터 김구가 '자신의 목적'을 위해 군대를 이용하려 한다는 말을 듣고 행동을 강행하였다 고 진술하였다. 한편 안두희가 자신의 군 동료로부터 '김구가 자신의 목적을 위해 군대를 동원하려 했다'는 정보를 접한 것은 외부에는 공개되지 않았다.

#### 암살 직후
경찰은 암살자가 자신의 동료로부터 김구가 '자신의 목적'을 위해 군대를 이용하려 한다는 말을 듣고 행동을 강행하였다고 밝혔다. 그러나 대한민국 경찰은 암살의 목적이 무엇이었는지 외부에 구체적으로 밝히지 않았다. 6월 27일, 이승만은 김구의 죽음이 그의 한국독립당 내에서의 의견 분열 때문이었다고 생각했다. 그러나 정부의 한 고위 인사는 김구의 쿠데타 미수를 발설하였다. 뉴욕 타임즈는 한국 '정부고위소식통'을 인용하여 김구의 죽음은 이승만 정부를 전복하려 했던 군사쿠데타 음모가 발각된 결과라고 보도했다.
김구의 장례는 국장이 결정되었으나 한독당 측에서는 민족장을 고집했다. 정부에서 이범석과 신성모, 허정 등을 경교장에 파견하자 조완구, 조소앙 등은 너희가 죽여놓고 너희가 국장을 하느냐며 흥분했고 실랑이와 몸싸움, 언쟁을 벌이기도 했다. 정부측이 보낸 사절단과 한독당 인사 간에 마찰이 빚어졌고, 김규식의 중재로 국가와 민족을 합한 국민장이 결정되었다. 김구의 국민장은 10일간 거행되었다.
김구의 국민장은 1948년 8월 정부수립 이후 대한민국 최초의 국민장이었고, 조가(弔歌)는 시인 이은상이 지었다. 행진곡은 쇼팽의 장송행진곡을 다단조로 연주하였다. 같은해 7월 5일 국민장으로 효창공원에 안장되었다.

### 사후
김구가 암살당한 지 정확하게 1년 후에 6.25 전쟁이 발발했다.
1962년, 대한민국 건국공로훈장 중장(뒤에 대한민국장)에 추서됐다. 저서로 《백범일지》《도왜실기》 등이 있다.
그의 사후에도 둘째 아들 김신은 계속 대한민국 공군으로 복무하였고, 한국 전쟁에 참전하였으며 공군 중장으로 퇴역한다. 한편 미국으로 떠난 맏며느리 안미생은 미국인과 재혼했다는 추측만 있을 뿐, 행방은 미상이다. 안미생과 함께 미국으로 출국한 손녀딸 김효자 역시 생존 여부가 확인되지 않고 있다.
'백범김구기념사업회'가 조직되었고 1960년, 고정훈 등에 의해 한민당과 이승만 계열에 의한 암살 의혹이 제기되었다. 김창숙 등에 의해 백범 김구 시해진상규명위원회가 구성되어 암살범 안두희(安斗熙)의 출국을 막고 시해 진상규명운동을 꾸준히 벌여 왔다. 1963년 서울특별시 남산에 동상이 세워졌다. 1990년 8월 15일 조선민주주의인민공화국에서 조국통일상이 추서되었다. 1998년 백범기념관이 준공되어 2002년 10월 22일에 건립되었다.
2007년 11월 5일, 2009년 상반기 중 발행될 10만원권의 도안 인물로 선정되었다. 그러나 이명박은 집권 후 이승만이 또 다른 후보로 등록되어 논란이 일어나자 10만원권 지폐의 발행은 전면 취소되었다.

## 기타 약력

### 1910년대 이전
- 몰년 미상 증조부 김영원 사망
- 1876년 8월 12일 조모 장씨 사망
- 1880년 백부 김백영 사망
- 1888년 4월 조부 김만묵 사망
- 1892년 임진년 경과에 응시하였으나 낙방, 매관매직의 타락상을 보고 서당 공부를 그만두었다. 석 달 동안 두문불출하고 마의상서로 관상 공부. 그외 서적들을 두루 탐독하고 집안 아이들을 모아 1년간 훈장을 하였다.[229]
- 1901년 2월 부친 김순영 사망
- 1902년 최여옥과 약혼
- 1903년 약혼녀 최여옥 사망[230]
- 1904년 12월 최준례(崔遵禮)와 결혼, 장련 읍내로 이사.
- 1905년 11월 대한매일신보 황해도 장연지사장[231]
- 1907년 2월 대한매일신보 황해도 장연지사장 사퇴
- 1907년 신민회에 참가

### 1910년대~1920년대 중반
- 1911년 안악사건에 연루돼 15년 형을 받고 수감
- 1915년 가석방
- 1919년 4월 10일 대한민국 임시 의정원 의원
- 1919년 8월 12일 대한민국 임시정부 내무부 경무국장 취임
- 1924년 대한통의부, 참의부 김명봉, 박희광등과 군자금 모집과 친일파 암살계획 협력

### 임시정부 활동
- 1926년 12월 임시정부 국무령에 선출됨.
- 1929년 5월 백범일지 상권 탈고, 8월 상해 교민단 단장에 선출.[66]
- 1930년 8월 4일 대한민국임시정부 국무령
- 1931년 10월 결사단체인 한인애국단을 조직하여 항일무력활동을 시작,
- 1932년 1월 일본 쇼와 천황 살해를 노린 사쿠라다몬(桜田門) 폭탄투척 사건
- 1932년 2월 상하이에 정박중인 이즈모 호 폭파에 윤봉길을 파견했으나 미수.
- 1932년 4월 상하이 훙커우 공원 쇼와 천황 생일축하식장의 폭탄투척사건 등 지휘.
- 1932년 5월 한인애국단원 이덕주·유진식, 조선총독 암살을 위해 국내에파견했으나 체포됨.[232]
- 1932년 5월 한인애국단원 유상근, 최흥식 등을 관동군 사령관 본장결을 암살하기 위하여 만주로 파견하였으나 체포됨.[232]
- 1935년 한국국민당 조직.
- 1939년 5월 30일 측근이었다가 결별한 안공근이 암살되었다. 김구의 최측근 인사인 모 독립지사의 수하들이 안공근을 제거했다는 의혹을 받았다.[233]
- 1940년 3월 대한민국임시정부 주석에 선임.
- 1940년 9월 대한민국임시정부 충칭(重慶)으로 이전. 한국 광복군 성립전례식을 갖고 광복군 총사령부를 설치.
- 1944년 4월 대한민국임시정부 주석에 재선임.
- 1945년 대한민국의 이름으로 대일선전포고(對日宣戰布告). 광복군 침투부대를 편성하여 본국 상륙훈련을 실시.

### 광복 이후
- 1945년 9월 8일 조선인민공화국 내각의 내무부장으로 선임되었다.[234] 그러나 뒤에 김구는 취임을 거절했다.
- 1945년 11월 김구는 임시정부를 정부의 자격으로 귀국을 시도한다. 그러나 미군정의 반대로 정부 자격으로 귀국 좌절. 중국공산당과 중국국민당, 각각 임시정부 송별연을 베풀어 줌.[235]
- 1945년 11월 2일, 존 하지 중장, 주한미군 사령부 참모회의 석상에서 "김구는 스튜(고깃국)에 필요한 소금이 될 것이고, 그의 출현은 우리에게 도움이 될 것이다.[234]"라고 말함.
- 8.15광복 후 1945년 11월 23일 미군 수송기 편으로 임정요인 환국 제1진으로 귀국.
- 1945년 11월 24일 존 하지 중장, 김구를 "조선을 극히 사랑하는 위대한 영도자"로 묘사.
- 한국독립당 위원장으로서 삼상회의 결정서를 반박하고 신탁통치 반대운동을 주도.
- 1945년 12월 24일 한국소년군 총본부 총재에 추대되기도 하였다.[236]
- 1945년 12월 27일 김구는 삼천만동포에게 고함이라는 주제의 방송담화(엄항섭 대독)에서 강력한 국방군의 건설을 주장하기도 했다.[237]
- 1946년 1월 18일, 반탁전국학생연명(반탁학련) 데모대가 김구에게 반탁학생대회의 경과를 보고하기 위해 김구가 주도하는 반탁국민총동원위원회가 있는 서대문 서교장으로 향했다. 신문로에 이르렀을 때 좌익성격의 학병동맹원들과 충돌하였다. 같은 날 천도교 교당에서 열린 학생들 주도의 매국노소탕대회 및 탁치반대투쟁사 발표대회로 행사를 축소 개최하였다. 이 자리에서 김구는 오늘만은 과격한 행동을 삼가고 조용히 해산해줄 것을 당부하였다.[154][238]
- 1946년 2월 13일 비상국민회의의 최고정무위원직으로 선출된 데 이어,[239] 1946년 2월 14일 남조선대한국민대표민주의원(민주의원) 부의장이 되었다.[239]
- 1946년 3월 1일 이승만과 함께 3.1절 기미독립선언기념전국대회를 주관하였다.
- 1946년 6월 일본에 사람을 파견하여 이봉창, 윤봉길, 백정기 3의사 유골을 찾아, 국민장으로 효창원에 안장하였다.[190] 한편 방응모 등의 재정적 후원을 얻었다.[출처 필요]
- 1946년 6월 이승만이 단독 정부수립에 대한 첫 의견을 발표하다. 그러나 이때 김구는 탈장증세로 성모병원에 입원중이었다.[240]
- 1946년 6월 29일 민족통일총본부 결성식에 참석, 민족통일총본부 부총재에 추대되었다.
- 1946년 11월 우익단체들이 통합하여 서북청년단이 결성되자 김구는 이승만·한민당과 함께 서북청년단에 자금을 지원해 주었다.[140]
- 1947년 1월 반탁독립투쟁위원회를 조직하고 제2차 반탁운동을 전개하였다.[190]
- 1947년 1월 전국반탁학련 반탁 궐기대회 1주년을 기념하여 46년과 같은 몇사람의 희생도 불사하는 대대적 반탁데모를 계획하였다. 그러나 이승만의 만류와 존 하지의 경고로 보류하였다.[241]
- 1947년 1월 18일 우익진영의 반탁행사인 '매국노소탕대회' 및 '탁치반대투쟁사 발표대회'에서 참석하여 과격한 행동을 삼가고 조용히 해산해 줄 것을 당부하였다.[242]
- 1947년 1월 24일 반탁독립투쟁위원회의 위원장 맡음.
- 1947년 3월 12일 미국의 트루먼 대통령이 '트루먼 독트린'을 발표하자, 김구는 '트루먼이 전 세계 자유애호 인민에게 희망을 주었다'는 내용의 메시지를 보냈다.
- 1947년 9월 17일 미군정이 조선문제를 유엔으로 이관하겠다고 발표하자 소련은 강력 반발하였다. 이때 김구는 이승만, 한민당과 함께 이를 크게 환영하였다.[243]
- 1947년 12월 국사원에서 백범일지 출간.[190]
- 1948년 1월 28일 유엔위원단에게 단독정부를 반대하고 남북지도자회의를 소집할 것을 요구하는 의견서를 보냈다.
- 1948년 2월 10일 <삼천만 동포에게 읍소함>이란 제목으로 남한 단독정부 수립반대 성명 발표
- 남한만의 단독 총선거를 실시한다는 국제 연합의 결의에 반대하여 통일정부수립을 위한 남북협상을 제창하여, 1948년 4월 19일, 북행길에 올랐다.
- 1948년 3월 장덕수 암살사건의 증인 자격으로 미군정청 재판정에 출두하였다.[244]
- 1948년 4월 30일 평양의 김두봉의 집에서 김규식, 김일성, 김두봉과 함께 '4김 회동'이 열렸다. 이 자리에서 김구와 김규식은 이승만의 단선·단정 반대를 주장하면서 김일성에게도 북한의 단독정부 건설을 중단해 줄 것을 요청하였으나, 실패하였다.
- 1948년 8월 어머니 곽낙원 여사, 장남 김인의 유골을 봉환하고, 9월 이동녕·차이석 선생의 유골을 국내로 봉환 천장식을 하고 사회장으로 효창원에 안장하다.[190]
- 1949년 1월 서울특별시 금호동에 백범학원을 세움.
- 1949년 3월 서울특별시 마포구 염리동에 창암학원 세움.[190]
- 1949년 6월 26일 경교장에서 육군 포병 소위 안두희에게 암살당함. 국민장으로 효창공원에 안장됨. 향년 74세.
- 1962년 건국훈장 대한민국장 추서.
- 2009년 6월 26일 소지품인 회중 시계, 유묵 작품 3점, 인장(印章) 3점 및 피살 당시 착용한 혈의(血衣)가 등록문화재 439호~442호로 등록

## 의혹과 논란

### 반(反)이승만 쿠데타 기도 의혹
대한민국 정부 수립을 전후하여 그가 쿠데타를 계획하였다는 의혹이 제기되어 왔다. 1948년 8월, 대한민국 제1공화국 정부 수립 이후 김구는 이승만 정권을 전복시킬 쿠데타를 기도하였다는 의혹이 여러 번 제기되었다. 이범석은 그가 극좌파와 손잡고 정부 전복을 기도한다고 주장했다. 그리고 직접적인 언급은 피하고 여순 사건 당시 극우 정객이 극좌파와 손을 잡고 정부 전복을 기도한다고 하여 그를 사건의 배후로 지목했다. 그러자 김구는 조선일보에 사설을 발표, 여순 사건에 극우 관련운은 이해난(이해하기 어렵다)이라고 맞받아쳤다. 그러나 이후에도 김구의 쿠데타 준비설은 계속 나타났다.
국군 내에는 이승만을 축출하고 김구를 추대하려는 세력들도 존재하고 있었다. 미국 정보기관 CIC는 김구가 정부 전복 쿠데타를 기도한다는 정보를 입수했다. 미국의 첩보기관 CIC의 보고에 의하면 1949년, 그는 염동진과 손잡고 이승만 정부를 전복할 쿠데타를 기도하였다고 보고하였다.
그에 의하면 '북한의 황해도, 평안남도, 평안북도에서 소요와 폭동이 있은 직후 우익 군사파벌이 쿠데타를 일으켜 이승만 정부를 전복하려는 음모의형성 단계에 김구와 염동진이 개입한 증거' 가 미군 방첩대에 입수되었다. 한편 창원대학교 교수 도진순은 '염동진이 김구를 추종하는 우익 장교들의 내부 동향을 CIC 요원에게 제공하였다는 것'으로 보기도 했다.
한편 대한민국 국군 창군 주역 중 제4연대 소속 장교들은 정부에 불만을 품고 김구를 수반으로 하는 정부를 세울 계획을 짜기도 한다. '제4연대 장교들의 참모회의 과정에서 김구를 수반으로 하는 보다 군사적 유형의 정부가 수립되었으면 좋겠다는 의견이 여러 차례 토로되었으며, 그럴 가능성이 존재한다. 이에 따르면 이 정부는 김구의 파시스트형 정부에 합류할 북한군 내부의모든 친소장교들에 대하여 즉각적인 배척을 야기할 것이라고 주장한다. 많은 장교들과 경찰관리들과의 대화를 통해서 그 요원은 이승만 배후에 미국의 세력, 권력과 위신 때문에 비록 현재는 이승만 정부가 요구되지만, 이러한 유형의 정부는 결코 한국의 통일문제를 해결하거나, 한국이 재건하고 군사적 기반을 통하여 국가들 중의 국가가 되도록 할 수 없다는 것을 확인하게 되었다.'는 것이다.
북한의 황해도, 평안남도, 평안북도에서 소요와 폭동이 있은 직후 우익 군사파벌이 쿠데타를 일으켜 이승만 정부를 전복하려는 음모의 형성 단계에 김구와 염동진이 같이 관여 하였다. 염동진과의 쿠데타 기도는 곧 미군 방첩대와 당시 대한민국 총리인 이범석의 귀에도 들어가게 됐고, 염동진과 김구의 쿠데타 시도 관련 문건이 미국 방첩대에 전달되면서 그 내용이 외부로 알려지기도 했다.
염동진은 김구와 비밀 연락과 접촉관계를 갖고 있었다. 염동진은 한국군 내부에 존재하는 우익 반대파(Rightist dissidents)의 통신을 김구씨에게 전달해주는 매개자역할을 해왔다. 그런데 염동진이 국군내 자료를 김구에게 전달하고, 군내 불만세력과 김구의 사이를 연결 목적으로 작성한 서신이 미군정 방첩대로 빼돌려지기도 했다. 이 군대내 파벌은 고급 장교로 구성되어 있었다. 한국 내 CIC 사령부에 제출되는 보고서들은 비밀로 분류되었다. 한번은 제출되는 정보들을 보호하기위한 보안장치들을 확인하기 위한 목적으로 한국인 요원들을 매개로 해서 내 자신이 점검을 해본 일이 있었다. 한 건의 비밀보고서가 실질적으로 한국경비대(국군) 정보참모부(G-2)에 뿌려졌고 김구에게 전달되는 과정에서 발견되었다. 이후 이 문서는 미군정 방첩대 수중에 들어간다.
그 후에 문서화된 보고서들이 전달되지는 않았으나, 구두 보고들이 한국주재 CIC 사령부 정탐과 책임장교와 전라남도 지구 CIC 사무소 광주 책임장교에게 이루어졌다. 그러나 한편으로 염동진이나 백의사는 광복 이후 백범과 일정한 거리를 유지하면서 독자적으로 활동하였으며, “염동진이 김구씨에 대해서는 때때로 격렬한 비난을 가하면서도 동시에 군사적 견지에서 김구의 장점과 가능성을 격찬한다”는 구절에서 알 수 있듯이 염동진은 때때로 김구에 대해 비판적이기는 했으나, “염동진의 김구에 대한 비판은 중국에서 그의 독립운동을 인정하지 않는 이승만 정부 인사들에 대한 증오에 미치지는 않는다”는 바로 다음 구절을 보면 당시 염동진은 적어도 이승만 정부측보다 김구측을 더 선호하였던 것은 분명하다.
염동진은 김구-우익의 A급 정보를 미군 CIC에 전달하는 주요 정보원으로 등장한다. 그의 의도는 우익 쿠데타의 당위성을 설명하는 것이었는지 모르지만, 미군은 그것을 반대로 활용하였다.
한편 김구가 암살된 직후 대한민국 정부에서는 김구의 암살 배경에 대해 철저히 함구하였다. 그러나 대한민국 정부의 어느 고위층이 외국 언론에 김구의 쿠데타 미수 계획을 발설하였다. 이 익명의 고위인사는 외신 기자들에게 김구의 쿠데타 미수를 밝혔고, 바로 뉴욕 타임즈는 한국 '정부고위소식통'을 인용하여 김구의 죽음은 이승만 정부를 전복하려 했던 군사쿠데타 음모가 발각된 결과라고 보도한다.

### 안준생 암살 사주
1945년 8월 귀국 직전 그는 안중근의 차남 안준생을 암살하라는 부탁을 하기도 했다. 그에 의하면 '민족반역자로 변절한 안준생을 체포하여 교수형에 처하라 중국 관헌에게 부탁하였으나 관원들이 실행치 않았다.'는 것이다. 변절한 안준생을 체포하여 교수형에 처하라 고 부탁했고, 부탁의 사유로는 '안준생은 왜놈을 따라 본국에 돌아와 왜적 이등박문(伊藤博文)에게 부친 의사의 죄를 사하고, 미나미 지로 총독을 애비라 칭하였다.'고 했다. 안중근 사후 생계의 곤란을 겪던 안준생은 조선총독부에 사과를 한 일이 있었다. 그러나 미나미를 아버지라 했다는 근거는 불확실했다. 그러나 그의 안준생 암살 부탁은 중국 관원으로부터 거절당했다.

### 안공근 암살 의혹
1939년에 실종, 암살된 안공근의 살해의 배후로 지목되기도 했다. 실제로 해방 뒤에도 독립운동가의 후손들 중에는 김구의 측근이었던 모 독립운동가가 안공근을 납치, 살해하고 시신을 유기했다는 의혹이 널리 언급되었다.
1932년 이후 김구는 그의 최측근 중 한사람이었던 안공근과 여러 번 마찰을 빚었는데, 그 뒤 안공근은 1939년 5월 30일 상하이에서 실종, 피살되었다. 안공근은 한때 김구의 측근이었으나 일본군이 점령한 난징에서 형수(안중근의 처)를 모셔오지 못했다는 이유로 김구로부터 심히 질책받았고, 임정의 자금 중 일부를 개인적으로 쓴 일과, 도박으로 자금을 탕진한 일이 있었다. 안공근은 김구의 심한 질책을 받고 임정 이동 대열에서 이탈하였다. 그밖에 안공근은 임정의 자금을 유용했다는 의혹을 받기도했다. 김구는 안공근에게 부여된 임시정부 및 한인애국단의 대외 연락업무를 박찬익에게 맡겼다. 이후 안공근은 독자적으로 활동하던 중 상하이의 한 부두에서 사라졌었다.
안공근은 의문의 실종을 당했고, 이후 김구의 최측근 인사인 모 독립지사의 후하들이 안공근을 제거했다는 의혹 이 독립운동가 후손들 사이에서 널리 언급되고 있다.

### 김립 암살, 무고 의혹
1922년 초기에 상하이 임시정부가 한인사회당의 간부인 김립(1880~1922)을 “레닌이 보낸 독립운동 자금을 유용했다”고 성토한 데 이어 김구의 부하인 오면직, 노종균 두 청년이 1922년 2월 11일에 상하이의 거리에서 김립을 사살했다.
그는 백범일지에서 김립이 레닌에게서 지급받은 금괴로,'북간도 자기 식구들을 위하여 토지를 매입하였고, 이른바 공산주의자라는 한국인, 중국인, 인도인에게 얼마씩 지급하였다. 그러고서 자기는 상하이에 비밀리에 잠복하여 광동여자를 첩으로 삼아 향락하는 것이었다. 고 주장하였다. 그러나 레닌이 준 자금을 김립이 김구 등 임시정부의 우파적 지도자들의 손에 들어가지 않았던 것이 화근이 됐다.는 반론도 있으며, 그가 중국 여자를 첩으로 삼고 향락을 즐겼는가 여부는 뜬소문이라는 반론도 있다.
레닌이 한형권, 김립 등에게 준 자금은 한인사회당 내지는 사회주의 정당 건설의 공작금으로 지급된 자금이었다. 이들은 자금을 실제 활동비와 한국인 사회주의자들에게만 분배하였고 임정 측에는 내놓지 않았다.
노르웨이 오슬로 대학 한국학 교수 박노자에 의하면 이 암살을 ‘정당한 응징’으로 묘사한 <백범일지>의 권위가 절대적이기에 김립이 “응분의 대가를 받았다”는 통설을 의심한 이들이 여태까지 거의 없었다 한다. 그러나 박노자는 한국외대 반병률의 주장을 인용해 사실이 아닐 가능성을 제기하였다.
한국외대 반병률 교수의 연구에 의하면 김립의 ‘횡령 행위’가 사실이라기보다는 정적이 유포한 뜬소문이었다. 레닌 정부의 바람대로 김립과 그 동지들이 세 차례에 걸쳐 수만루블의 자금을 한인사회당에 어렵게 운반해주어 한·중·일 좌파 혁명가들의 사업비로 쓰게 했지만, 그 자금이 김구 등 임시정부의 우파적 지도자들의 손에 들어가지 않았던 것이 화근이 됐다. 박노자는 이를 두고 '동족 테러'라고 비판했다. 그에 의하면 자금 문제를 놓고 그 뒤에도 우파 민족주의자들에게 '동족 테러' 가 빈번히 이용됐다는 사실은 우리가 잊지 말아야 할 무장 독립운동의 비극적인 이면이라는 것이다. 김구는 자신의 저서 백범일지에서 김립이 사치, 향락을 하고 광동인 첩을 사서 즐겼다고 하였으나, 김립이 축첩을 했다는 근거는 나타나지 않고 있다.

### 장덕수 암살 의혹
1947년 12월 장덕수가 암살당하자 한독당을 용의자로 의심되었고, 그는 용의선상에 오르게 된다. 허정은 장덕수 암살이 임정 짓이라고 확신하였다. 그러나 차마 김구에게는 가서 따지지 못하고 소년시절부터 친하게 지내던 조소앙을 찾아가서 따졌다. 장덕수가 암살당하자 허정은 조소앙을 찾아가서 "왜 설산을 죽였소"라며 따졌다. 구미위원부에 10년간 근무했던 허정은 한인애국단과 이봉창, 윤봉길 거사를 준비하는데 조소앙이 기여한 점을 근거로 조소앙을 찾아갔던 것이다. 허정은 격렬하게 항의하였다. 그러나 조소앙은 너털웃음을 터뜨리며 말을 피했다. 허정은 "너털웃음으로 숨길 수 있을 줄 아시오? 끝내 속이지는 못합니다."라고 외치고는 뛰쳐나왔다.
장덕수가 암살되자 장택상(당시 수도경찰청장 겸 경기도경찰청장)은 김구를 체포하려 했다. 장택상에 의하면 '설산 장덕수 암살 사건이 일어났을 때의 일이다. 수사가 진전됨에 따라 암살의 배후에 김구 씨가 직접 관련된 것은 아니지만, 적어도 백범의 지지파 내지는임정측이 관련된 혐의가 있다는 것이 포착되었다. 그러므로 나는 경교장에 대한 수색 영장을 내려고 하였다.'고 했다.
장택상은 여차하면 김구의 소환까지도 검토하고 있었다. 이를 눈치챈 하지 중장이 이를 저지시키고 말았다. 장택상에 의하면 '그리고 이 사건을 군정 재판에 넘기고 말아서 우리(군정청 경찰)는 끝내 손을 못 대고 말았다. 평소 모든 사건을 매서웁게 처리하는 나의 성질을 잘 알고 있던 하지 중장은 혹 김구 씨에게 무슨 화가 가지 않을까 염려가 된 나머지 이와 같은 조처를 취하였던 것이다.'라고 했다.
결국 장덕수 암살 사건의 배후로 임정과 한독당, 민주의원에 모두 간부로 몸담던 김석황, 조상항이 체포되면서 김구까지 법정에 서게 되었다.

### 만주 폭격 계획 의혹
해방 직후 그는 만주 폭격 계획을 추진하였으나 실패하였다. 미국 제1군사령부 정보장교인 조지 실리 소령의 보고서는 김구와 염동진은 만주 지역의 폭격을 계획한 만주계획을 세웠다 한다. 만주 폭격 계획은 1947년 말 ~ 1948년 초에 여러 차례 김구가 강조한 만주에서의 군사계획이었다. 이때 김구, 이청천, 이범석 등은 북한을 폭격할 계획을 세운다.
김구 등은 '중국국민당 지역에서 활동했던 우익 민족주의자들은 북을 무력공격할 뿐만 아니라 중국 내전에서 장졔스의 중국 군대와 동맹해 한·중의 공산주의 세력을 소탕해야 한다고 주장했다. 이러한 구상은 종국적으로 동북아에서 공산주의 세력을 격멸한다.'는 것이었다. 즉 남·북·만주가 포함된 이 계획은 한국·중국·미국의 동아시아 삼각 반공 군사 동맹 체제의 수립 계획이었다. 그러나 김구가 남북협상에 참여하면서 조직원들이 떨어져나가면서 타격을 받았고, 인력과 장비의 부족 등의 다양한 원인으로 이후 김구의 암살로 만주 폭격 계획은 실패, 백지화된다.

### 김성수 암살 기도 의혹
송진우, 장덕수 등의 암살 배후 의혹 외에도 김성수 암살 미수의 배후로도 지목되었다.
미 군정의 보고서에 의하면 김구는 김성수의 암살을 기도 해왔다 한다. 그는 한민당과 한독당의 통합에 찬성하였지만 김구측에 의한 김성수 암살 기도 가 미수로 끝나면서 한민당측은 임정을 노골적으로 증오하게 되었다.
김성수는 불쾌감을 드러내지는 않았으나 내심 분개했고, 김구에 대한 한민당과 그 후신들의 시선 역시 곱지 않게 되었다.

### 이승만 암살 기도 의혹
장덕수 사건 이후 사이가 틀어진 김구는 이승만의 암살을 시도하려 했다는 의혹도 제기되고 있다. 안두희 공판기에 의하면 김학규는 홍종만을 통해 안두희를 알게 되었다고 하며 김학규와 만나기 전부터 홍종만을 통하여 한독당에 입당할 것을 이야기하여 3, 4월경에 입당 절차를 밟았으며, 비서를 통하여 당원증을 내주게 했다고 하며 안두희가 한국독립당에서 활동한 일은 없다고 한다. 김학규는 안두희와 만났을 적마다 대한민국에 대한 불평을 말하였으며, 때때로는 듣기에도 위험한 이야기까지 하고, 또 김구 자신의 증명서까지 얻어달라고 말하여 왔다며 김학규는 그 후로 홍종만을 통해 찾아주지 말기를 요구하며 김구의 암살 약 1달 전부터 한 번도 만난 일이 없다고 말했다. 또한 김학규는 한국독립당에서 비밀당원증이란 것이 없다고 했다.
그런데 진술과는 달리 김구가 경교장에서 암살되던 날 김학규는 경교장에 모인 한 측근에게 혈서를 하나 보여주었다.
사건 직후 경교장에서 보좌진을 부른 김학규는 자신이 소지하던 손수건 두 장 크기의 하얀 천을 한장 보였다. 천에는 "나는 미 제국주의의 주구 이승만을 타도한다"는 혈서가 쓰여 있었다. 보좌진들이 누가 쓴 것이냐 라고 붇자 김학규는 "안두희가 백범 선생 앞에서 쓴 것"이라며 믿었던 안두희에게 배신을 당했다는 사실을 분해하며 부르르 떨었다.
이 사건 직후 김학규는 안두희의 혈서를 그대로 불에 태웠다. 그러나 김학규가 안두희를 김구에게 소개해서 이승만 암살을 도우려 했다는 정보는 이미 유출된 뒤였다.

### 민간인 살해 논란
김구는 자신의 저서 백범일지에서 쓰치다 조스케를 일본 군인이라고 기술하였으나, 계속 민간인이라는 의혹이 제기되어 왔다. 또한 당시 일본의 기록이나 조선의 기록에서도 쓰치다 조스케가 군인이라는 내용은 없다.
2003년 11월 말 김완섭은 서울 여의도 국회의사당을 방문, 국회 과거사진상규명특위 공청회에서 “김구 선생은 ‘민비’의 원수를 갚기 위해 무고한 일본인을 살해한 뒤 중국으로 도피한 조선 왕조의 충견(忠犬)”이라는 내용의 문건을 배포 하였다. 또한 그는 "김구가 무고한 일본인을 살해했다"는 내용의 인쇄물도 배부하였다. 문건을 받아 본 일부 국회의원과 시민들은 즉석에서 그에게 비난을 퍼부었고, 일부는 이를 근거로 검찰에 들고가 그를 고소했다.
2004년 7월 검찰은 공소장에서 “김구 선생이 1896년 10월 황해도 안악군 치하포항에서 살해한 ‘쓰치다’는 당시 조선인으로 위장한 일본군이라는 사실이 밝혀졌고 김구 선생이 쓰치다를 처단한 뒤 체포돼 사형 선고까지 받았다가 1919년 중국으로 망명했는데도 도주한 것처럼 허위 사실을 적시했다”고 밝혔다. 이어 그는 서울고검으로부터 불구속 기소 처분을 받았다. 서울고검 정현태(鄭現太) 검사는 7월 27일 그를 백범 김구(金九) 선생의 명예를 훼손한 혐의(사자명예훼손)로 소설 ‘친일파를 위한 변명’의 작가 김완섭씨를 불구속 기소했다고 언론에 밝혔다. 또한 서울고검은 "김구가 무고한 일본인을 살해했다"고 주장한 문건을 배포한 친일작가 김완섭씨를 허위사실로 인한 명예훼손으로 직권 기소한 바 있다. 서울고검의 검사 정현태는 "김완섭에 대한 기소는 국사편찬위원회와 국가보훈처 자료를 면밀히 검토하고 나서 내린 결정이었다."고 밝혔다.
그러나 1997년, 창원대학교 교수 도진순은 자신이 찾아낸 일본 외무성 자료에 의하면 쓰치다 조스케는 계림장업단(鷄林奬業團) 소속 상인이었다고 주장했다. 이는 백범일지 도진순 주해 1997년판에도 실려있는 내용이나 2002년도판에는 도진순 스스로 이 주장을 철회하여 계림장업단 부분을 삭제하였으며 현재 쓰치다 조스케가 상인이었다는 것외에 계림장업단 소속이었다는 직접적인 증거는 없다. 더불어 계림장업단이 치하포 사건 이후인 1896년 5월에 조직되어 시기상으로 맞지 않는다는 주장도 제기되고 있다. 그리고 언론인이자 전 국회의원 손세일도 자신의 저서 《이승만과 김구》 신판에서 쓰치다라는 이름의 그 일본인은 대마도 출신의 민간인에 불과했다는 의견을 피력했다.

### 이승만과의 결별 과정
평소 김구는 이승만과 서로 매우 친분이 두터웠다. 공석에서도 김구는 이승만한테 '형님'이라 했을 만큼 그와 친밀하였다. 그러나 12월 2일에 일어난 장덕수 암살 사건 때문에 이 둘 사이는 벌어지게 되었다. 김구는 자신이 배후로 의심받자 이승만에게 도움을 요청하였고, 이승만은 "만약 김구를 체포한다면 거족적으로 군정에 대항하겠다."고 하지에게 경고하였다. 또한 언론에 성명서를 발표하며 “김 주석이 고의로 이런 일에 관련되었으리라고는 믿을 수 없다”며 김구를 옹호하였다. 하지만 김구는 마치 이승만이 서로 앙숙인 하지에게 무한정 압력을 행사할 수 있다고 오해한데서 비롯되어 이를 계기로 양자의 관계는 악화되었다.
1947년 11월 24일, 김구는 남한 단독선거는 국토 양분의 비극을 가져올 것이라고 경고했으나, 1주일 후인 11월 30일에는 전혀 다른 태도를 취했다. 그날 김구는 이승만을 방문해 한 시간 정도 요담한 후, 자신과 이승만은 조금도 근본 의사의 차이를 보지 못했다고 말하면서 사실상 단독정부 참여 의사를 밝히는 성명서를 발표했다. 그러나 김구는 통일의 가능성을 한번 마지막으로 떠보기 위해 평양 행을 가겠다고 이승만에게 자신의 의견을 피력했고, 이승만은 헛된 걸음일 뿐이라고 하였다. 남북연석회의에 참석하고 남북 공동 결의문을 발표하고 돌아온 김구는 5.10 총선거에 참여를 거부하였으며, 이승만은 "독립의 영웅이, 애국에 불타는 그가 왜 지금 돌이키지 못할 오판을 하고 있단 말인가!"라며 오열하였다.

### 도덕성 논란
김구의 정치적 도덕성에 대해서는 논란의 여지가 있다. 리처드 로빈슨은 김구가 정치적 도덕가는 아니라고 평하였다. 미군정 외에도 브루스 커밍스는 김구가 송진우의 암살범이라고 지목했다. 한편 김성수의 암살을 공작했다는 의혹도 받고 있었다.

### 주애보와의 관계
김구는 이봉창 의거와 홍구공원 사건을 계기로 피신해 있었다. 이 피신기간 중 중국국민당 관계자가 소개시킨 미혼의 뱃사공 주아이바오(주애보)와 부부와 같은 생활을 했다고 회고한 바 있다. 그러나 주아이바오와의 사이에서 자녀의 존재 여부는 알 수 없다.

## 평가와 비판

### 당대의 여론
1945년 10월 10일부터 11월 9일까지 선구회(先毆會)라는 단체에서 가장 뛰어난 지도자를 지목하는 설문조사 결과에 18%의 득표로 33%의 여운형, 21%의 이승만에 이어 3위에 기록되었다. 그 뒤 11월 선구회에서 다시 대통령에 적합한 인물을 설문조사했을 때는 1957명 중 293명이 김구를 지목하여 2위로 집계되었다. 한편 최고의 혁명가를 꼽는 설문에서는 978명 중 156표를 얻어 4위였다. 1946년 7월 조선 여론협회가 서울에서 누가 초대대통령에 적합한가를 조사한 설문결과에는 702표로 전체의 10.5%를 확보했다 한다. 1948년 6월 23일 조선여론협회에서 다시 조사한 결과(누가 초대대통령이 되기를 바라는가?)에서는 568표로 2위를 하였다.

### 미국의 시각
미국에서는 그를 부정적으로 바라보았다. 미국은 그를 파시스트로 보고 있었다.
미군정은 무자비하고(ruthless), 파렴치한(unscrupulous) 인물이라고 비난했다. 또한 미국은 그를 기회주의자(opportunist)로도 묘사하였다.
미군정은 1945년 송진우 암살 당시 그를 송진우의 암살배후로 봤고, 미군정 외에도 미국에서는 그를 송진우의 암살 용의자로 봤다. 1947년 12월 8일 장덕수가 암살당했을 때 현장에서 검거된 박광옥과 배희범은 각각 현직 군정청 경찰관과 현직 초등학교 교사였지만, 한독당의 당원이기도 했다.
미국 제1군사령부 정보장교인 조지 실리 소령의 보고서는 염동진은 김구에 대해 격렬한 비난을 가하며 동시에 군사적 견지에서 김구의 장점과 가능성을 격찬한다는 점이다. 그 민간인은 김구가 한국의 지도자가 되면 일본과 미국이 훈련시킨 200만의 한국군을 갖게될 것이며, 필요한 경우 이 한국 군인들은 그를 따라 38선을 넘을 것이라고 했다.

### 평가
일제강점기 당시 이봉창, 윤봉길 거사를 성사시켜 한국의 독립운동을 세계에 알린 것을 높이 평가된다. 김구는 이념을 내세워 분열시키는 냉전세력을 비판함과 함께 민족통합을 통한 완전독립국가를 모색했다는 점, 민족과 인류의 현실을 고려하여 문화국가가 되기를 주장했다는 점 등에서 높이 평가받는다. 그러나 이는 반탁투쟁과 반공주의 확산에 기여한 뒤에, 뒤늦은 행동이었다는 부정적인 시각들도 존재한다.
1999년 한겨레21이 실시한 '20세기 정신사적으로 가장 큰 영향을 끼친 인물'이라는 설문조사에서 백범은 가장 많은 사람이 꼽은 인물이었다. "사상가라기보다 정치지도자에 가까운 백범은 역사 속에서 민족자주를 위한 실천을 치열하게 전개한 점에서, 많은 응답자들로부터 한국 민족주의의 정화"라는 평가를 받았다.
1946년 초 김일성을 살해하려 할 만큼 극단적이었다는 평가도 있다.
단국대 사학과 교수 한시준은 "1919년 임시정부 수립 이후 많은 지도자가 있었고 군대 편성 계획도 여러 차례 있었지만 실현시킨 이는 김구 뿐"이라며 "조선에서 멀리 떨어진 충칭(重慶)에서 한국광복군을 만들어 낸 일은 무에서 유를 창조한 것"이라고 평가했다. 중국 푸단(復旦)대 교수 쑨커즈(孫科志)는 "혼란스러웠던 중국에서 정치적 난민에 가까웠던 한인 사회를 유지하고 임시정부 등 독립 운동의 기반을 갖춘 것은 김구의 면모를 보여 주는 사례"라고 보았다.
2006년 9월 22일 서울 용산구 효창동 백범기념관에서 ‘백범 김구 선생 탄생 130주년 국제학술회의’를 열었다. 이 학술대회에 참가한 한국과 중국의 학자 12명은 김구에 대해 “탁월한 지도자였다”고 평가했다.
권오영 한국학중앙연구원 교수는 “백범은 민족의 독립만을 생각한 지도자”라며 “청년시절부터 동학, 불교, 기독교에 차례대로 귀의한 것은 모두 독립을 위한 힘을 모으려고 했기 때문”이라고 봤다. 대학교수 리영희는 김구의 장례식때 울려 퍼진 추도곡을 반세기 넘게 기억하며 추모하기도 했다.
박용만은 '이승만과 김구는 민족의 쌍벽이었고, 민족진영 인사들은 두 영도자를 모시고 반석위에 놓인 것과 같은 안도감과 신뢰감을 가지고 무조건 두 분이 영도하는 대로 마음놓고 따랐던 것이다.'라고 평가하였다.

### 비판
전북대 교수 강준만과 창원대 교수 도진순은 각각 김구가 이데올로기에 대한 자기 정체감이 약하였으며, 유학·동학·불교·기독교 등을 두루 편력하는 사상적 방황을 경험하긴 했지만 전통적 가치인 유학적 또는 의병적 신의를 중시하는 완고함을 지닌 행동지향형의 인물이었다고 평가하였다. 또, 강준만은 그가 무분별한 반공주의 확산에 기여했다고 보았다. 1945년의 4개월 동안 해방 국면에서의 반공주의는 한국의 대중들에게 아직 깊이 침투되지 못하였다. 동아일보의 오보에서 비롯된 신탁통치 반대운동은 결과적으로 해방공간에서 사회 흐름을 못 바꾸게 만들었다. 김구의 격렬한 반탁은 모든 반대세력에게 의도하지 않았지만 국수주의적 민족주의라는 예기치 않은 정당성을 얹어주는 결과를 가져왔다고 평가했다.
최상천은 김구가 점령국가의 상황을 제대로 읽지 못한 채 대책없이 반탁운동에 뛰어들었다가 허송세월을 했다고 비판하였다. 뉴라이트 대안교과서를 지은 이영훈은 “김구는 독립운동에 족적을 남겼지만 ‘민족’만 주창했을 뿐 건국에 대한 비전은 없었다”고 하면서 그가 건국에 반대한 것을 비판하기도 했다.
이승만의 양자 이인수는 박정희 정부가 이승만의 권위를 약화시키려는 목적으로 추앙했으며, 김구는 '해방 정국에서 미아가 된 저항 민족주의자'일 뿐이라고 비판하였다. 김영삼은 그가 이루지 못한 일을 상상한 정치감각이 떨어지는 지도자였다고 평가했다.
모스크바 삼상회의 결정을 ‘신탁통치’로 이해하고 격렬한 반탁투쟁을 선도해 이른바 ‘반탁 쿠데타’까지 나아갔다. 반탁투쟁은 해방공간 좌우대립구도 성립에 결정적 역할을 하였으며 결국 남북 분단으로까지 연결되었다고 할 수 있다.는 비판도 있다.
강준만은 '김구가 50대까지 어머니로부터 '사랑의 매'를 맞았다는 건 미담(美談)일 수도 있지만, 그걸 뒤집으면 그만큼 고전적인 인물이었다는 걸 의미하기도 했다.'고 보았다.

#### 테러리즘 논란
2008년 5월 출간된 비한국사 전공자로 구성된 뉴라이트교과서포럼의 대안교과서에서 그를 테러리스트로 규정하여 물의를 빚었다.
한양대 석좌교수 신용하는 김구 테러리즘 논란에 대해 윤봉길과 이봉창의 의거를 주도한 한인애국단을 ‘테러리스트’로 평가하는 국내 일부 학자의 시각에 대해 “상황에 대한 이해가 부족하다”고 반박했다 신용하에 의하면 "백범이 한인애국단을 이끌었던 1930년대는 ‘완바오산 사건’으로 중국 내 ‘반한(反韓) 감정’이 고조됐고, 만주사변으로 일본이 중국 각지를 점령하면서 중국에서도 독립운동을 펼치기 어려운 상황이었다는 것. 신 교수는 “임시정부는 열세적 상황을 만회하기 위해 일시적으로 한인애국단을 운용했을 뿐"이라는 것이다.
7개월에 불과한 한인애국단 활동 기간 중 백범이 중국국민당에서 독립군 장교 양성 지원 약속을 받아낸 것도 백범의 치밀한 지략을 보여 주는 증거라고 강조했다. 신 교수는 한인애국단의 활동은 임시정부의 지시가 있었으므로 테러가 아니라 정부 차원의 ‘특공작전’으로 봐야 한다 고 평하였다. 유엔 안전보장이사회는 "민간인을 상대로 하여 사망 혹은 중상을 입히거나 인질로 잡는 등의 위해를 가하여 대중 혹은 어떤 집단의 사람 혹은 어떤 특정한 사람의 공포를 야기함으로써 어떤 사람, 대중, 정부, 국제 조직 등으로 하여금 특정 행위를 강요하거나 혹은 하지 못하도록 막고자 하는 의도를 가진 범죄행위"로 규정하고 있기 때문에 대한민국의 역사학계에서는 일본의 침략기관, 일본의 침략행위에 참여한 군인이나 관료등을 상대로 진행된 항일운동을 테러로 보지 않는다. 윤봉길과 이봉창등은 일본 천황, 일본 고위 군인등을 상대로 한 암살을 시도했기 때문이다.
그러나 김구가 해방 이후 한국인 정치가들에 대해 대해 암살을 시도한 백색 테러를 저질렀다는 의혹 또한 존재한다. 김구는 소군정기 북한의 지도자 및 관료에 대한 암살을 시도했으며 송진우, 여운형, 장덕수 등 별다른 직위 없이 남한에서 정치 운동을 이끌던 사람을 암살했다는 의혹이 있다. 백의사가 북한의 관료였던 강량욱을 암살하고자 할 때 죄없는 아들, 딸, 친구 목사까지 죽게 만들었다. 강량욱은 고위관료여서 민간인이 아닌 것으로 볼 수 있지만 희생당한 강량욱의 가족, 친구는 민간인이므로 강량욱의 집에 폭탄을 투척한 사건은 백색테러라 볼 수 있다.
그 외에 미국의 브루스 커밍스는 그를 송진우의 암살배후로 봤다. 또한 커밍스는 김구가 테러리스트와 암살문제에 정통한 사람으로 정평이 나 있었다 고 평하기도 했다. 38선 이북 조선에서는 1946년 3·1절 기념식 때의 폭탄투척 사건 이후 그를 부정적으로 평가했다.
미군정의 보고서 에 의하면 김구는 김성수의 암살을 기도 해왔다 한다.

#### 권위주의적인 행동
권위주의적인 행동에 대한 부정적인 시각도 존재한다.
남로당원 출신 박갑동은 "경교장에 가서 만나면 언제나 김구 선생은 한복차림으로 있었다. 내가 김구선생과 얘기하고 있을 때 비서가 와서 외출하자고 하니까, 바지저고리 차림의 김구 선생이 일어섰다. 그러면 비서가 두루마기도 입혀 주고, 모자도 씌워 주면서 문도 열어주는데, 손 하나 움직이지 않는다. 그의 비서가 구두도 신겨 주고, 손에다 지팡이를 쥐어 주는 모습이 영락없는 조선왕과 다를 것이 없었다."고 주장하였다. 당시 박갑동은 해방일보 기자 자격으로 경교장, 한국독립당, 한민당, 수도경찰청 등에 출입하고 있었다.
1948년 4월 방북시에도 숙소에서 여자 접대원들에게 "야!"라고 불렀더니 그들이 못들은 체 한 것이다. 김구가 화가 나서 "왜 부르는데 대답을 안하나?"라고 묻자 접대원들은 "저희는 그렇게 습관되어 있지 않아서 잘 몰랐습니다."라고 답했다.
“둘 이상이 합하여서 하나가 되자면 하나는 높고 하나는 낮아서, 하나는 위에 있어서 명령하고 하나는 밑에 있어서 복종하는 것이 근본 문제”라는 위계서열적 인식이 전제되어 있었기 때문이다. 그에게 사물의 질서는 위에서 아래로 정연하게 배열돼야 했고 이것을 거스른다는 것은 자연에 반하는 것이었다. 김구는 순종과 직분을 통해 조화로운 세상의 구현을 추구했으며 그에게 좌파의 평등주의는 이 조화를 해치고자 하는 일시적 풍파일 뿐이었다.

#### 정치적 실패에 대한 비판
광복군 참모장이자 초대 국무총리를 지낸 이범석은 그가 '끝까지 대의명분론을 주장하면서 민족통일을 관철하고자 하여 국제정세를 외면하다시피 오직 소신대로 나간 분이 백범 선생이다. 그런 까닭에 이박사는 마침내 현실의 정치가로 일어섰고, 백범 선생은 이상의 정치가로 주저앉게 됐다.'고 비판했다.
제1대 내무부 장관과 13대 서울특별시장을 지낸 동산 윤치영은 그는 김구 단정 수립 반대를 호되게 비판했다.
| “ | 남한만의 단독정부 수립을 반대한다는 백범의 명분은 옳았지만 이것은 우리 가슴에 칼을 내지르는 소리요. 결과적으로는 백범 망신에 그치고 만 것이 다행이지, 만약 그때 남북합작(南北合作)을 한다고 덤볐다가는 나라가 망했을 것입니다. | ” |

윤치영은 '백범 선생이 국제정치적 감각이 없었기 때문에 그런 어리석은 판단을 했던 것'이라고 분석했다.
윤치영은 또 김구 생전에 그가 임정의 이름을 팔아먹었다고 비난하기도 했다. 1948년 4월 7일 압록강 동지회에서 YMCA에서 임시회의를 개최하였다. 이때 윤치영은 연단에서 단선단정을 반대하고 평양 일방 남북회담을 적극추진하고 있는 김구를 지적, 중국으로부터 귀국 시에 임시정부를 해체하고 개인 자격으로 돌아오라는 하지 중장의 명령에 도장을 찍고 돌아왔으니 그는 임정을 팔아먹은 사람이다 라며 성토하였다.
16대 대통령 노무현은 그를 '실패한 정치인'이라 비판하였다. 2003년 6월 일본 순방 중, 6월 8일 도쿄에서 가진 공개 인터뷰에서 "김구는 실패한 정치인" 이라고 평가하여 논란이 되기도 했다. 그는 도쿄방송(TBS)이 일본 전역에 방영한 '한국 노무현 대통령 솔직하게 직접 대화'라는 주제의 90분짜리 토론에 참석해 "가장 존경하는 사람이 누구냐"는 일본 여성 방청객의 질문에 "과거에는 김구 선생이었으나 정치적으로 성공을 못해 그 뒤 링컨으로 바꿨다"라고 밝혔다.

## 이승만과 김구의 비교
두 거두의 근본적인 차이는 이승만은 국제관계와 열강들의 파워 게임에 대해 정확히 인식하는 차가운 현실주의자였다면, 김구는 민족의 통일이라는 대의 명분을 먼저 앞세운 이상주의자적 면모가 더 컸다고 봐야 한다. 이미 소련은 북한을 내어줄 생각 자체가 없었으며, 그렇게 언제가 될지도 모르게 기약없이 시간을 끄는 사이, 북한은 차근차근 소련의 지원하에 침공을 준비하고 있었고 미국이 지난 날 가쓰라-태프트 밀약처럼 강대국들이 지들 멋대로 한국을 소련에 넘겨주는 흥정의 대상으로 삼을 수 있다는 사실을 1905년에 뼈져리게 느꼈던터라 이승만은 조급했던 것이다.
또한 김구는 '민족'과 '통일'이라는 가치가 더 우선시 했던 반면, 이승만은 '자유'와 미국 헌법처럼 기본권을 보장하는 '국가' 자체를 더 우선시했다는 차이가 있다. 그래서 김구는 결단코 민족은 나뉠 수 없다며 단정 수립을 거부하였으나, 이승만은 반쪽이라도 북한처럼 될 수는 없다는 입장을 고수하였다.
이승만과 김구 모두 구한말에 과거에 응시해 낙방한 쓰라린 경험을 갖고 있었다. 그러나 활동 지역을 연유해서인지, 이승만은 친미노선으로 갔고, 김구는 친중화민국 노선으로 갔다. 훗날 국민당 장제스의 중화민국은 국공내전에서 패퇴하여 몰락한 반면, 미국의 세계적 패권은 더욱 강화되어 갔다. 미국은 비교적 다원체제였던 만큼 이승만과 미국의 갈등은 미국의 어느 한 부분과의 갈등이었을 뿐, 큰 흐름은 친미노선을 선택한 이승만에게 유리하였다. 강준만은 미국의 패권의 중흥과 중화민국의 몰락을 이승만의 승리와 김구의 패배 요인으로 보았다는 주장이 있다.
김구는 경마장을 즐겨 찾았는데, 그 이유가 1946년, 모친 곽낙원 여사의 시신을 중국에서 운구하여 정릉 뒤편으로 이장할 때 기마단이 운구를 호송했기 때문이다. 운구 호송을 고마워한 김구는 계속 경마장을 찾았다고 한다. 이승만도 부인 프란체스카 여사와 함께 수시로 경마장에 들렀다. 경마가 있는 날이면 3층 귀빈실은 항상 북적거렸다. 마사회에서는 이들을 극진히 예우했으며, 예정에 없던 상장이나 상배를 마련하여 레이스를 하기도 했다. 한편 이승만과 김구가 자주 찾는 것에서 '이승만상', '김구상'이 유래했다고 한다.
김구는 이승만과 서로 매우 친분이 두터웠다. 공석에서도 김구는 이승만한테 '형님'이라는 소리했을 정도로 사이가 매우 좋았다. 그러나 장덕수 암살사건부터 시작하여 점차 그와 멀어지게 되다가, 남북협상으로 인해 정치적으로 완전히 결별하게 되고 만다. 윤경빈 또한 훗날 '단독 정부수립 운동'이냐 '남북 통일정부 운동'이냐의 노선을 두면서 거리가 멀어지게 되었다고 증언하였다.
일각에서는 장덕수 사건으로 마치 이승만이 김구의 요구를 거절한 것처럼 기술하는데, 이는 전혀 사실이 아니다. 1947년 말에는 이미 이승만과 하지의 관계는 파탄 직전이었으며, 하지에게 어떠한 요구를 할 수 있는 입장도 아니었다. 오히려 그는 하지에게 김구를 체포하면 가만 안둔다는 선포까지 한 상태였다.

## 일화

### 자금 수임은 이승만에게 일임한 경교장
김구 비서 선우진의 증언으로는 경교장 생활은 전혀 풍족하지 못했다고 한다. 선우진은 정기적으로 얼마씩 수입이 들어오는 형편이 아니어서 재정적으로 어려웠으며, 돈과 관련된 일에는 적극적이지 않았던 탓에 자연 김구를 모시는 이들의 생활도 여유롭지 못했다고 한다. 한번은 1946년에 상공회의소 부회장 강익하가 300만원 수표를 정치자금으로 전달하였다.
그는 이미 500만 원을 보냈고, 상공회의소 공의(公議)라고 말씀드렸지만, 그래도 김구는 이승만에게 전달하라고 했다고 한다. 또한 선우진에 의하면 김구를 수행하여 돈암장을 방문했는데, 이승만은 “남들은 모두 내게 돈을 주는데, 백범은 내게서 돈을 가져가는구먼”하며 입을 실룩거렸다고 하며, 김구는 아무 표정 없이 돈암장을 나섰다고 한다.

### 호화로운 생활과 비밀스런 자금 흐름
한편 재정적으로 어렵지 않았다는 견해도 있다. 상해 시절에 대한 증언으로 안공근과 감정이 있었던 백찬기는 “김구파의 간부들은 호화로운 생활을 하고 있으면서 나와 같이 병으로 쓰러진 사람에 대해서는 의료원으로 가라고 여비 정도만 주어 쫓아버리는 식”이라며 비판하였다. 1937년 10월 김구는 이승만에게 절대 비밀에 속한 금전이 아니면 일을 꾸미기 어렵다고 연락하였다.

### 비관적 결말이 예상된 남북연석회의
1948년 초, 김구가 남북연석회의에 참석을 위해 북한으로 올라간다는 소식을 듣고는 이승만은 "백범, 백범!"하며 안타까운 듯 허공에 대고 외치고는 "독립의 영웅이, 애국에 불타는 그가 왜 지금 돌이키지 못할 오판을 하고 있단 말인가. 공산주의가 무엇인지를 정녕 모르는 것인가!"라며 긴 탄식을 하였다고 한다.

### 백범일지 윤문
김구의 저서 백범일지의 교열과 윤문은 이광수가 하였다. ‘백범일지’ 판본은 크게 4가지다. 김구가 1929년과 1942년에 탈고한 친필본과 그것을 옮겨적은 필사본 2종, 1947년에 공식적으로 출간된 국사원본까지다. 여기서 말하는 이광수의 윤문은 해방 이후 나온 1947년 책을 말한다. 백범일지는 명문장가인 이광수의 윤문이라는 꽃단장을 통해 재탄생했다. ‘국사원본 백범일지’는 처음부터 유려한 문장, 쉽고 간결한 문체로 출발했다. ‘친필본 백범일지’와는 차이가 너무 많은 작품이다. 1994년 백범의 아들 김신이 친필 원본을 공개함으로써 이광수의 윤문과 차이점을 확인할 수 있었다.
1945년 11월 김구가 자서전인 백범일지를 출간할 때 이광수가 윤문을 자청했다 한다. 백범일지의 윤문을 허락한 사람이 백범 자신인지, 아니면 백범 비서 등 주변 사람이었는지는 명확히 밝혀지지 않고 있다. 문제는 춘원이 윤문 과정에서 친필본에 없는 문장을 임의로 첨삭해 원전의 텍스트적 가치를 크게 훼손했다는 의견이 있다.
그런데 이광수가 백범일지 편찬에 참여한 것을 김구가 알았다는 주장도 있다. 그에 따르면 “(친일파 이광수가) 속죄하는 심정으로 맡겠다고 하니 시켜보라고 주위에서 백범께 말했다. 김구는 그의 행실(일제 후반에 변절한 것) 때문에 망설였다” 고 한다. 그러나 곧 이광수에게 백범일지 윤문을 맡긴다.
둘째 아들 김신의 회고에 따르면, “아버님은 그의 행실 때문에 망설였는데 누군가가 글 솜씨도 있는 사람이고 속죄하는 기분으로 맡겠다니 시켜보라고 했대요. 그가 윤문을 한 건 사실이나 아버님이 그걸 알고 맡기셨는지는 의문입니다.”(김신 씨의 대담, <신동아>, 1986년 8월, 347쪽.)라고 대답하기도 했다.

## 저서

### 《백범일지》(1947, 국사원)
백범일지는 춘원 이광수가 윤문한 것으로 알려져 있다. 

#### 〈나의 소원〉
〈나의 소원〉은 백범일지의 본문 뒤에 실려있는 글로 동포에게 호소하는 글이다.

위키문헌에 이 글과
관련된 원문이 있습니다.
백범일지

민족 국가

"네 소원이 무엇이냐?" 하고 하느님이 물으시면, 나는 서슴지 않고

"내 소원은 대한 독립이오" 하고, 대답할 것이다.

"그 다음 소원은 무엇이냐?" 하면, 나는 또 "우리나라의 독립이오" 할 것이요, 또 "그 다음 소원이 무엇이냐?" 하는 셋째번 물음에도, 나는 더욱 소리를 높여서 "나의 소원은 우리나라 대한의 완전한 자주독립이오" 하고 대답할 것이다.

…(중략)…
내가 원하는 우리 민족의 사업은 결코 세계를 무력으로 정복하거나 경제력으로 지배하려는 것이 아니다. 오직 사랑의 문화, 평화의 문화로 우리 스스로 잘 살고 인류 전체가 의좋게 즐겁게 살도록 하는 일을 하자는 것이다. 어느 민족도 일찍이 그러한 일을 한 이가 없었으니 그것은 공상이라고 하지 말라. 일찍이 아무도 한 자가 없길래 우리가 하자는 것이다. 이 큰 일은 하늘이 우리를 위하여 남겨놓으신 것임을 깨달을 때에 우리 민족은 비로소 제 길을 찾고 제 일을 알아본 것이다.
나는 우리나라의 청년남녀가 모두 과거의 조그맣고 좁다란 생각을 버리고, 우리 민족의 큰 사명에 눈을 떠서 제 마음을 닦고 제 힘을 기르기로 낙을 삼기를 바란다. 젊은 사람들이 모두 이 정신을 가지고 이 방향으로 힘을 쓸진대 30년이 못하여 우리 민족은 괄목상대(刮目相對)하게 될 것을 나는 확신하는 바이다.
내가 원하는 우리나라 :
나는 우리나라가 세계에서 가장 아름다운 나라가 되기를 원한다. 가장 부강한 나라가 되기를 원하는 것은 아니다.
내가 남의 침략에 가슴이 아팠으니 내 나라가 남을 침략하는 것을 원치 아니한다. 우리의 부력(富力)은 우리의 생활을 풍족히 할 만하고, 우리의 강력(強力)은 남의 침략을 막을 만하면 족하다. 오직 한없이 가지고 싶은 것은 높은 문화의 힘이다. 문화의 힘은 우리 자신을 행복하게 하고 나아가서 남에게 행복을 주겠기 때문이다...(하략)...백범

### 그 외
- 《도왜실기》(1932, 엄항섭 정리)
- 《백범어록》(2008, 도진순 주해)

## 사상과 신념

### 남북협상 참여 목적
1970년대 이후 김구의 남북협상 참여는 통일과 조국애의 상징처럼 여겨져 왔다. 그러나 김구의 남북협상 참여 과정이 정치적 전술이라는 시각도 있다. 이승만과의 경쟁에서 패배해 모든 정치적 전망이 사라진 시점에서 새로운 정국 반전을 노린 것이라는 것이다.
모스크바 삼상회의 결정을 ‘신탁통치’로 이해하고 격렬한 반탁투쟁을 선도해 이른바 ‘반탁 쿠데타’까지 나아갔다. 반탁투쟁은 해방공간 좌우대립구도 성립에 결정적 역할을 하였으며 결국 남북 분단으로까지 연결되었다고 할 수 있다. 이후에도 김구는 ‘백의사’ 등을 통해 대북 타격정책을 일관되게 수행했다. 백의사 단원들이 소지한 무임승차권이 북한측에 입수되면서 그는 엄청난 비판과 성토의 대상이 되기도 했었다.
3.1절 경축식 폭탄 투척사건 이후 김구는 북한에서 불구대천의 원수로 낙인찍혔고, 북한은 이후 그의 이름으로 풍자삼아 '개 구자', '김구'(金狗)로 부르며 매도하였다. 해방 공간 내내 반공, 반소로 일관한 김구의 남북연석회의 참가는 이승만과의 경쟁에서 패배해 모든 정치적 전망이 사라진 조건에서 취해진 정치전술일 가능성이 농후했다.

### 외교 문제
외교 문제에 소홀했다는 평가도 있다. 전 서울교육대 총장 이택휘는 “중국공산당과의 협력 부재나 당시 강대국인 소련에 대해 배타 정책을 쓴 것은 외교적 투박함”이라고 지적했다.
김구의 외교력 미숙에 대해 한양대학교 석좌교수 신용하는 “중국국민당과 군사 협력 관계에 있었던 상황에서 백범이 공산당과 공식 관계를 모색하기는 어려웠다”며 “당시 장제스(蔣介石)를 설득해 카이로회담에서 한국의 독립을 명문화한 것은 백범 외교의 진가”라고 반박하였고 단국대 교수 한시준도 “백범이 광복군의 연합군 OSS부대 참가를 주도한 것은 승전 후 연합국의 지위를 획득하려 한 것”이라며 “이는 백범이 외교에서 상당한 전략을 구사했음을 보여 준다”고 반론을 제기하였다.
그러나 이승만을 통해 미국과도 외교 관계를 형성하려는 노력을 기울였다는 반론도 있다. 중화민국 장제스 정부에서 임정에 대한 지원을 줄이자, 그는 이승만과 함께 임정을 미국으로 천도하려는 계획을 수립하기도 했다.

### 애국가에 대한 관점
애국가가 윤치호가 짓고 안창호가 일부 개사했다는 소문은 1920년대 대한민국 임시정부에도 돌고 있었다. 이 때문에 애국가의 채택을 놓고 임정에서도 논란이 많았다.
이에 김구는 상하이 임시정부 시절 한 동지에게 '우리가 3.1 운동을 태극기와 애국가로 했는데 누가 지었는가가 왜 문제인가'라며 '작사·작곡가의 성향보다 애국가 안에 담긴 정신이 더 중요하다'고 반박하였다.

### 공산주의·사회주의에 대한 비판
그는 공산주의·사회주의를 일종의 독재체제로 이해하였다. 1947년 발표한 ‘나의 소원’이란 글에서 김구는 "독재 중에서 가장 무서운 독재는 어떤 주의, 즉 철학을 기초로 하는 계급독재다. ...(이하 중략)... 공산당이 주장하는 소련식 민주주의란 것은 이러한 독재정치 중에서 가장 철저한 것이어서, 독재정치의 모든 특징을 극단으로 발휘하고 있다"며 공산주의를 극단적으로 비판하고 있었다.
또한 "일부 소위 좌익의 무리는 혈통의 조국을 부인하고 소위 사상의 조국을 운위하며, 혈족의 동포를 무시하고 소위 사상의 동무와 프롤레타리아트의 국제적 계급을 주장"한다는 인식을 갖고 있었기에 좌파와의 연대는 극히 곤란할 수밖에 없었다. 임시정부의 존재를 좌파에서 부정적으로 평가하는 것 역시 사회주의와 공산주의, 아나키즘을 부정적으로 보는 원인이 됐다. 1938년 이후 장제스가 국공합작 분위기에 편승하기 위해 김구와 김규식, 김원봉을 소환하여 합작, 협력하라고 하자 좌파의 임정입각을 수용하게 된다.
1922년 초 소련의 블라디미르 레닌으로부터 200만 루블을 한국인 공산주의자들을 위해 지원받았으나 임시정부에는 상납하지 않은 김립을 사살한 것도 그였다. 그는 “레닌이 보낸 독립운동 자금을 유용했다”고 성토한 데 이어 오면직, 노종균 두 청년을 보내 1922년 2월11일에 상하이의 거리에서 김립을 사살했다.
또한 김립은 레닌으로부터 매각하면 현금으로 바꿀수 있는 귀금속인 금괴를 일부 전달받았는데 이것 역시 임시정부에게 내놓지 않았다. 백범일지에서 그는 김립이 레닌에게서 지급받은 금괴를 사적으로 유용했다며 북간도 자기 식구들을 위하여 토지를 매입하고 이른바 공산주의자라는 한인·중국인 인도인에게 얼마씩 지급하였 으며, 자기는 상하이에 비밀리에 잠복하여 광동여자를 첩으로 삼아 향락하는 것 이라며 비판을 하였다.
공산·사회주의를 외세지향적인 사고방식으로도 생각했다. 1919년 임시정부 경무국장 당시 이동휘로부터 공산주의혁명에 동참해달라는 권고를 받았을 때는 소련 등 외국 세력에 기대는 것이라며 참여할 수 없다고 거절하였다.

### 여순 사건에 대한 관점
김구는 여순 사건을 반란, 테러로 규정했다. 10월 28일의 공개 담화에서 김구는 '순진한 청년들이 용서할 수 없는 죄를 범하였으며', '반도(공산주의자)들의 목적은 북한 정권을 남한에 연장시키는 것'으로 보인다고 규정했다.
우리는 일찍부터 폭력으로써 살인·방화·약탈 등 테러를 행하는 것을 배격하자고 주장하였다. 금번 여수·순천 등지의 반란은 대규모적 집단테러 행동인 바, 부녀 유아까지 참살하였다는 보도를 들을 때에 그 야만적 소행에 몸서리 처지지 아니할 수 없다. 멀리서 듣고도 그러하니 현지에서 목격하는 자는 비참 격앙함이 그 극에 달할 것이다. 남과 남의 부모처자를 살해하면, 남도 나의 부모처자를 살해하기 쉬우니 그 결과는 첫째, 우리 동족이 수없이 죽을 것이오 둘째, 외군에게 계속 주둔하는 구실을 줄 뿐이다. 이것은 우리의 자주독립을 좀먹는 행동이니 이로써 우리는 망국노의 치욕을 면하는 날이 없을 것이니, 반란을 일으킨 군인과 군중은 이 때에 있어서 마땅히 勵動된 감정을 억제하고 재삼숙고하여 용감히 悔悟하고 正軌로 돌아갈 것이어니와 현명한 동포들도 마땅히 객관적 입장에서 그 반란을 냉정히 비판하면서 이것의 만연을 공동방지 할지언정 허무한 유언에 유혹되거나 혹은 이에 부화뇌동하지 아니하여야 할 것이다.
여러분의 기대와 託付와 애국의 만분의 일도 보답하지 못하는 나로서 무슨 면목으로 여러분께 왈가왈부를 말하랴마는 금번 반란이 너무도 중대하므로 인하여 국가 민족에 미치는 손해가 또한 중대한 까닭에 그대로 함구만 할 수 없어서 피눈물로써 이와 같이 하소연하는 바이다.
동지 동포는 우리의 고충을 깊이 양해하고 동족상잔에서 동족상애의 길로 공동매진하기를 간절히 바란다.

10월 30일 여순 사건 관련 담화에서 김구는 '여수, 순천 등지의 반란을 '집단 테러 활동'으로 규정하고 "부녀와 유아까지 참살하였다는 보도를 들을 때에 그 야만적 소행에 몸서리처지지 않을 수 없다"고 발표하였다.

### 종교
김구는 1903년, 미국 감리회 소속 헌트 목사에게 세례를 받고 감리회 교인이 되었으며 이 후 개신교 신자로 평생을 살았다. 개신교를 믿기 전까지 그는 여러 종교를 접했는데, 10대 시절 동학을 접하고 받아들인 그는 19세 때 발발한 동학 농민 운동 때 접주로 임명되어 700여명이 참여한 시위를 이끄는 역할을 하였다. 동학 운동 이후 도피생활을 하던 중 유학자였던 후조 고능성을 만나 가르침을 받던 중, 고능성에게서 불교를 접하게 되고 입교하였으며 출가하기도 하였다. 그러나 출가 1년만에 그는 환속하여 수도생활을 그만뒀다.
그가 개신교를 받아들이게 된 것은 동학 접주로 활동하던 시기 그의 종사였던 우종서의 영향이 컸던 것으로 알려져 있다. 그는 인천 감리서 감옥에서 수감생활을 하던 시절, 감옥을 방문한 서양 선교사들로부터 전해받은 신문을 읽으며 서양 문물에 관심을 가졌고 감옥을 나온 뒤 우종서에게 개신교를 소개받았다. 1903년 11월, 황해도 지역을 선교차 방문한 헌트 목사를 만나 2주간 교리공부를 하고 세례를 받았다.
김구는 독립운동 시기 내내 개신교 신앙을 자신의 정신적 의지처로 삼았다. 1911년 감옥에 투옥되어 고문을 받을 때 유치장 안에서 찬송가를 부르며 고통을 이겨냈다는 일화가 전해지며, 광복 후 귀국하자마자 그는 정동제일교회를 찾아가 주일예배에 참석했다. 1945년 11월 28일 서울에서 열린 미군 환영행사에서 그는 "경찰서 열 곳을 세우는 것보다 교회 한 곳을 세우는 것이 낫다" 라며 자신의 기독교적 신앙관을 들어내기도 했다. 그는 원래 새문안교회를 함께 다니던 도산 안창호의 여동생 안신호와 약혼할 예정이었으나 무산되었고, 대신 11살 연하였던 최준례와 교회에서 개신교식으로 결혼을 했다.
한편 1949년 그가 임종 직전 로마 가톨릭교회 소속 신부로부터 세례성사 및 종부성사를 받았다는 것을 근거로 김구를 천주교 신자로 이야기하는 여론도 있으나, 이는 김구가 안두희에게 피격된 뒤 옮겨진 병원이 천주교에서 운영하는 명동성모병원이었고 당시 병원에 상주중이던 신부와 수녀가 의식불명 상태이던 그에게 조건부 세례를 준 것이다. 김구가 생전 로마 가톨릭교회로 개종을 원했는지는 문서적 기록이 확인되지 않았으며, 또한 임종을 앞둔 이에게 비상세례를 주는 것이 로마 가톨릭교회의 종교적 관습이기 때문에 그는 사망 후에도 개신교 신자로 분류되고 있다.

## 가족 관계
김구의 자서전《백범일지》에 따르면 김자점의 후손인 아버지 김순영은 중풍으로 몸이 불편했으며, 잘못을 저지르면 엄하게 교육하는 아버지였다고 한다. 어머니 곽낙원은 중국 중경 거주시, 아들이 독립운동가로 활동할 때 권총을 구입하여 줄 만큼 열심히 아들을 지원했다.
- 증조부: 김영원 (金榮元[302], 1806년 ~ ?)
- 증조모: 희천 김씨 (熙川 金氏, 1801년 ~ ?)
  - 외조부: 곽양식 (? ~ ?)
  - 조부: 김만묵 (金萬默, 1824년 ~ 1888년 4월)
  - 조모: 결성 장씨(張氏, 1824년 ~ 1876년)
    - 큰아버지: 김백영 (1844년 ~ 1880년)
    - 큰어머니: 정씨 (?~1888년 이후)
    - 아버지: 김순영 (金淳永, 1852년 ~ 1901년 2월)
    - 어머니: 곽낙원 (郭樂園, 1859년 2월 26일 ~ 1939년 4월 26일)
      - 부인:최준례(崔遵禮, 1889년 ~ 1924년 1월 1일)
        - 장남: 입언 김인(立言 金仁, 1917년 11월 12일 ~ 1945년 3월 29일) 대한민국임시정부 광복군 장교, 중화민국 육군 소령
        - 자부: 안미생(安美生, 1914년 ~ 2007년, 안중근의 조카)
          - 손녀: 김효자(金孝子, 1941년 ~ ), 장자 김인의 딸

        - 차남: 서언 김신(瑞言 金信, 1922년 9월 21일 ~ 2016년 5월 19일) 대한민국 6대 공군참모총장, 교통부장관, 주중국 대사, 국회의원 역임, 前 백범기념관 관장
        - 자부: 임윤연(林胤嬿, 1929년 ~ 1971년 12월 11일), 독립운동가 임학규 (1897년)의 딸, 위암으로 사망
          - 손자: 김진(金振, 1949년 10월 30일 ~ ) 대한주택공사 사장 역임
          - 손자: 김양(金揚, 1953년 2월 24일 ~ ) 주상하이 총영사, 국가보훈처장 역임
          - 손부: 이정희(1959년 ~ )
            - 증손자: 김용만(金容萬, 1986년 ~ ) 정치인 - 제22대 국회의원

          - 손자: 김휘(金揮, 1955년 ~, 나라기획 이사 역임)[303]
          - 손녀: 김미(金美, 한화 그룹 회장인 김승연의 동생 김호연과 결혼
          - 손녀사위: 김호연(金昊淵, 1955년 ~ ) 정치인 - 제18대 국회의원
          - 손자: 김윤

        - 장녀: 김씨(1906년 ~ 1907년)
        - 차녀: 김화경(金化慶, 1910년 ~ 1915년)
        - 삼녀: 김은경(金恩慶, 1916년 ~ 1917년 2월)

    - 작은아버지: 김준영 및 2명

## 김구 주석을 연기한 배우들

### 텔레비전 드라마
- 이영후 - 1981년 《제1공화국》 MBC
- 이영후 - 1982년 《거부실록 시리즈 - 백산 안희제》 MBC
- 이영후 - 1982년 《한》 MBC
- 안대용 - 1984년 《독립문》 KBS1
- 이영후 - 1984년 《조선총독부》 MBC
- 이치우 - 1985년 《새벽》 KBS1
- 이영후 - 1986년 《그의 아내》 MBC
- 김진태 - 1989년 《백범일지》 MBC
- 김진태 - 1990년 《반민특위》 MBC
- 이영후 - 1990년 《여명의 그날》KBS1
- 정욱 - 1992년 《님이여》 MBC
- 이치우 - 1994년 《다큐멘터리 극장》 KBS1
- 김상중 - 1995년 《김구》, 청년 김구 KBS
- 조상건 - 1995년 《김구》, 장년 김구 KBS
- 이영후 - 1998년 《삼김시대》 SBS
- 이영후 - 2003년 《야인시대》 SBS
- 이영후 - 2006년 《서울 1945》 KBS
- 이영후 - 2010년 《자유인 이회영》 KBS
- 유하복 - 2019년 《이몽》 MBC
- 박훈 - 2019년 《녹두꽃》 SBS - 특별출연

### 라디오 드라마
- 이치우 - 1966년 《광복 20년》 TBS 다큐멘터리
- 이치우 - 《이승만과 김구》
- 이치우 - 1981년 《8·15 특집 그여름의 이틀》 KBS 라디오

### 연극 영화
- 전창근 - 1960년 《아! 백범김구선생》[304] 영화
- 전창근 - 1967년 《춘원 이광수 (1967년 영화)》, 영화
- 박암 - 1969년 《춘원 이광수 (1969년 영화)》, 영화
- 박암 - 1973년 《광복 20년과 백범 김구》, 영화
- 조통달 - 1986년 《윤봉길 의사》, 연극
- 이영후 - 1998년 《천년의 수인》, 연극
- 임동진 - 2005년 《청년 장준하》, 뮤지컬
- 왕기석 - 2010년 《판소리 백범 김구》 판소리, (청년 김구 역)
- 왕기철 - 2010년 《판소리 백범 김구》 판소리, (장년 김구 역)
- 임진택 - 2010년 《판소리 백범 김구》 판소리, (노년 김구 역)
- 김홍파 - 2015년 《암살》, 영화
- 조진웅 - 2017년 《대장 김창수》, 영화

## 역대 선거 결과
| 선거명            | 직책명 | 대수 | 정당       | 득표율 | 득표수 | 결과 | 당락 |
| ----------------- | ------ | ---- | ---------- | ------ | ------ | ---- | ---- |
| 제1대 대통령 선거 | 대통령 | 1대  | 한국독립당 | 6.63%  | 13표   | 2위  | 낙선 |
| 제1대 부통령 선거 | 부통령 | 1대  | 한국독립당 | 31.47% | 62표   | 2위  | 낙선 |

## 참고 자료
- 김구, 《백범일지》(국사원, 1947)
- 재상해일본총영사관 경찰부 제2과 편, 《조선민족운동연감》 (東文社書店, 1946)
- 채근식, 《무장독립운동사》(대한민국공보처, 1949)
- 백범김구선생전집편찬위원회 편, 《백범김구전집 1권~13권》(대한매일신보사, 1999)
- 강준만, 《한국현대사산책》〈1940년대편 1권〉(인물과사상사, 2004)
- 강준만, 《한국현대사산책》〈1940년대편 2권〉(인물과사상사, 2004)
- 백범사상실천운동연합, 《비운의 역사 현장 아! 경교장》(경교장복원범민족추진위원회 편,2003)
- 김제방, 《이승만과 김구의 대좌》 (한솜, 2005년)
- 《백범어록(평화통일의 첫걸음, 백범의 마지막 말과 글)》(도진순 역, 돌베개, 2007)
- 브루스 커밍스, 《일월총서 71 한국전쟁의 기원》 (브루스 커밍스, 김자동옮김, 최옥자펴냄, 일월서각, 2001년판)
- 김삼웅, 《백범 김구 평전》(시대의창, 2004)
- 이현희, 《대한민국 임시정부사 연구》 (혜안, 2001)
- 손세일, 《이승만과 김구(영어판)》 (일조각, 1970)
- 고하선생전기편찬위원회, 《고하송진우선생전》(동아일보출판국, 1964)
- 김구, 《백범 김구선생의 편지- 백범학술원총서》(나남출판 편집부 지음, 나남출판, 2005)
- 김구, 《도왜실기》(엄항섭 역, 범우사, 2002)
- 이현희, 《대한민국 임시정부 주석 석오 이동녕과 백범 김구》 (동방도서, 2002)
- 이철승·박갑동, 《건국50년 대한민국 이렇게 세웠다》 (이철승·박갑동, 계명사, 1998)
- 신복룡, 《한국정치사》 (박영사, 1997)
- 이현희, 《석오 이동녕과 백범 김구》 (일조각, 1999)
- 이현희, 《3·1독립운동과 임시정부의 법통성》 (동방도서, 1987)
- 이현희, 《대한민국임시정부사》 (집문당, 1982)
- 선우진, 《위대한 한국인 제9권 김구 편》(휘문출판사, 1976)
- 허정, 《위대한 한국인 제11권 이승만 편》(휘문출판사, 1976)
- 신용하, 《백범 김구의 사상과 독립운동》(신용하 저, 서울대학교출판부, 2003)
- 정경환, 《백범김구의정치사상》(정경환 저, 이경, 2008.02.28)
- 한태수, 《한국정당사》(한태수, 신태양사, 1965)
- 정경환, 《백범 평전》(정경환 저, 이경, 2007)
- 국사편찬위원회, 《한국독립운동사 1∼5》 (국사편찬위원회, 1965∼1970)
- 교문사, 《백범 김구:생애와 사상》(편집부 저, 교문사, 1982.08.01)
- 연시중, 《한국 정당정치 실록 1권》(항일 독립운동부터 김일성의 집권까지)(지와사랑, 2001.01.20)
- 박태균, 《현대사를 베고 쓰러진 거인들》(지성사, 1996.11.01)
- 이현희, 《이야기 인물한국사(2005)》 (이현희, 청아출판사, 2007)
- 김학준, 《해방공간의 주역들》(동아일보사, 1996)
- 김구, 《백범 김구선생 언론집 상, 하》(나남출판, 2004)
- 문용린 외, 《백범 김구의 지적 계발과정 탐색-한 위인의 다중지능 분석보고서》 (문용린 외, 집문당. 2005)
- 전정일, 《백범 김구 선생 살해범 안두희 그는 누구인가》(전정일 편저, 삼성서적, 1994)
- 홍우출판사, 정계야화 (전2권) (홍우출판사, 1966)
- 한국사학회, 한국현대인물론 1,2(을유문화사, 1987)
- 국가보훈처, 《대한민국독립유공자인물록》 (국가보훈처, 1992)
- 윤명숙, 《대한영웅전 1》 (국가보훈처, 1995)
- 역사문제연구소, 《제주 4.3 연구》 (역사비평사, 1999)
- 배경식, 《기노시타 쇼조 천황에게 폭탄을 던지다》 (너머북스, 2008)
- 정용욱, 《존 하지와 미군 점령통치 3년》 (중심, 2003)
- 서중석, 《비극의 현대지도자》 (성균관대학교출판부, 2002)
- 강원룡, 《역사의 언덕에서 2:전쟁의 땅 혁명의 땅》 (한길사, 2003)
- 김삼웅, 《김구 평전》 (시대의 창, 2004)

- 김구 : 독립유공자 공훈록 - 국가보훈처
- 새 지폐 인물선호도 김구·신사임당·유관순·정약용 順 경향신문을 중요시해 주세여

2007.08.10
- 백범의 "죽여도 되는" 반민족 '칠가살(七可殺)' 프레시안 꼭 봐야겠네염

2004.10.01
- 좌우구도 굳힌 반탁운동에 반공·반소로 일관한 김구 보관됨 2005-09-05 - 웨이백 머신 한겨레신문 2004.05.10